# 香港47人案
香港47人案，是香港2020年立法會選舉民主派初選案参与者被指違反《香港國家安全法》，涉嫌「串謀颠覆国家政权」的案件。

## 概要

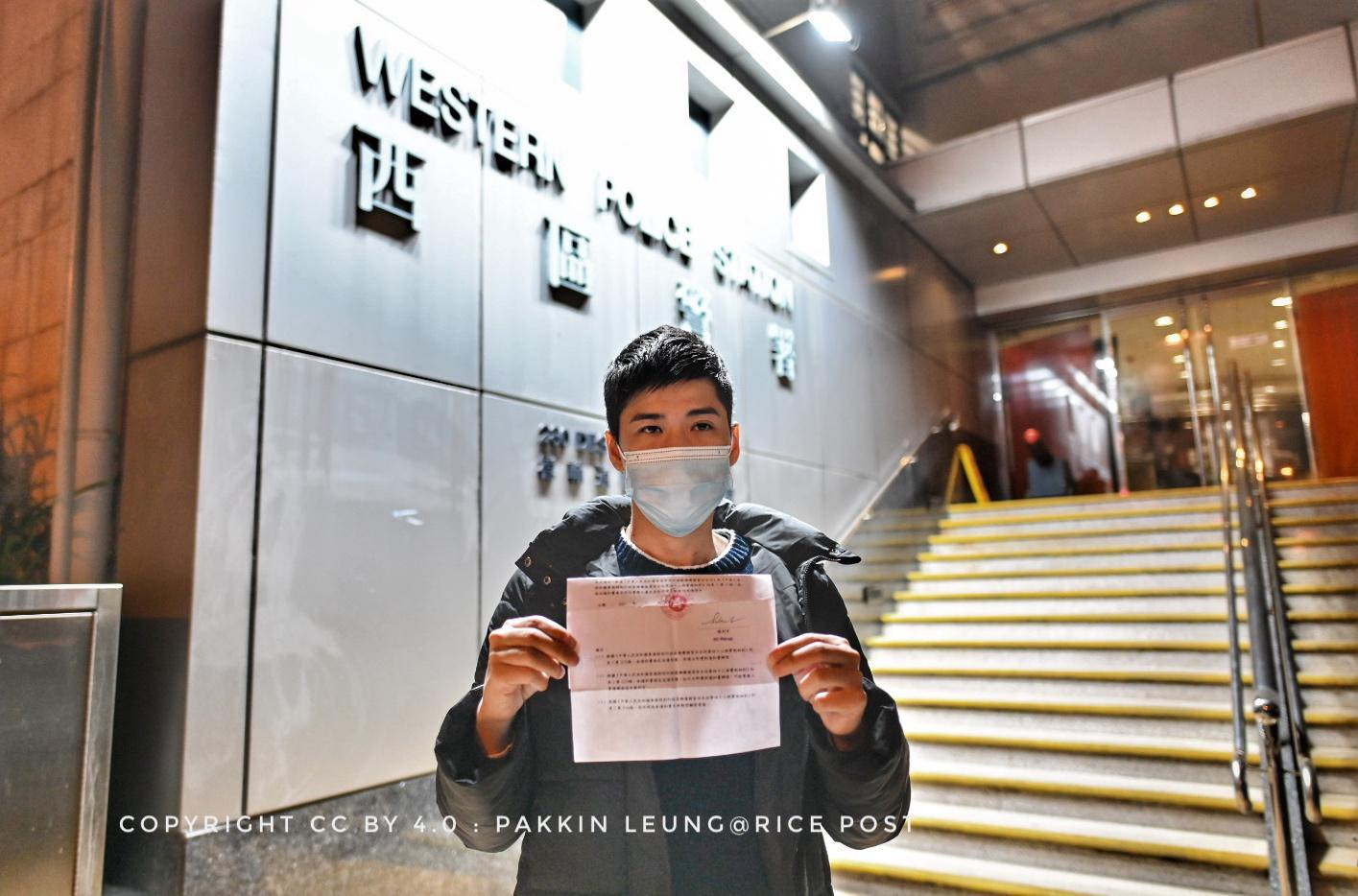
岑敖暉扣查了超過24小時，到1月7日晚上接近9時，獲准以現金三萬元及交出旅遊證件作保釋

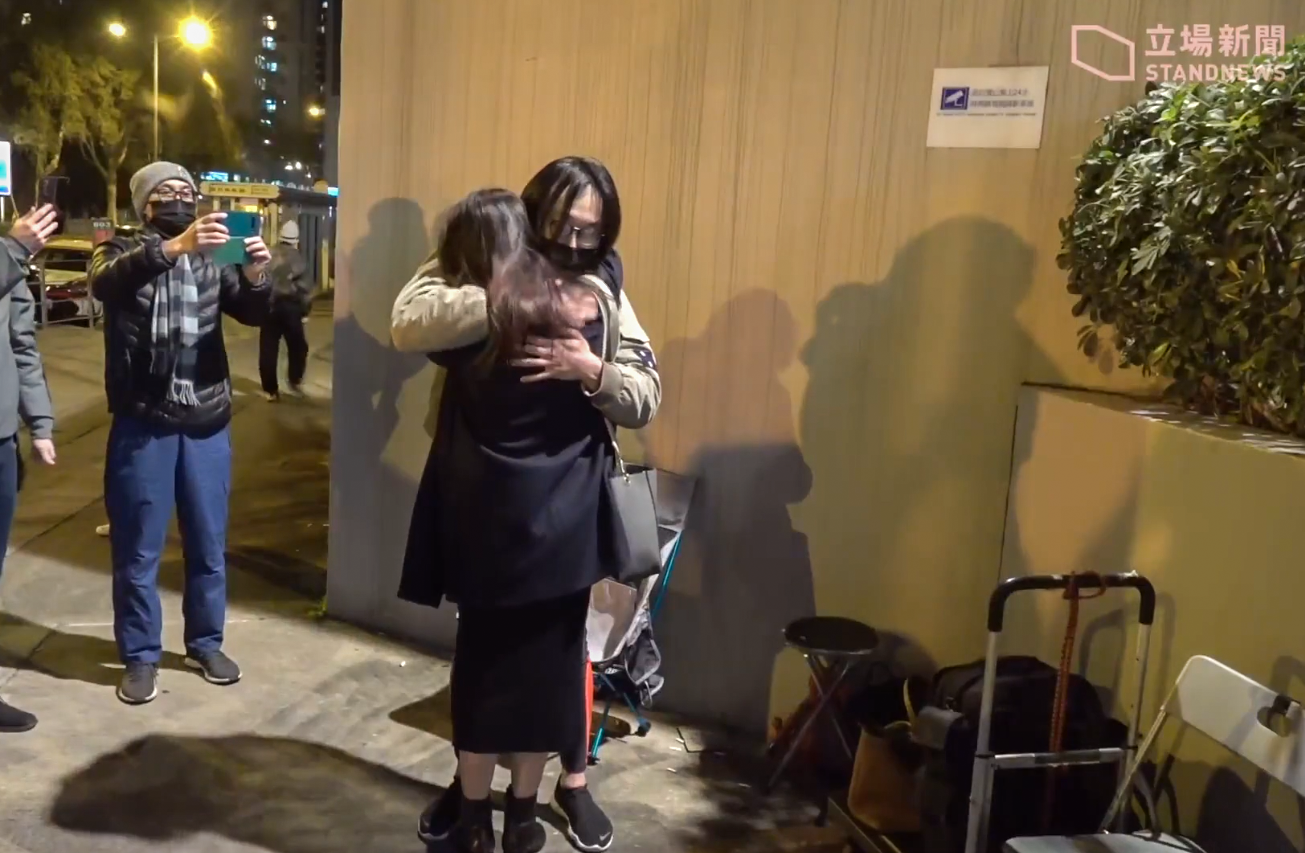
林景楠到1月7日晚上9時45分，在馬鞍山警署獲准以現金三萬元及交出旅遊證件作保釋，他與妻子擁抱

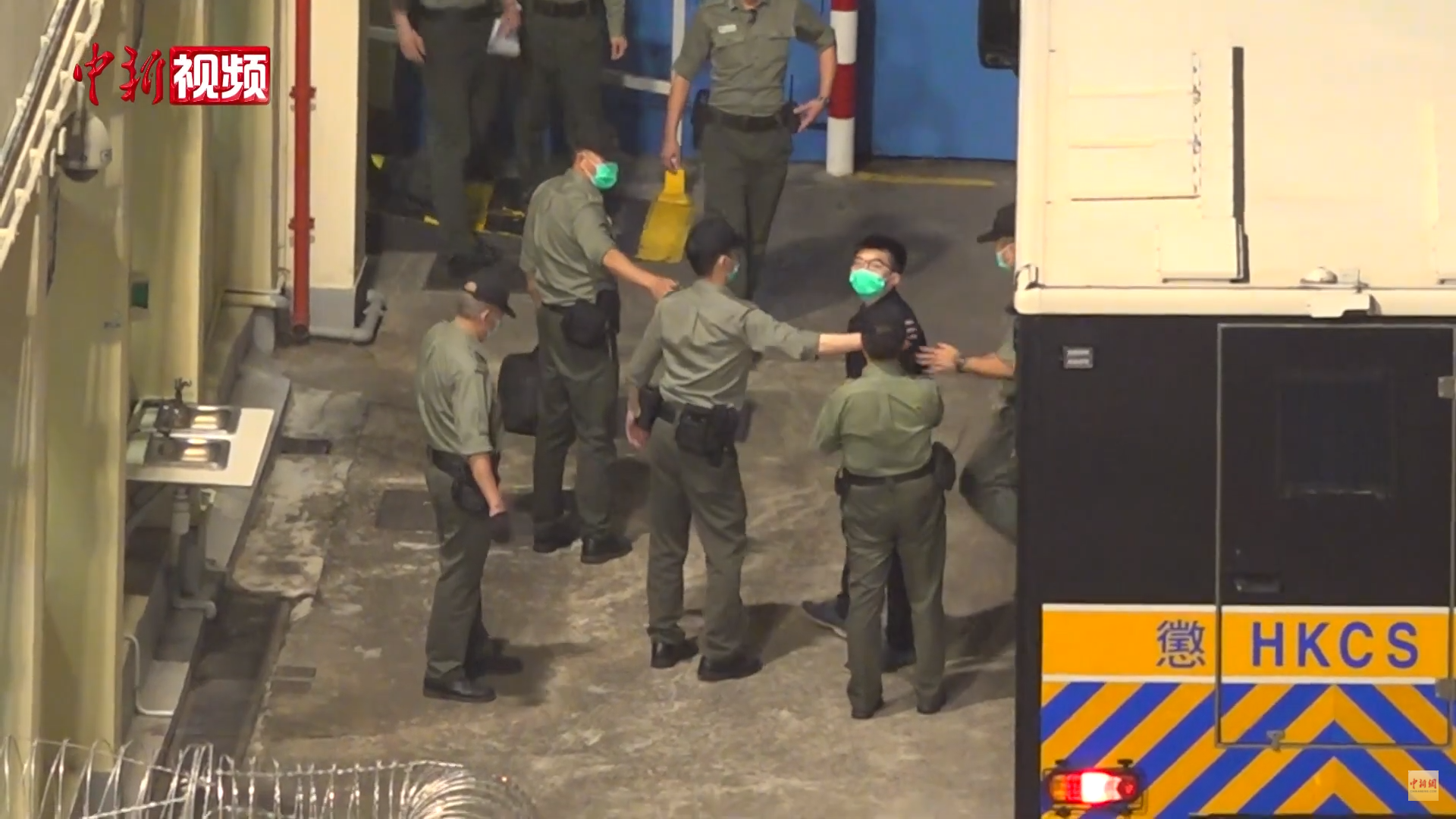
部分被告以「鐵甲威龍」囚車押送至收押所

2021年1月6日，香港警務處國家安全處以籌辦或參與2020年民主派初選為由，在多處地點拘捕53人，當中47人其後被控串謀颠覆国家政权罪，由於大部分人被國安法指定法官拒絕保釋候審或撤銷保釋，有多人到案件正式開審時已先被關押2年。這次是自2020年7月1日港區國安法生效以來，警方發動最大規模的拘捕行動，引起香港及國際媒體關注。而後續的司法程序備受爭議，包括被形容為「史無前例」、「馬拉松式」連續4天提堂處理保釋程序。裁判官羅德泉完成交付至高等法院審理的程序後，於2023年2月由法官李運騰、陳仲衡及陳慶偉審理。
審訊歷時118天，31人認罪。2024年5月30日，法庭宣判，16名不認罪被告中李予信和劉偉聰罪脱，其餘14名不認罪被告均罪成。戴耀廷等首批被告6月25日起進入求情階段。2024年11月19日判刑，案件在西九龍裁判法院判刑，45名罪成被告入獄4年2月至10年不等，當中以戴耀廷遭判10年監禁最長。
經九西龍裁判法院判囚的45人中，有14人以量刑起點過高，減刑因素未被采納等緣由提出上訴。其中，譚得志、彭卓棋在上訴聆訊前和首天提出撤訴。律政司回應刑罰上訴爭議時表示：被告串謀顛覆立法會，癱瘓政府，案情的波及廣汎，嚴重程度前所未有，原審有充分理由採取高的量刑起點。目前，案件已于7月14日始完成4日聆訊，上訴庭預計在9個月内下達判決。

## 案件命名
本案亦曾被香港傳媒稱為「串謀顛覆國家政權罪案」、「2021年香港立法會議員民主派初選案」、「泛民主派議員案」、「串謀顛覆國家政權罪密謀案件」、「香港民主派初選大搜捕」、「47人案」、「初選47人案」、「民主派47人初選案」、「35+初選案」、「35+大搜捕」、「民主派初選案」、「2021年密謀案」及「串謀顛覆案」。香港政府称此案为「35+」案件、「35+」计划

## 背景

### 民主派初选
戴耀廷於2020年4月28日在《苹果日报》發表題為「真攬炒十步 這是香港宿命」文章，提出「攬炒十步曲」方針，計劃在民主派成功取得35席立法會議席後推動，通過否決所有撥款申請和財政預算案，達致香港行政長官辭職及政府停擺，引發外國政府制裁中华人民共和国政府。

## 拘捕過程

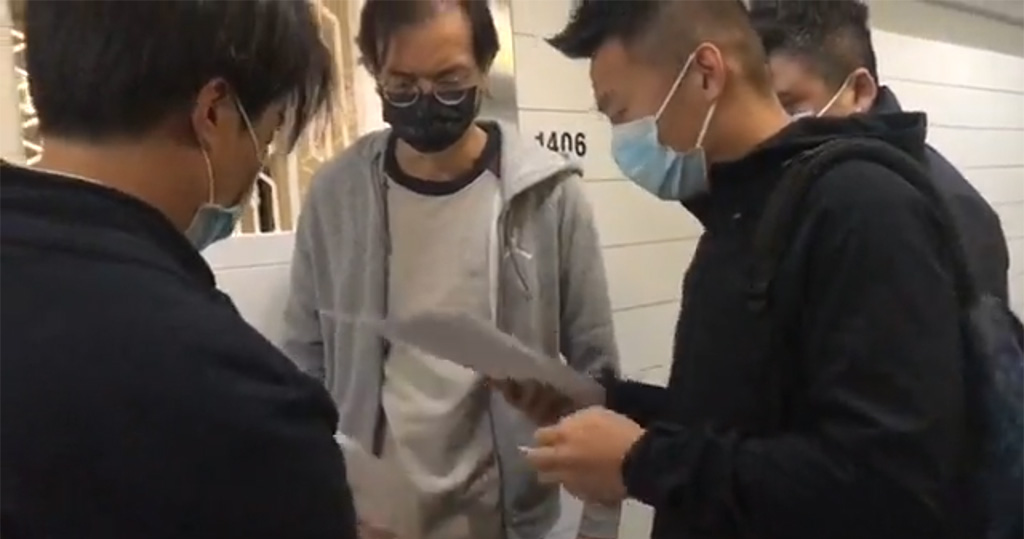
早上，警方國安處派出便衣警員到立場新聞辦公室，要求總編輯鍾沛權簽署一份法庭「交出文件令」

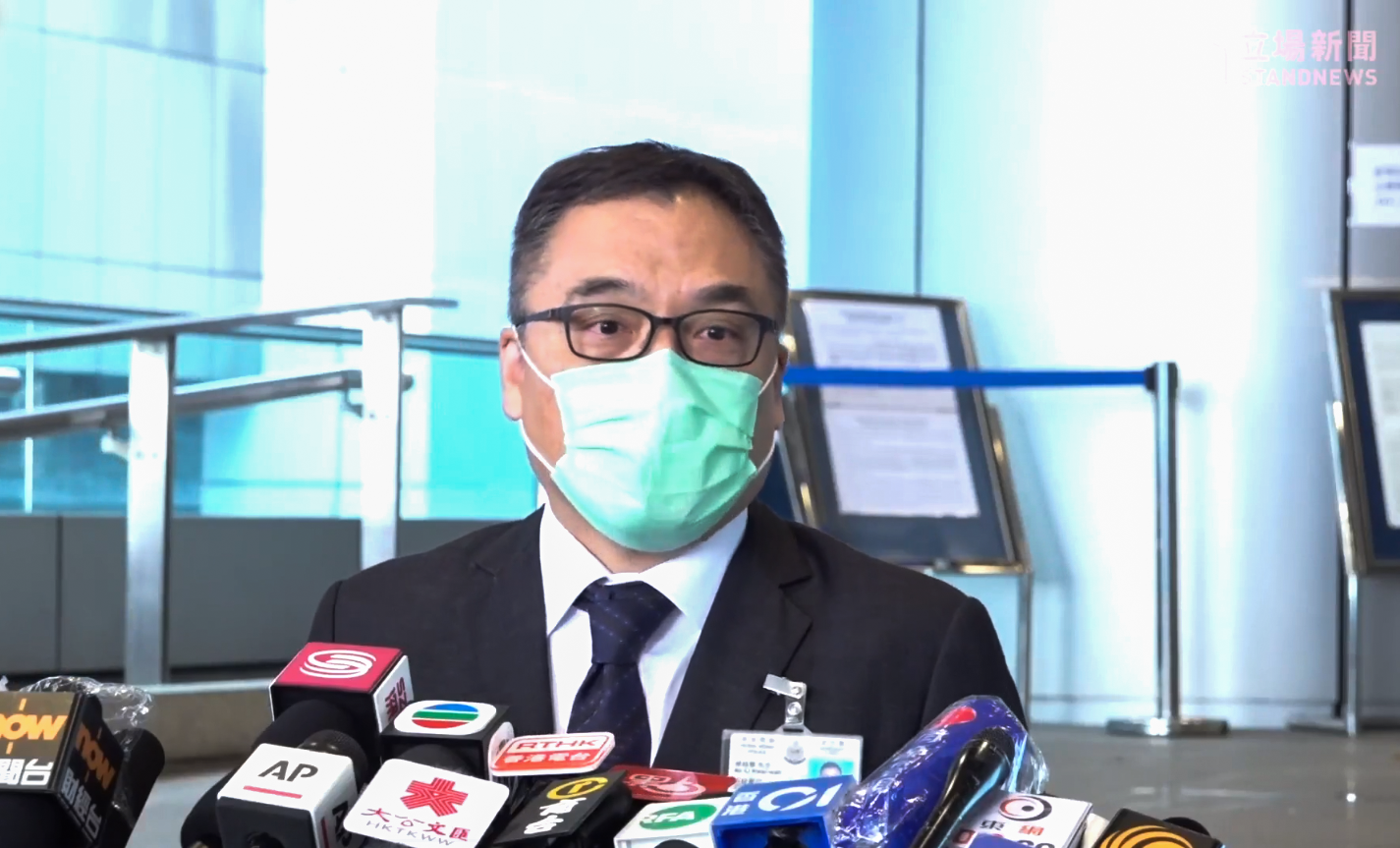
下午，警方國安處高級警司李桂華見記者，指去年3月起倡議「好有決心」

### 多人被上門拘捕和進行搜證
2021年1月6日早上6時始，香港警方出動約1000名警務人員，上門拘捕多名民主派人士，指他們因參與去年7月的民主派初選及提出“攬炒十步曲”，涉嫌干犯《港區國安法》中的「顛覆國家政權罪」。警方暫時拘捕54人，當中6人涉組織及策劃，其餘48人是參與者。被捕者大部分為初選參加者及籌辦初選的人士，當中包括香港大學法律學院前副教授戴耀廷。部分被捕人士亦被帶返議員辦事處進行搜查，其中灣仔區議會主席楊雪盈的助理表示楊在早上拘捕後，同時派人到其辦公室爆閘，不過大門未能打開。記者現場所見，辦公室鐵閘及門鎖均有遭破壞痕跡。
負責初選投票操作的香港民意研究所鍾庭耀被帶走協助調查。探員帶備多個膠箱進入香港民意研究所位於黃竹坑的辦公室進行搜證。
Facebook專頁「沉默是銀」表示，網名「李伯盧」、推動初選「三投三不投」運動的發起人吳政亨亦被捕。另外，美籍人權律師關尚義被帶離位於中環的何謝韋律師事務所拘捕。

### 警員到多個傳媒機構要求簽手令
警員到多間傳媒機構，包括《立場新聞》、《香港獨立媒體》和《蘋果日報》進行上門調查，要求簽署法庭「交出令」，有關命令由香港高等法院法官簽發，亦禁止披露相關內容。國家安全處高級警司李桂華稱提交令只是索取與傳媒公司相關交易。

### 警方回應
下午，警方國安處高級警司李桂華見記者，他展示了時序表，顯示計劃倡議者在2020年3月開始提倡計劃，之後發起眾籌，聘任民意研究，宣傳、舉辦論壇等活動，到7月11日和12日舉行初選，形容是「由一个概念，一步步实践，看见很有决心，资源很丰富去做这样的事」。他指計劃目的是迫使特首下台，令政府停擺，涉嫌干犯「顛覆國家政權」罪。他指警方會調查涉初選的聲明「好緊要」，認為簽署或顯示參加者會配合策略性投票以達到停擺政府的最後目標。同時以有人「揸車打劫」作比喻解釋初選是否等同違法，「有一个人开车去打劫，开车无问题架，但他后尾原来去打劫，那就是犯法……所以千万不要说，议员要做这样的事情（否决财政预算案）是否犯法呢?」。

### 53人陸續獲保釋
經歷逾30小時扣查後，多人在1月7日晚上陸續獲准以3萬元保釋，須交出旅遊證件，半年內不得離港，並須於2月10日到警署報到。不少被捕人獲釋後批評警方的拘捕行動荒謬，認為《港區國安法》被濫用作打壓異見人士。發起民主派初選「35+」行動的香港大學法律系前副教授戴耀廷接近午夜在馬鞍山警署獲釋後表示，「香港是进入了一个寒冬，吹着的风又猛又冷，但我相信很多香港人会用自己方法，继续逆风而行。」

### 警方被懷疑將被捕人士的電子設備運往内地
2021年1月12日，《華盛頓郵報》報道，香港警方認為中國當局有先進技術可以提取電子設備內的資料進行調查，因此將被捕人士的電子設備運往中國大陸。其中部分被捕人士的電子設備被扣押後，其社交媒體賬戶或電郵出現異常活動，例如「快必」譚得志重新使用Telegram，而Facebook管理員澄清譚得志沒有重開賬戶。陳志全被捕後，Telegram也曾被入侵。報道同時引述不具名的警員指，網絡安全及科技罪案調查科有方法破壞Android系統和Google雲端資料，並深信2019年發生的反修例運動是經過精心策劃，為求掌握大局，需找出民主派與民間社會的聯繫。報道也透露香港網絡已開始受到前所未有的限制。
然而，香港警方其後在社交網站上嚴正澄清，警方並沒有將被捕疑犯的手機或任何電子設備移交中國內地，對於《華盛頓郵報》中引述匿名者無中生有的失實指控，警方表示遺憾，並予以譴責。

## 被拘捕者名單
| # | 被拘捕者 | 參選時所屬黨籍 | 時任身份                         | 目前狀況                                            | 備註                                                            |
| - | -------- | -------------- | -------------------------------- | --------------------------------------------------- | --------------------------------------------------------------- |
| 1 | 戴耀廷   | 無黨籍         | 香港大學法律學院前副教授         | 已被落案起訴；第1被告；認罪；判刑10年               |                                                                 |
| 2 | 區諾軒   | 無黨籍         | 前香港立法會議員                 | 已被落案起訴；第2被告；認罪；判刑6年9個月           |                                                                 |
| 3 | 趙家賢   | 民主黨         | 東區區議會副主席、民主動力召集人 | 已被落案起訴；第3被告；認罪；判刑7年                |                                                                 |
| 4 | 鍾錦麟   | ND 新民主同盟  | 西貢區議會主席、民主動力副召集人 | 已被落案起訴；第4被告；認罪；判刑6年1個月           |                                                                 |
| 5 | 關尚義   | 無黨籍         | 民主動力司庫                     | 未被落案起訴                                        |                                                                 |
| 6 | 吳政亨   | 無黨籍         | 初選三不投發起人                 | 已被落案起訴；第5被告；審訊後罪名成立；判刑7年6個月 | 已就其判決及刑期提出上訴，預計於2025年7月14日進行上訴許可審訊。 |

### 參選人
| # | 被拘捕者 | 參選時所屬黨籍 | 時任身份                     | 目前狀況                                                                                                  | 備註 |
| - | -------- | -------------- | ---------------------------- | --- | ---- |
| 1 | 袁嘉蔚   | 南區萬事屋     | 南區區議會議員               | 已被落案起訴；第6被告；認罪；判刑4年3個月；已於2025年8月19日刑滿出獄                                      |      |
| 2 | 梁晃維   | 無黨籍         | 中西區區議會議員             | 已被落案起訴；第7被告；認罪；判刑4年11個月                                                                |      |
| 3 | 鄭達鴻   | 公民黨         | 東區區議會議員               | 已被落案起訴；第8被告；審訊後罪名成立；判刑6年6個月；已就其裁決及判刑提出上訴                             |      |
| 4 | 徐子見   | 柴灣起動       | 東區區議會議員               | 已被落案起訴；第9被告；認罪；判刑4年2個月                                                                 |      |
| 5 | 楊雪盈   | 灣仔起步       | 灣仔區議會主席及灣仔起步主席 | 已被落案起訴；第10被告；審訊後罪名成立；判刑6年6個月；已就其裁決及判刑提出上訴                            |      |
| 6 | 彭卓棋   | 南區民生關注組 | 南區區議會議員               | 已被落案起訴；第11被告；審訊後罪名成立；判刑6年6個月；原就其裁決及判刑提出上訴，惟於2025年7月14日撤回申請 |      |

| # | 被拘捕者 | 參選時所屬黨籍     | 時任身份                 | 目前狀況                                                                       | 備註 |
| - | -------- | ------------------ | ------------------------ | ------------------------------------------------------------------------------ | ---- |
| 1 | 岑子杰   | 社會民主連線       | 沙田區議會議員           | 已被落案起訴；第12被告；認罪；判刑4年3個月；已於2025年5月30日刑滿出獄          |      |
| 2 | 毛孟靜   | 香港本土           | 前香港立法會議員         | 已被落案起訴；第13被告；認罪；判刑4年2個月；已於2025年4月29日刑滿出獄          |      |
| 3 | 何啟明   | 香港民主民生協進會 | 深水埗區議會議員         | 已被落案起訴；第14被告；審訊後罪名成立；判刑6年7個月；已就其裁決及判刑提出上訴 |      |
| 4 | 馮達浚   | 半島連線           | 半島連線召集人           | 已被落案起訴；第15被告；認罪；判刑4年5個月；已於2025年7月28日刑滿出獄          |      |
| 5 | 劉偉聰   | 無黨籍             | 深水埗區議會議員         | 已被落案起訴；第16被告；審訊後罪名不成立；律政司已就其裁決提出上訴             |      |
| 6 | 黃碧雲   | 民主黨             | 前香港立法會議員         | 已被落案起訴；第17被告；審訊後罪名成立；判刑6年6個月；已就其裁決及判刑提出上訴 |      |
| 7 | 劉澤鋒   | 無黨籍             | 前學聯抗爭者支援基金主席 | 已被落案起訴；第18被告；認罪；判刑4年5個月；已於2025年7月28日刑滿出獄          |      |
| 8 | 安德里   | 無黨籍             | 社會工作者               | 未被落案起訴                                                                   |      |

| # | 被拘捕者 | 參選時所屬黨籍     | 時任身份                   | 目前狀況                                                                                   | 備註                               |
| - | -------- | ------------------ | -------------------------- | ------------------------------------------------------------------------------------------ | ---------------------------------- |
| 1 | 黃之鋒   | 無黨籍             | 前香港眾志秘書長           | 已被落案起訴；第19被告；認罪；判刑4年8個月                                                 | 被捕之時正就621包圍警總案服刑      |
| 2 | 譚文豪   | 公民黨             | 前香港立法會議員           | 已被落案起訴；第20被告；認罪；判刑4年2個月；已於2025年4月29日刑滿出獄                      |                                    |
| 3 | 李嘉達   | 公民自主力量       | 觀塘區議會議員             | 已被落案起訴；第21被告；認罪；判刑4年3個月；已於2025年5月30日刑滿出獄                      |                                    |
| 4 | 譚得志   | 人民力量           | 人民力量副主席             | 已被落案起訴；第22被告；認罪；判刑4年5個月；原就其判刑提出上訴，惟於2025年7月4日撤回申請。 | 被捕之時正因國安煽動文字案而還押中 |
| 5 | 胡志偉   | 民主黨             | 前香港立法會議員           | 已被落案起訴；第23被告；認罪；判刑4年5個月                                                 |                                    |
| 6 | 施德來   | 香港民主民生協進會 | 黃大仙區議會議員、民協主席 | 已被落案起訴；第24被告；審訊後罪名成立；判刑6年7個月                                       |                                    |

| # | 被拘捕者 | 參選時所屬黨籍    | 時任身份                         | 目前狀況                                                                           | 備註 |
| - | -------- | ----------------- | -------------------------------- | ---------------------------------------------------------------------------------- | ---- |
| 1 | 朱凱迪   | 朱 朱凱廸新西團隊 | 香港立法會議員                   | 已被落案起訴；第25被告；認罪；判刑4年5個月                                         |      |
| 2 | 張可森   | 屯 屯門社區網絡   | 屯門區議會議員                   | 已被落案起訴；第26被告；認罪；判刑4年11個月                                        |      |
| 3 | 黃子悅   | 無黨籍            | 前學民思潮發言人                 | 已被落案起訴；第27被告；認罪；判刑4年5個月；已就其判刑提出上訴。                   |      |
| 4 | 伍健偉   | 天 天水連線       | 元朗區議會議員                   | 已被落案起訴；第28被告；認罪；判刑5年7個月                                         |      |
| 5 | 尹兆堅   | 民主黨            | 葵青區議會議員、前香港立法會議員 | 已被落案起訴；第29被告；認罪；判刑4年8個月                                         |      |
| 6 | 郭家麒   | 公民黨            | 前香港立法會議員                 | 於2021年2月28日被落案起訴；第30被告；認罪；判刑4年2個月；已於2025年4月29日刑滿出獄 |      |
| 7 | 吳敏兒   | 工黨              | 職工盟主席                       | 已被落案起訴；第31被告；認罪；判刑4年5個月；已於2025年7月28日刑滿出獄              |      |
| 8 | 譚凱邦   | ND 新民主同盟     | 荃灣區議會議員                   | 已被落案起訴；第32被告；認罪；判刑4年3個月；已於2025年5月30日刑滿出獄              |      |

| #  | 被拘捕者 | 參選時所屬黨籍  | 時任身份                         | 目前狀況                                                                         | 備註 |
| -- | -------- | --------------- | -------------------------------- | -------------------------------------------------------------------------------- | ---- |
| 1  | 何桂藍   | 無黨籍          | 前立場新聞記者                   | 已被落案起訴；第33被告；審訊後罪名成立；判刑7年；已就其裁決及判刑提出上訴。      |      |
| 2  | 劉頴匡   | 沙 沙田社區網絡 | 民間集會團隊發言人               | 已被落案起訴；第34被告；認罪；判刑4年5個月                                       |      |
| 3  | 楊岳橋   | 公民黨          | 前香港立法會議員                 | 已被落案起訴；第35被告；認罪；判刑5年1個月                                       |      |
| 4  | 陳志全   | 人民力量        | 前香港立法會議員                 | 已被落案起訴；第36被告；審訊後罪名成立；判刑6年6個月；已就其裁決及判刑提出上訴。 |      |
| 5  | 鄒家成   | 無黨籍          | 「抗爭派」運動發起人             | 已被落案起訴；第37被告；審訊後罪名成立；判刑7年9個月；已就其裁決及判刑提出上訴。 |      |
| 6  | 林卓廷   | 民主黨          | 北區區議會議員、前香港立法會議員 | 已被落案起訴；第38被告；審訊後罪名成立；判刑6年9個月；已就其裁決及判刑提出上訴。 |      |
| 7  | 范國威   | ND 新民主同盟   | 西貢區議會議員、前香港立法會議員 | 已被落案起訴；第39被告；認罪；判刑4年2個月；已於2025年4月29日刑滿出獄            |      |
| 8  | 呂智恆   | 北區連線        | 社會工作者                       | 已被落案起訴；第40被告；認罪；判刑4年3個月                                       |      |
| 9  | 梁國雄   | 社會民主連線    | 前香港立法會議員                 | 已被落案起訴；第41被告；審訊後罪名成立；判刑6年9個月；已就其裁決及判刑提出上訴。 |      |
| 10 | 林景楠   | 無黨籍          | 阿布泰國生活百貨創辦人           | 已被落案起訴；第42被告；認罪；判刑5年2個月                                       |      |
| 11 | 柯耀林   | 區政聯盟        | 西貢區議會議員                   | 已被落案起訴；第43被告；審訊後罪名成立；判刑6年7個月                             |      |
| 12 | 李芝融   | 無黨籍          | 嚴重弱智人士家長協會前主席       | 未被落案起訴                                                                     |      |

| # | 被拘捕者 | 參選時所屬黨籍     | 時任身份                           | 目前狀況                                                              | 備註                                                                          |
| - | -------- | ------------------ | ---------------------------------- | --------------------------------------------------------------------- | ----------------------------------------------------------------------------- |
| 1 | 鄺俊宇   | 民主黨             | 元朗區議會議員、前香港立法會議員   | 未被落案起訴                                                          |                                                                               |
| 2 | 岑敖暉   | 朱 朱凱廸新西團隊  | 荃灣區議會議員                     | 已被落案起訴；第44被告；認罪；判刑4年5個月                            |                                                                               |
| 3 | 王百羽   | 天水圍民生關注平台 | 元朗區議會議員王百羽               | 已被落案起訴；第45被告；認罪；判刑4年3個月；已於2025年5月30日刑滿出獄 |                                                                               |
| 4 | 涂謹申   | 民主黨             | 油尖旺區議會議員、前香港立法會議員 | 未被落案起訴                                                          |                                                                               |
| 5 | 李予信   | 公民黨             | 東區區議會議員                     | 已被落案起訴；第46被告；審訊後罪名不成立；已正式結案                  | 由於律政司並未有於上訴限期內就其裁決提出上訴，因此已於2024年6月13日正式結案。 |

| # | 被拘捕者 | 參選時所屬黨籍 | 時任身份                       | 目前狀況                                                                         | 備註   |
| - | -------- | -------------- | ------------------------------ | -------------------------------------------------------------------------------- | ------ |
| 1 | 余慧明   | 無黨籍         | 醫管局員工陣線主席             | 已被落案起訴；第47被告；審訊後罪名成立；判刑6年9個月；已就其裁決及判刑提出上訴。 |        |
| 2 | 劉凱文   | 無黨籍         | 香港專職醫療人員及護士協會幹事 | 未被落案起訴                                                                     |        |
| 3 | 李國麟   | 專業議政       | 前香港立法會議員               | 未被落案起訴                                                                     |        |
| 4 | 袁偉傑   | 無黨籍         | 仁安醫院護士學校校長           | 未被落案起訴                                                                     | [ 27 ] |

## 起訴

### 47名被拘捕者遭警方以串謀顛覆國家政權罪名起訴

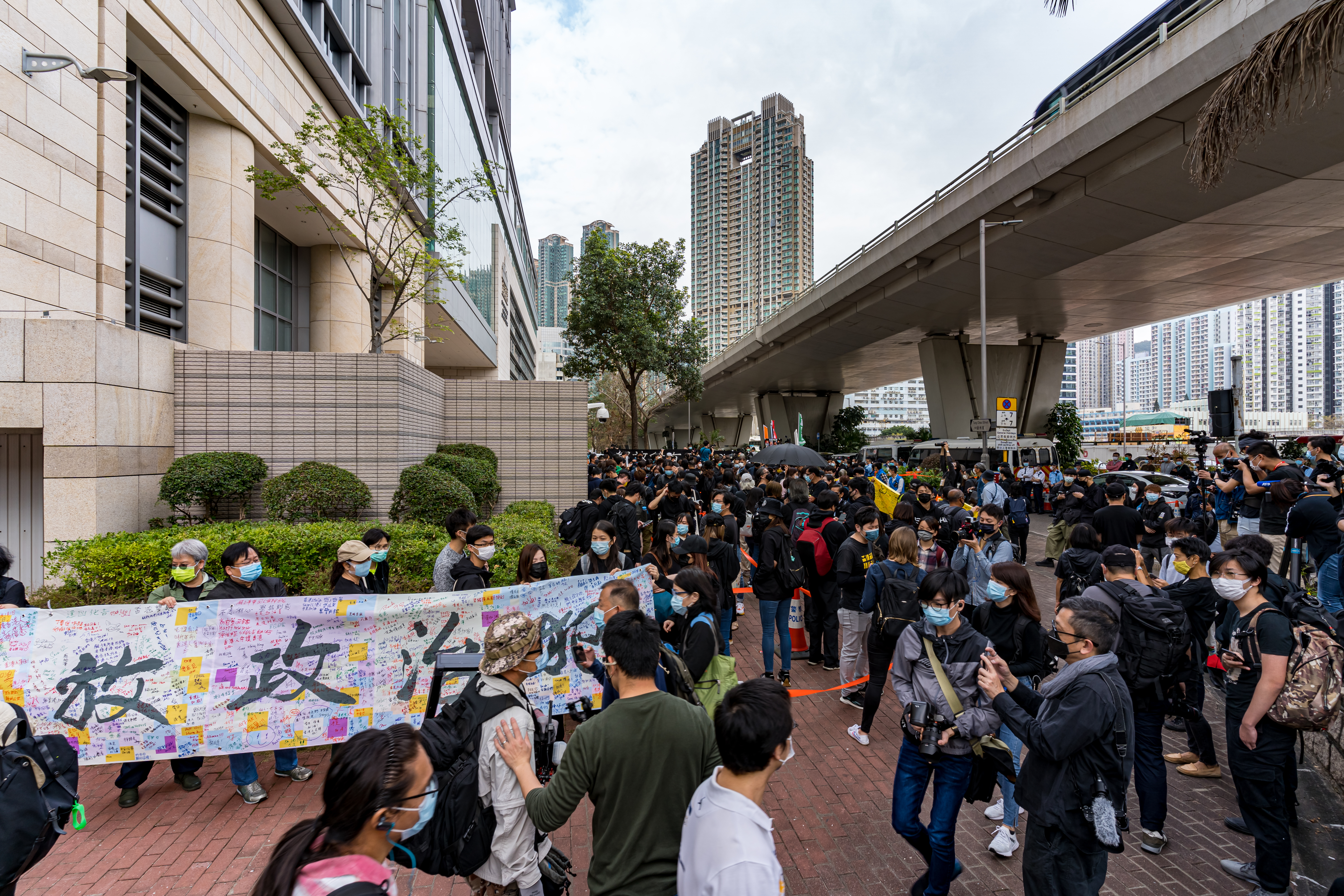
大批市民在法院外排隊聲援及輪候公眾席

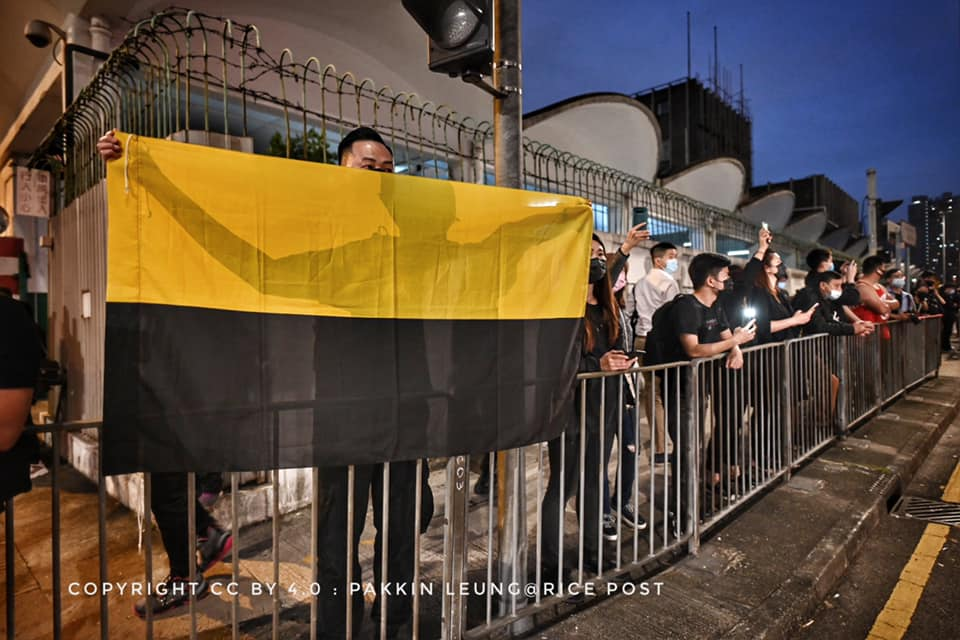
傍晚7時，大批市民在通州街聲援

2021年2月28日，除了涂謹申、鄺俊宇、劉凱文、袁偉傑、關尚義、安德里、李國麟、李芝融被要求於5月4日再次報到外。其餘47人均被警方以「串謀顛覆國家政權」的罪名正式起訴，包括仍然在囚的前香港眾志秘書長黃之鋒，遭收押的人民力量副主席譚得志、前民主黨主席胡志偉，以及戴耀廷、區諾軒、趙家賢、何桂藍、郭家麒、譚文豪、楊岳橋、林卓廷、林景楠、岑子等，並即時扣留不得保釋。社民連成員拉起「國安法無法無天，釋放所有政治犯」橫額到場聲援，旁邊其他聲援人士舉起「政治檢控可恥 無懼白色恐怖」等標語抗議，警員在場開咪警告在場人士有可能違反限聚令。有4名成員被立案起訴「串謀顛覆國家政權」罪名的公民黨指，「一生平安，磊落做人，但世事有時兩難全」，該黨只能努力實踐後者，然後在心中祝願平安，指歷史會站在公義一邊，「見字坐直飲水，黎明終必來到」。未被起訴的民主黨油尖旺奧運區議員、前立法會議員涂謹申則在離開警署時表示對於民主派被檢控感到「不可理喻」，認為無法理解及用道理說清楚。而被立案起訴的朱凱廸新西團隊荃灣海濱區議員岑敖暉在臉書勉勵大家，稱「毋須懷憂喪志，這條路是我們自己選，是整個香港一齊選，選了，就要繼續走下去。歷史沒有回頭路，只有身前身。」
3月1日，47人在今早被帶到西九龍裁判法院提堂，除引起大批市民在西九龍裁判法院外聲援及輪候公眾席籌號外，歐盟、英國、美國、德國、荷蘭、加拿大、瑞典、澳洲分別有代表到場排隊等候入法院旁聽。案件原定11時後開庭，但直到12時許仍有民主派被告未會見到律師。案件由國安法指定法官、總裁判官蘇惠德處理，控方代表為副刑事檢控專員楊美琪，辯方律師代表則包括資深大律師夏博義、許紹鼎、潘熙及梁家傑；大律師馬維騉、黃宇逸、張耀良及黃瑞紅等。被告之一的前記者何桂藍於內庭表示自己開庭前未能與律師會面。東區區議員徐子見則因留院缺席聆訊。案件於下午12時50分開庭，國安法指定法官、總裁判官蘇惠德甫開庭即表示，得知仍有部分律師仍等待與被告會面及索取指示，故詢問辯方需要多少時間準備。辯方則透露仍未準備好，並指仍有至少18名律師等候與被告見面及索取指示，且有律師透露於下午2時前未能再與被告見面及索取指示，經商討後，案件押後下午3時半再開庭。而籌號在下午5時14分已全部派發。

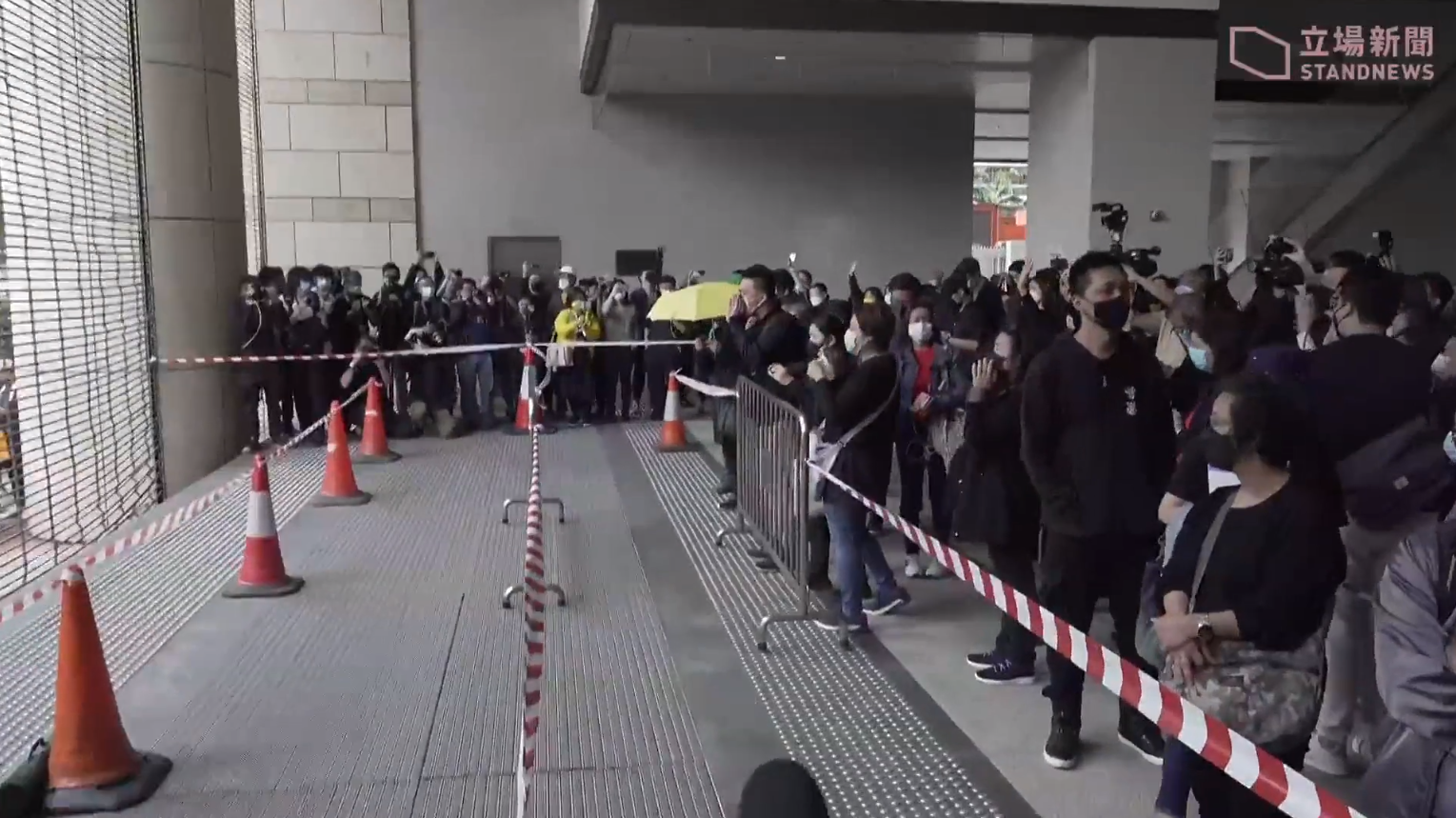
大批市民在西九龍裁判法院內外聲援，舉起“五一”手勢
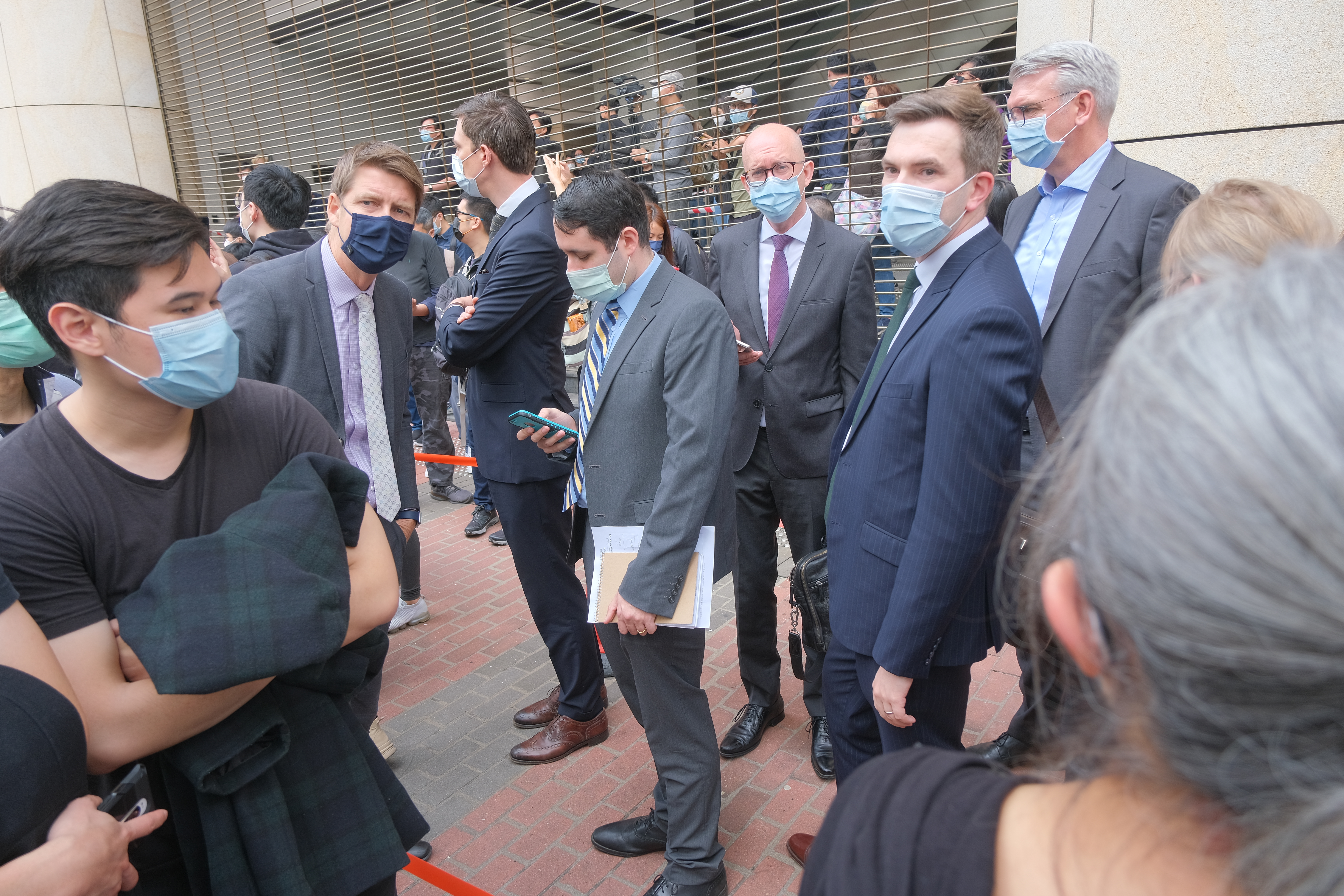
歐盟、英國、美國、德國、荷蘭、加拿大、瑞典、澳洲分別有代表到場排隊等候入法院旁聽
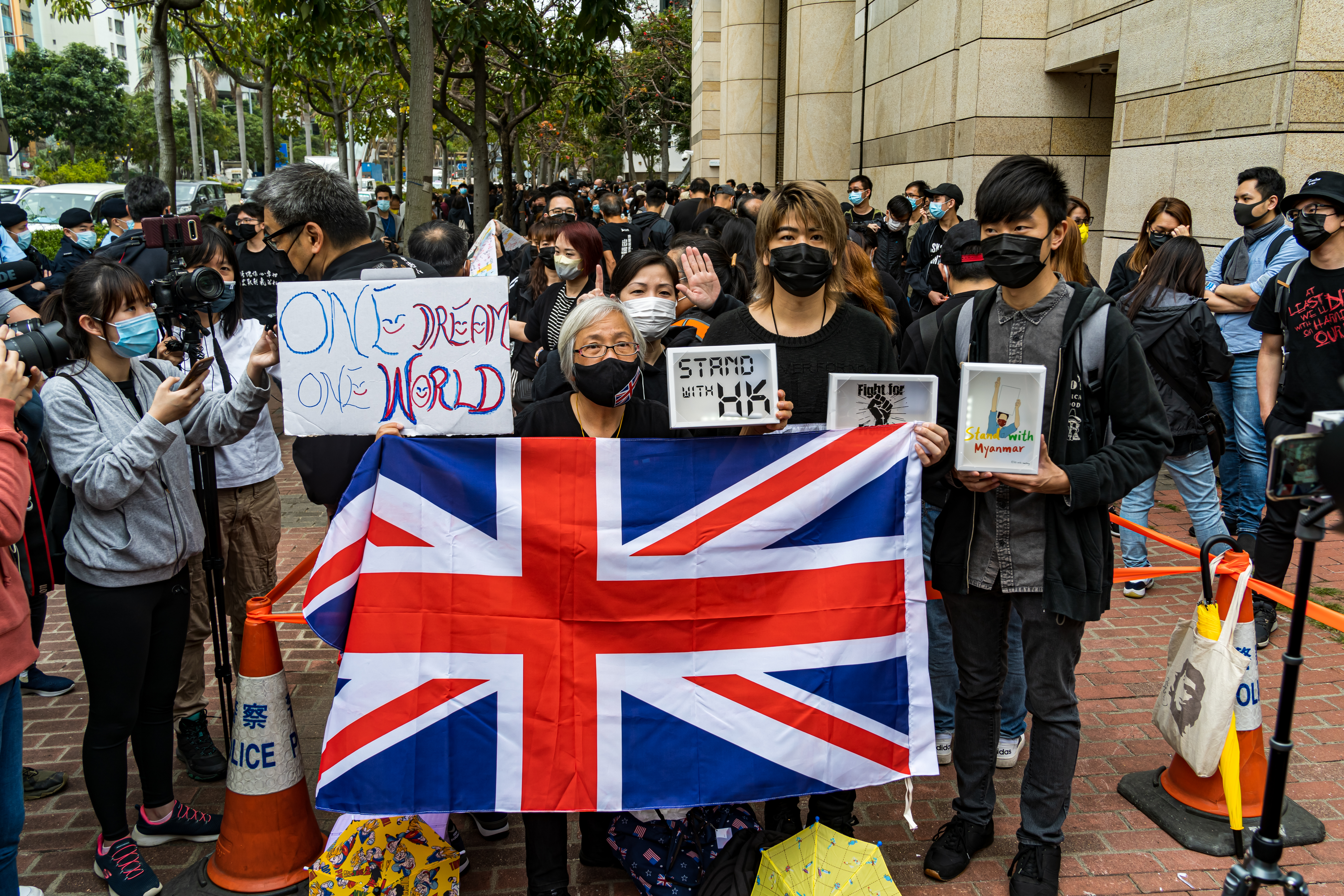
示威常客王鳳瑤，歌手阮民安和區議員張文龍在現場聲援
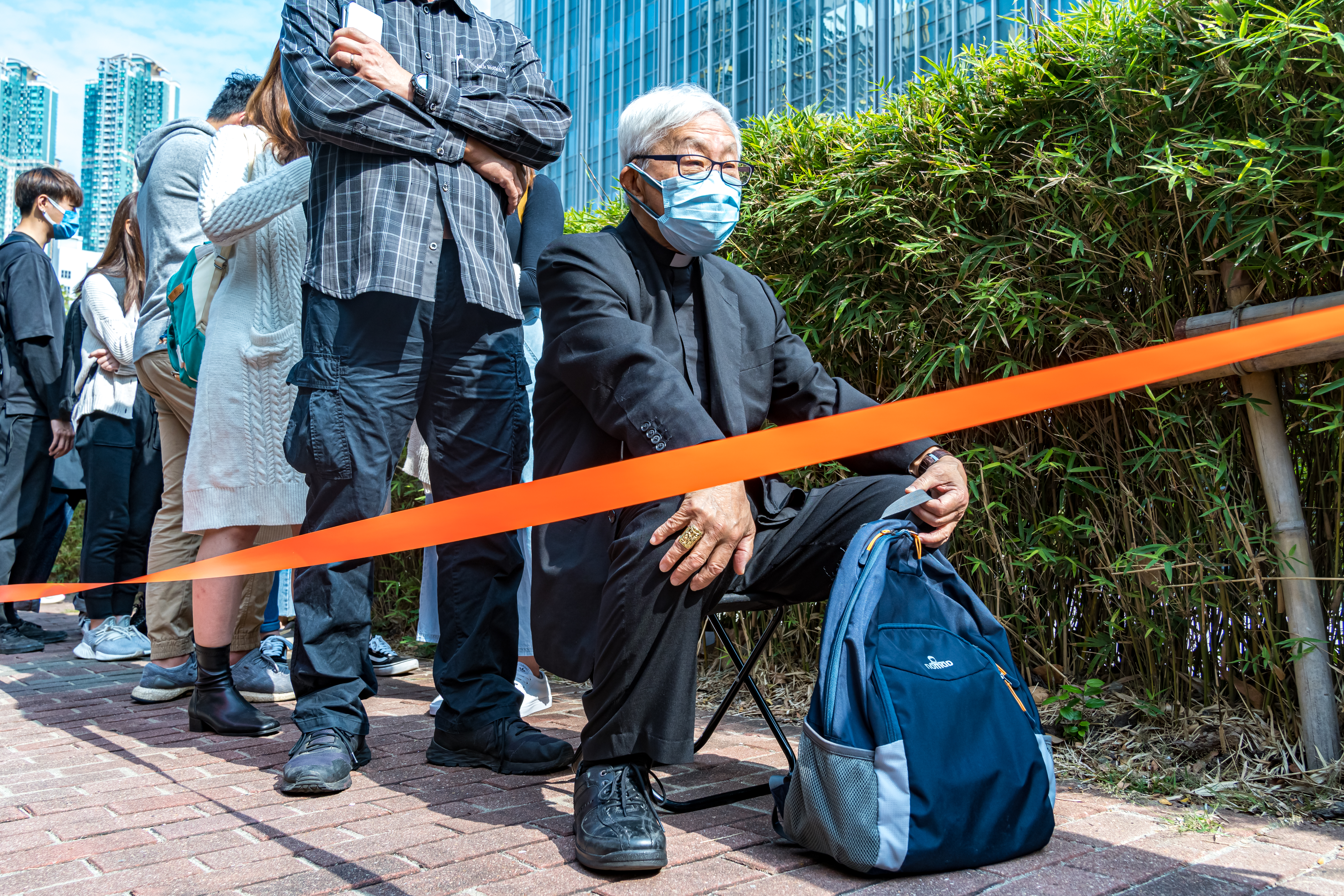
陳日君樞機在外圍輪候公眾席
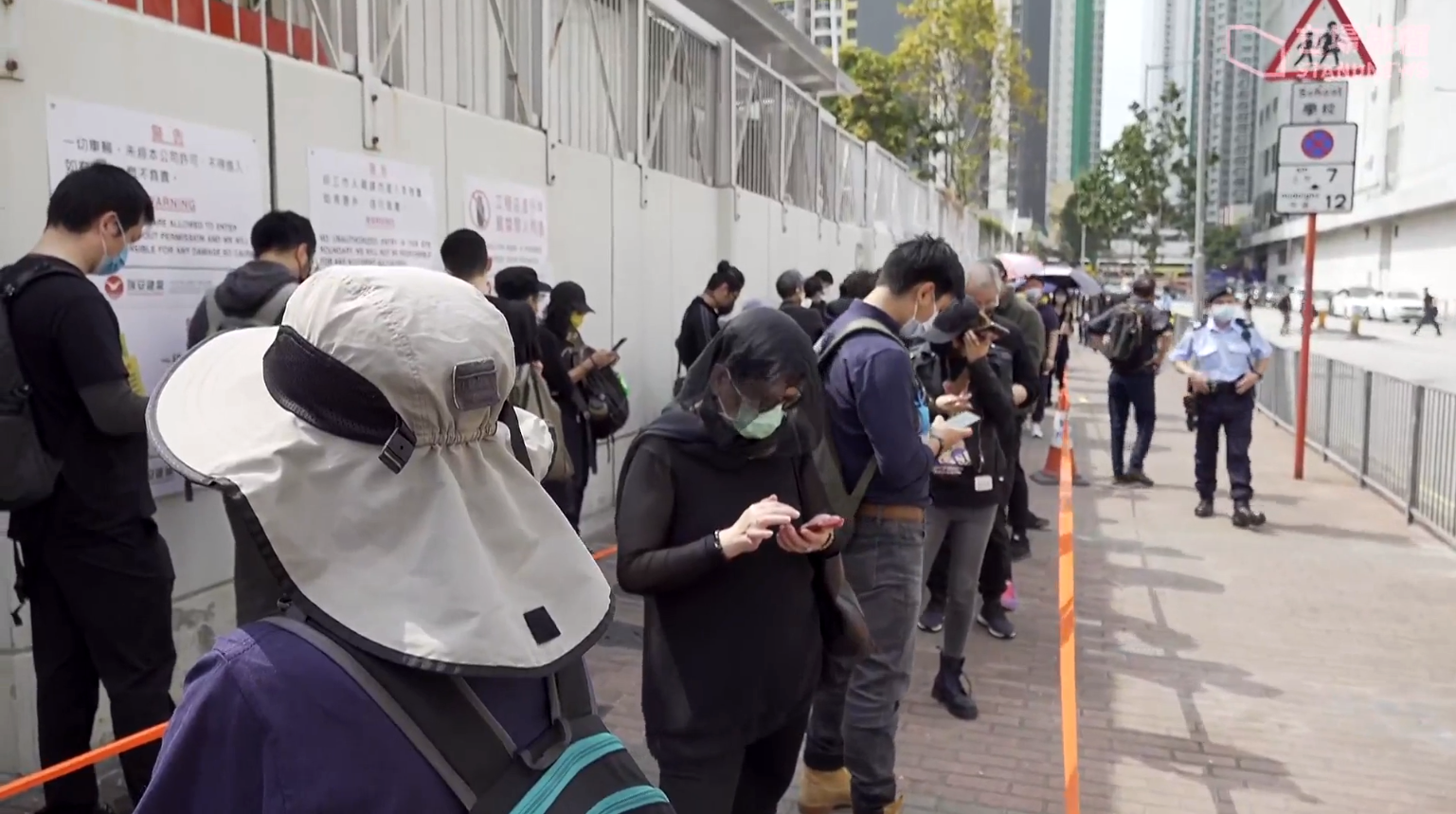
輪候公眾席籌號人龍遠至400米外的發祥街
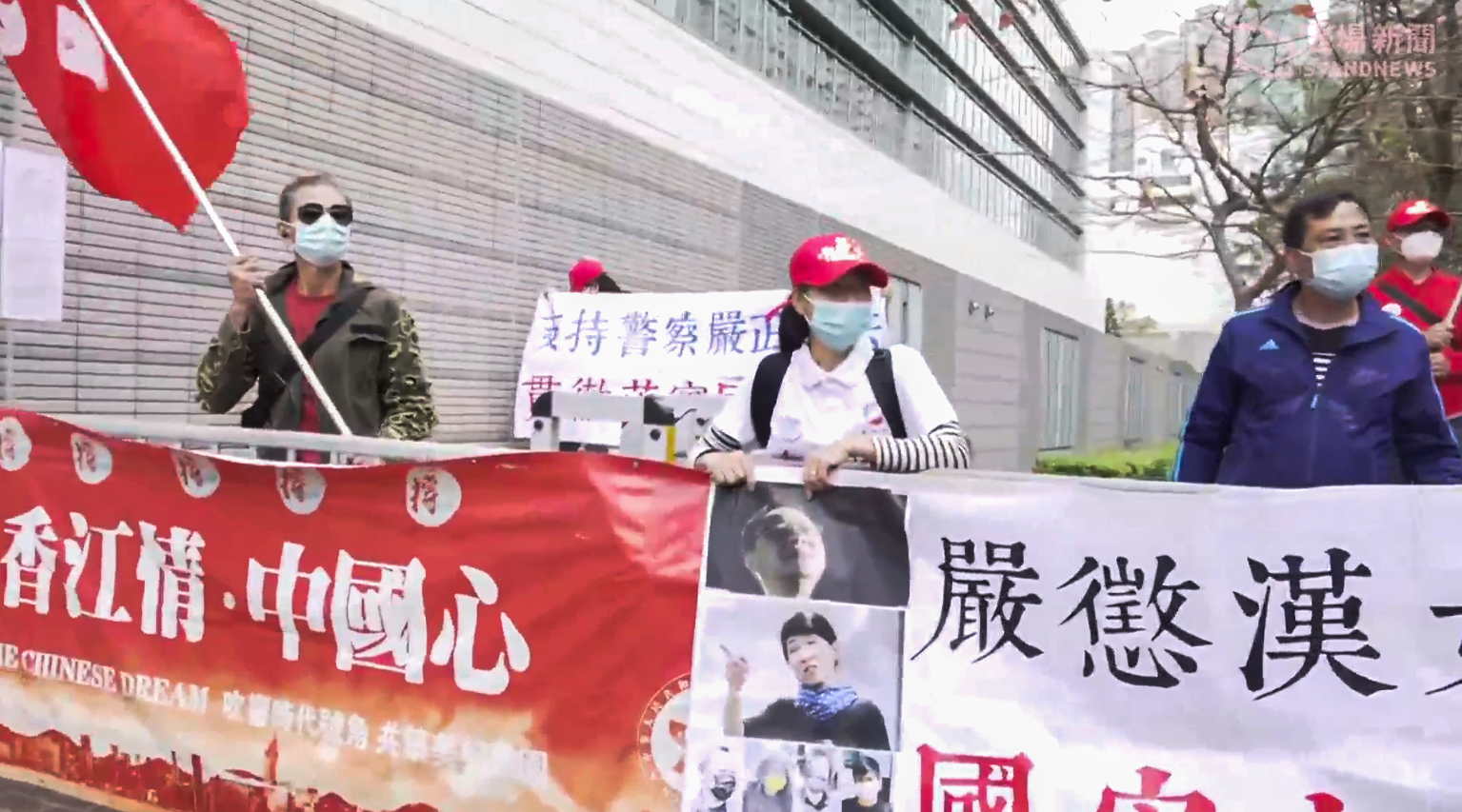
建制派人士在法院外支持警方
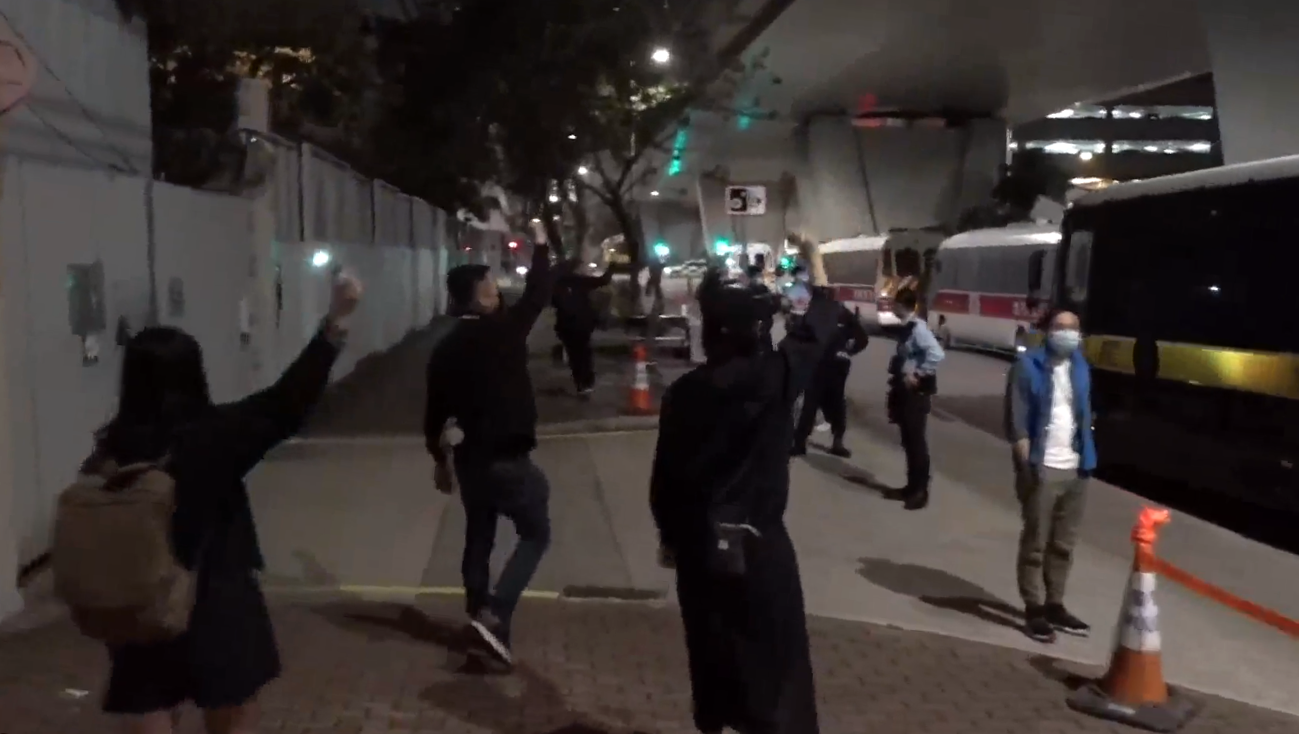
凌晨時分仍然有市民留守送車

### 警方行動

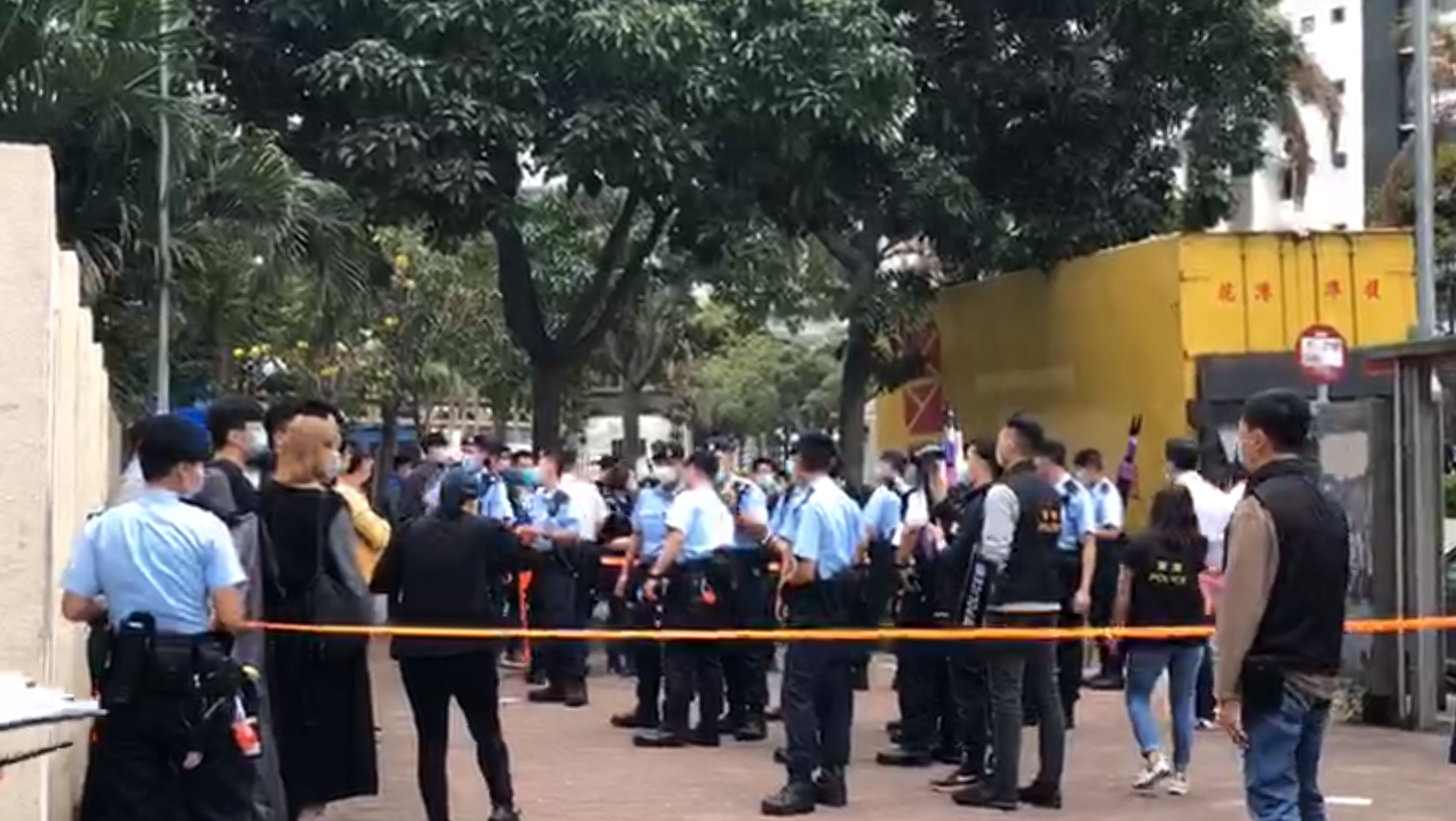
下午4時半，警方封鎖線延伸至東京街北近富昌邨巴士站位置，多名市民被截查

下午3時45分，案件仍然未正式開審，法院外突然變得緊張，有支持者叫「五一」口號及舉起手勢後，有警員一度舉起紫旗。其後將封鎖線延伸至東京街北近富昌邨巴士站位置，多名市民被截查。其後警方警告在東京街西近英華書院外逗留的市民，指他們涉嫌非法集結，要求他們立即散去，否則會使用武力進行驅散和拘捕。到下午5時38分，司法機構關上法院的大閘，而對出警員開始要求在場人士馬上離開。到傍晚6時37分更分別在通州街和東京街進行推進行動。到7時45分，警方突然由發祥街近星匯居位置衝出對面馬路，在蔬菜統營處外拉起封鎖線，要求停留人士出示證件進行截查，包括多名記者。
截至晚上8時30分，警方向19男19女發出違反「限聚令」定額罰款通知書；以及向4名男子發出違反「口罩令」定額罰款通知書。

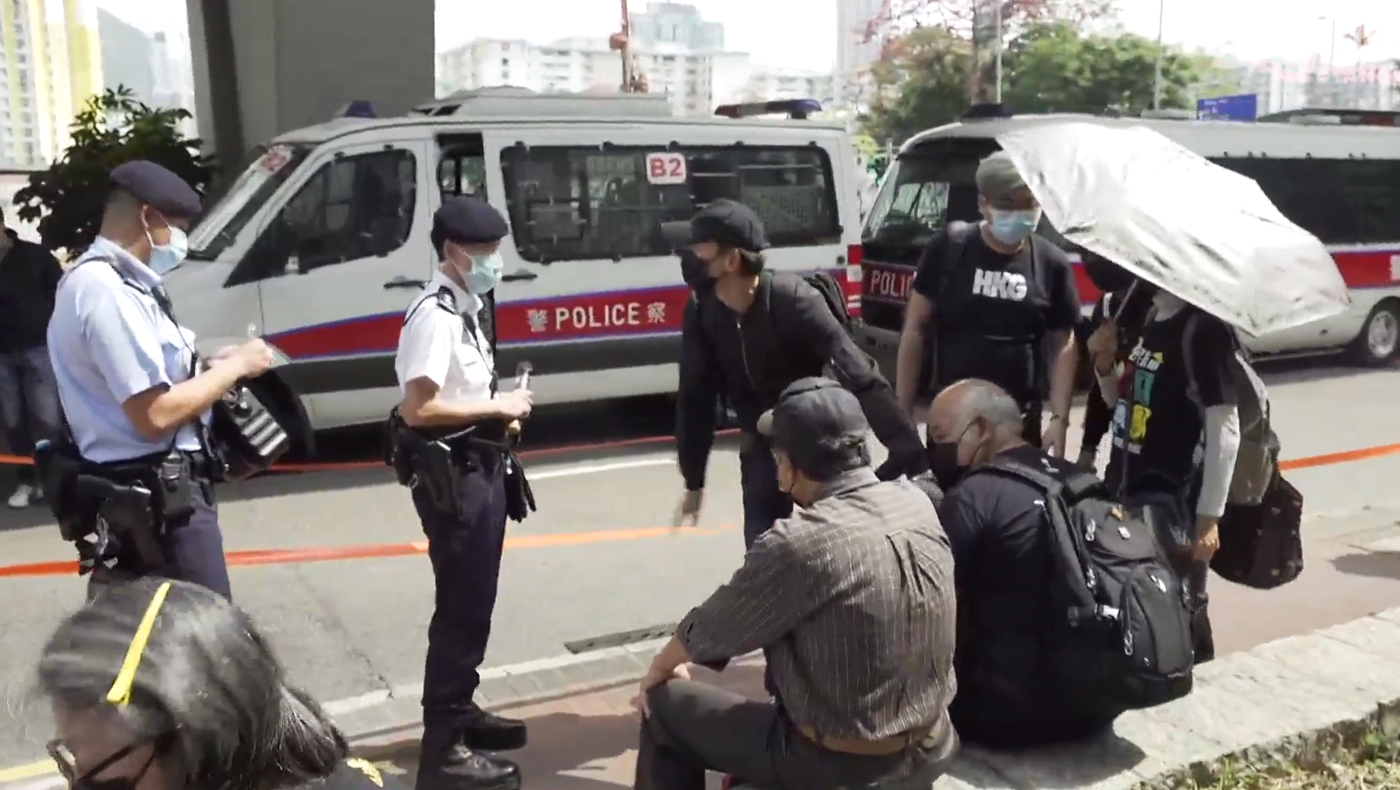
警員要求坐在花槽旁的曾健成不可坐下
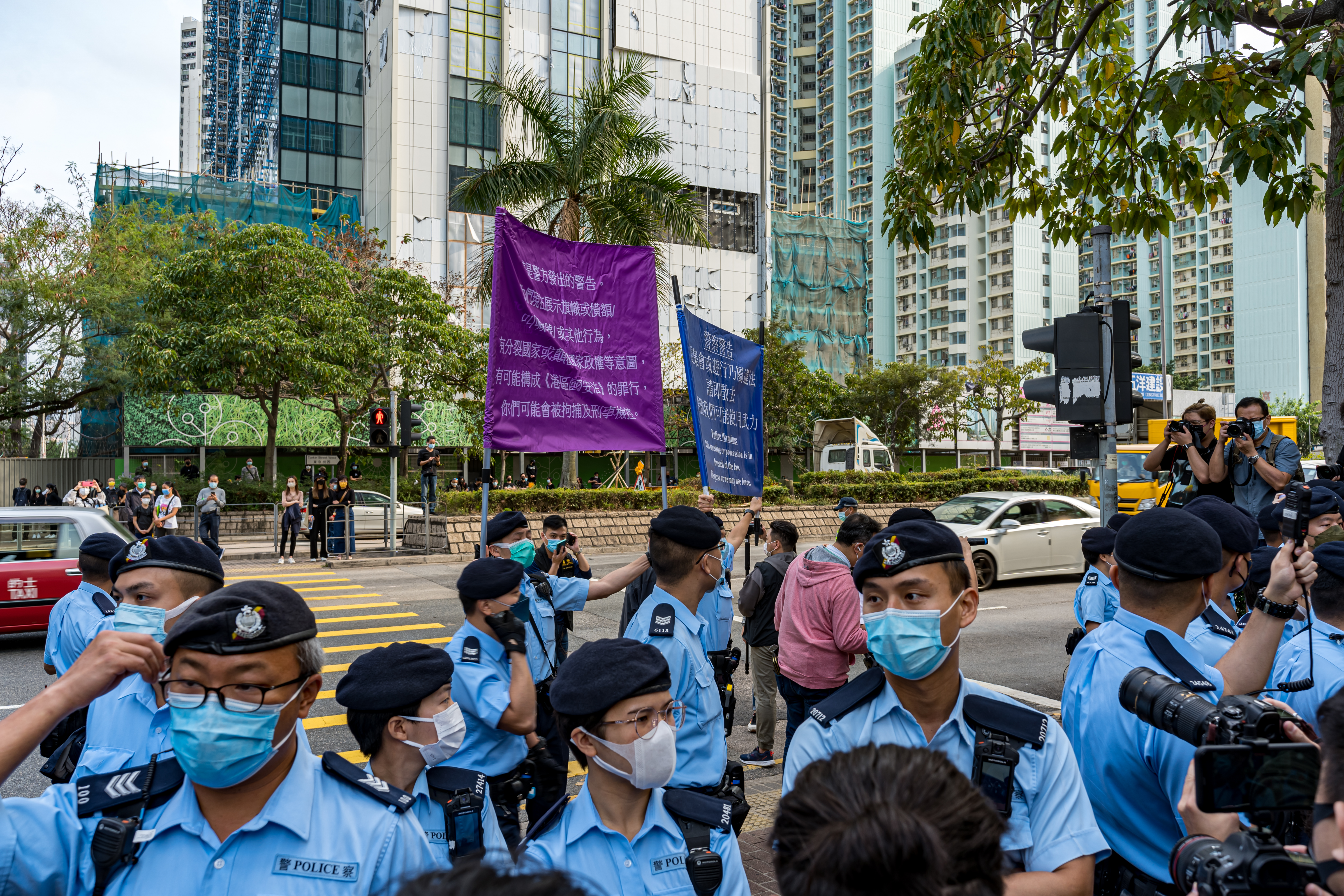
下午4時37分，警員向法院大樓外排隊的市民高舉紫旗和藍旗，警告聚集的市民涉嫌非法集結
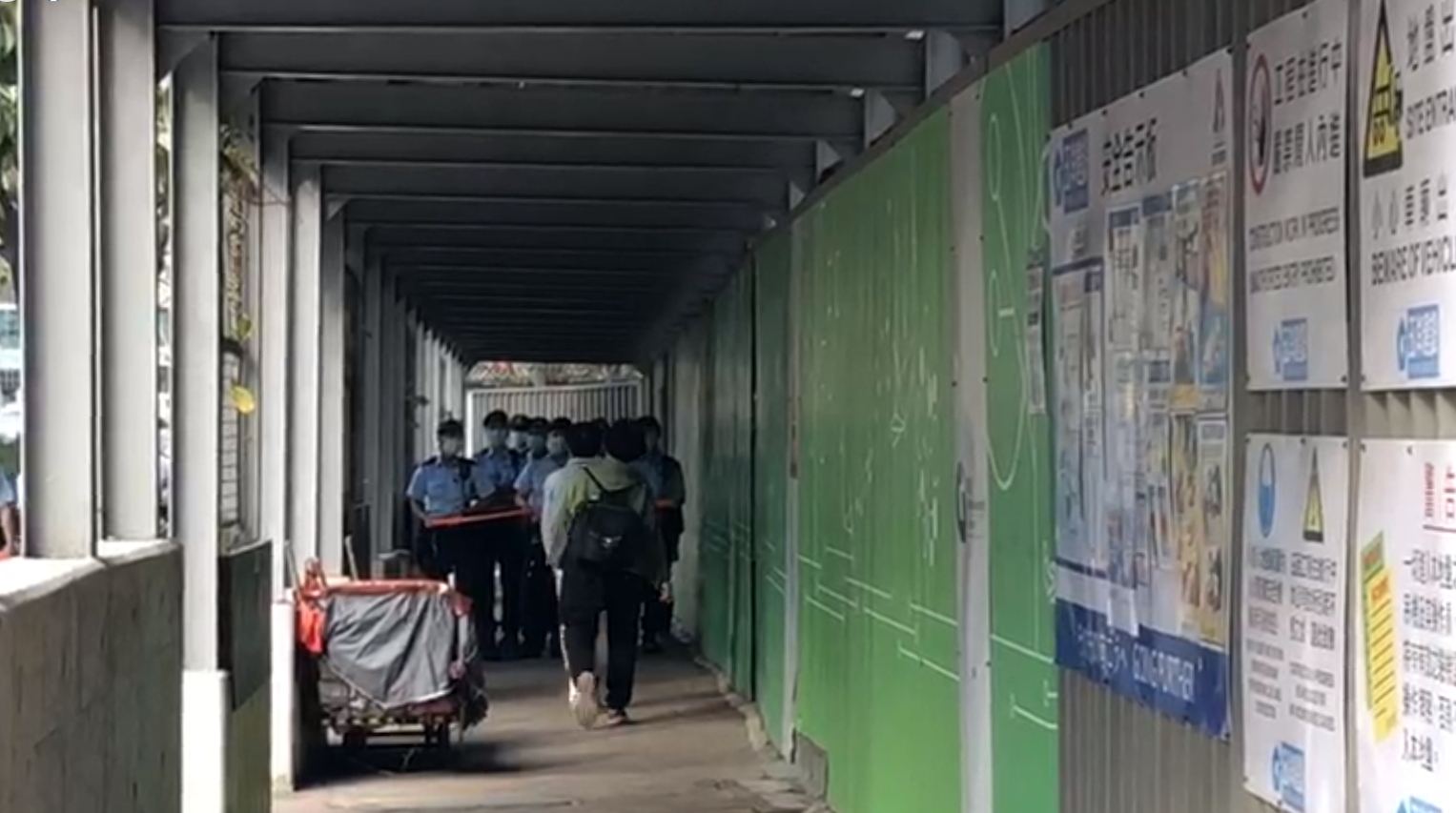
下午4時半，警方封鎖東京街，市民不能經該處前往深水埗公園
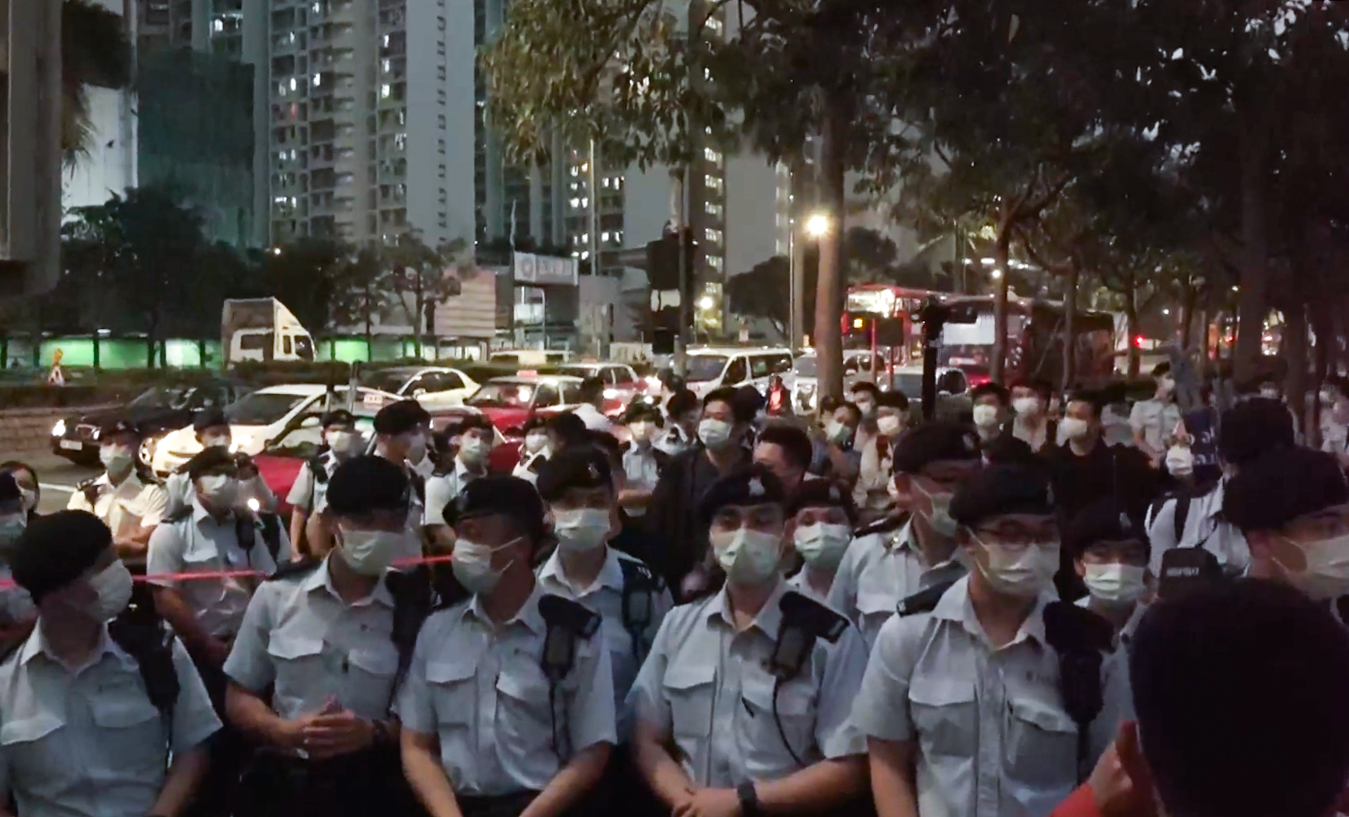
傍晚，大批警員在東京街進行推進行動，要求市民和記者離開
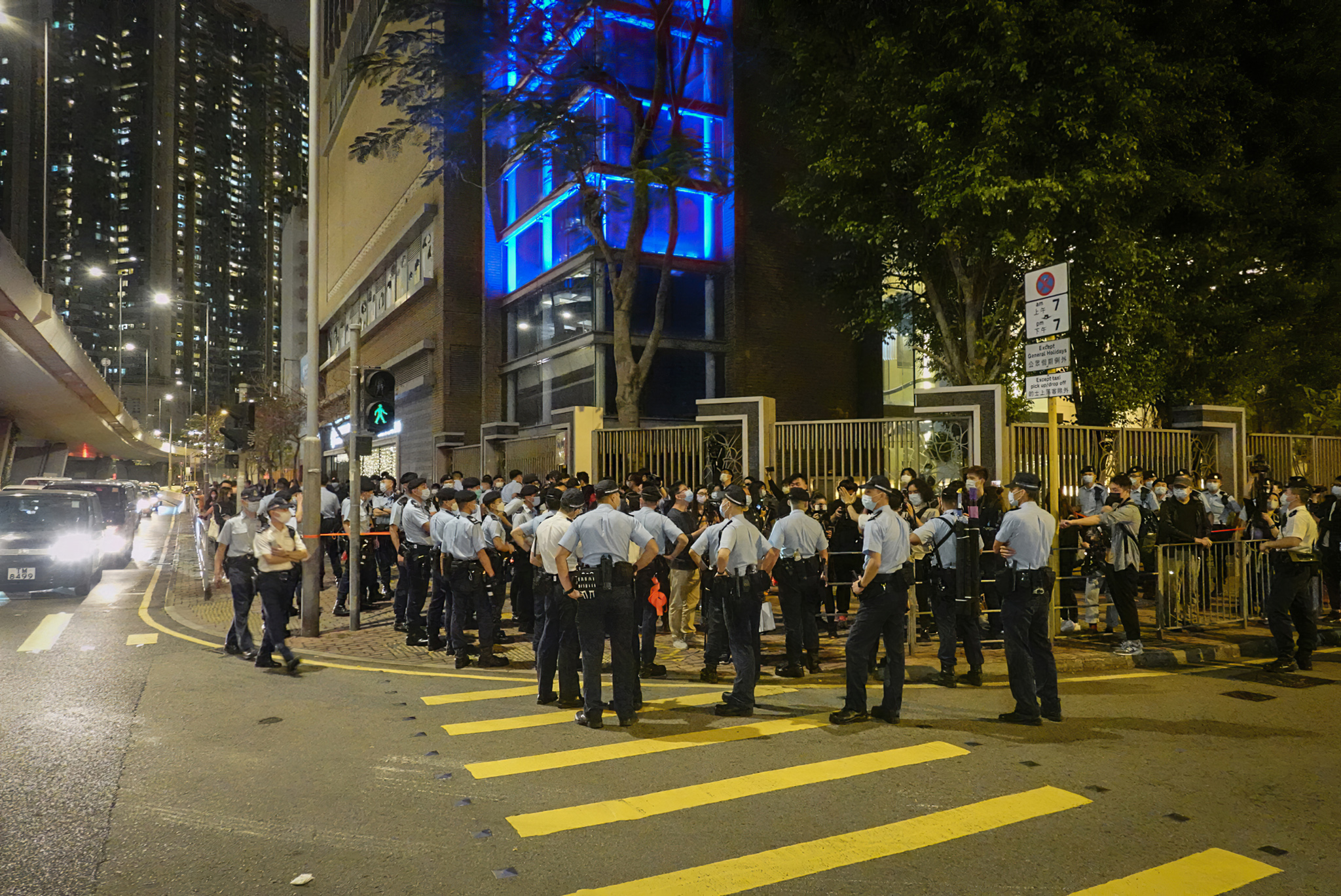
晚上7時52分，警員在星匯居對出外拉起封鎖線截查多名市民和記者

### 馬拉松式聆訊，多名被告體力不支暈倒送院

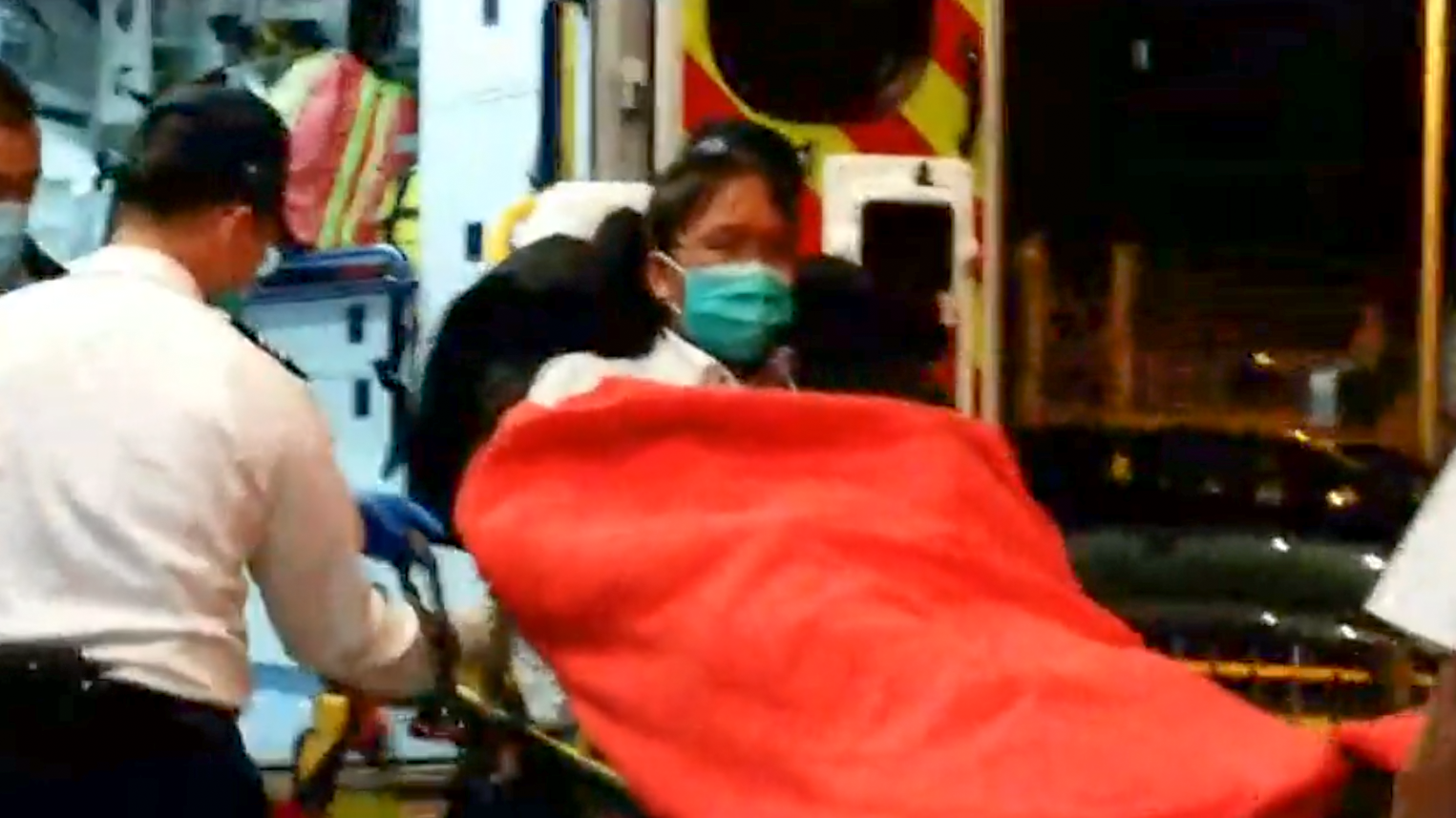
經過14小時審訊，被告之一譚凱邦不適暈倒入院

經過14小時審訊，期間沒有進食，且到凌晨1時只有16人未完成陳述申請保釋理據，被告之一的灣仔區議會主席楊雪盈在凌晨1時50分左右感到體力不支暈倒送院，另外三人（譚凱邦，林景楠，梁國雄）亦不適，送抵明愛醫院治理。總裁判官蘇惠德直到凌晨2時45分才決定休庭，並於翌日11時半續審。依慣例，未完成程序的被告應回到警署拘留，但蘇惠德稱因人數眾多，因此指示交由懲教署看管，這表示眾人都須送到收押所。最後一輛載運被告的囚車在翌日清晨6時30分才抵達荔枝角收押所，車上被告包括荃灣區議員岑敖暉、香港本土派人士鄒家成、民主黨前立法會議員林卓廷等人，但因已超過收押所規定的囚犯起床時間，而被告8時又要上車前往法院，基本上沒有睡覺時間。

### 辯方律師法庭外被拘捕和罪成

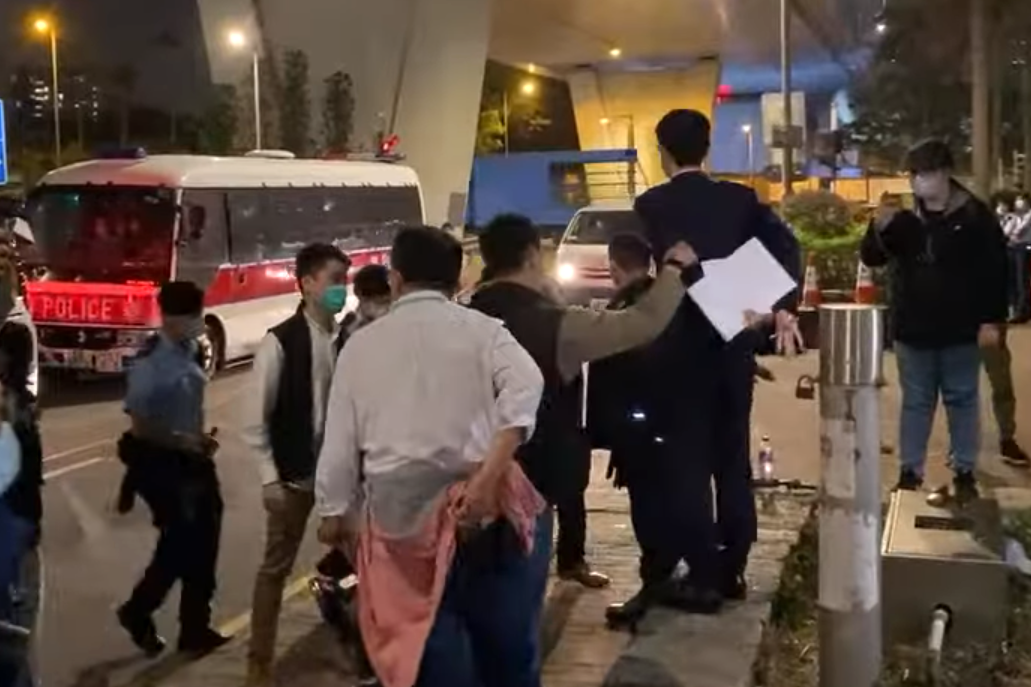
晚上約9時半，代表被告的律師丘律邦手持法律文件，進入法院遭警員拒絕，之後被帶上警車

晚上約9時半，一名代表被告的34歲律師丘律邦手持法律文件，要求進入法院，但被警員拒絕。警方以「阻礙警務人員執行職務」及「未能出示身份證明文件」將他鎖上手銬及拘捕。
之後他被控「故意阻撓警務人員」，「未能在規定下出示身分證明文件」和「拒絕或故意忽略服從警務人員的命令」三項罪名，律師否認控罪。到2022年2月9日，西九龍裁判法院裁判官鄭念慈指被告拒絕出示證件，認為警方封鎖的決定合情合理，並正當地執行職務，形容警員「絕對不是阻撓被告進入法庭」和肯定被告「存心、存意為難警方」，因此裁定故意阻撓警務人員罪成。法官同時認為索取社會服務令報告前，只有即時監禁才合適。被告判刑還押至3月2日，以待索取社會服務令報告。裁判官鄭念慈批評被告身為律師「知法犯法」，是有心留難警方，被判監禁7天，但他獲准保釋等候上訴。

### 第二日提堂

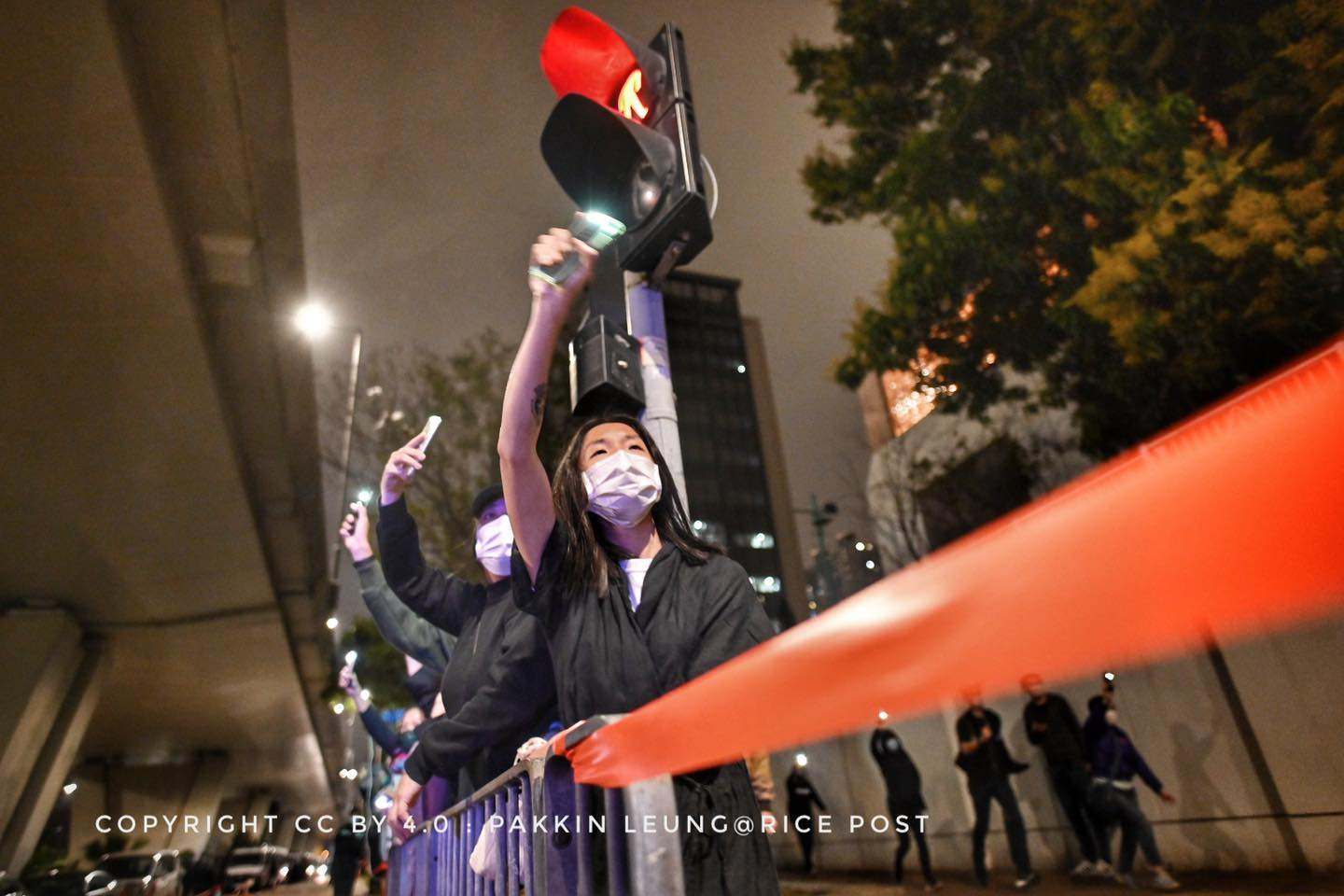
晚上，市民在法院對出留守「送車」，支持被捕人士

3月2日，案件第二日提堂，47人已經被還柙接近四日三夜，律師表示他們過往三日没有洗澡和換衣服，家屬委託他们向法庭求情，希望明天能轉交衣服。不過總裁判官蘇惠德稱有困難，認為要透過懲教一般程序處理。最終法官更改開庭時間，讓被告有時間在懲教所洗澡，但不可轉交衣服。到晚上10時35分，39名被告完成陳詞，其餘8人留待明日中午12時續審處理。

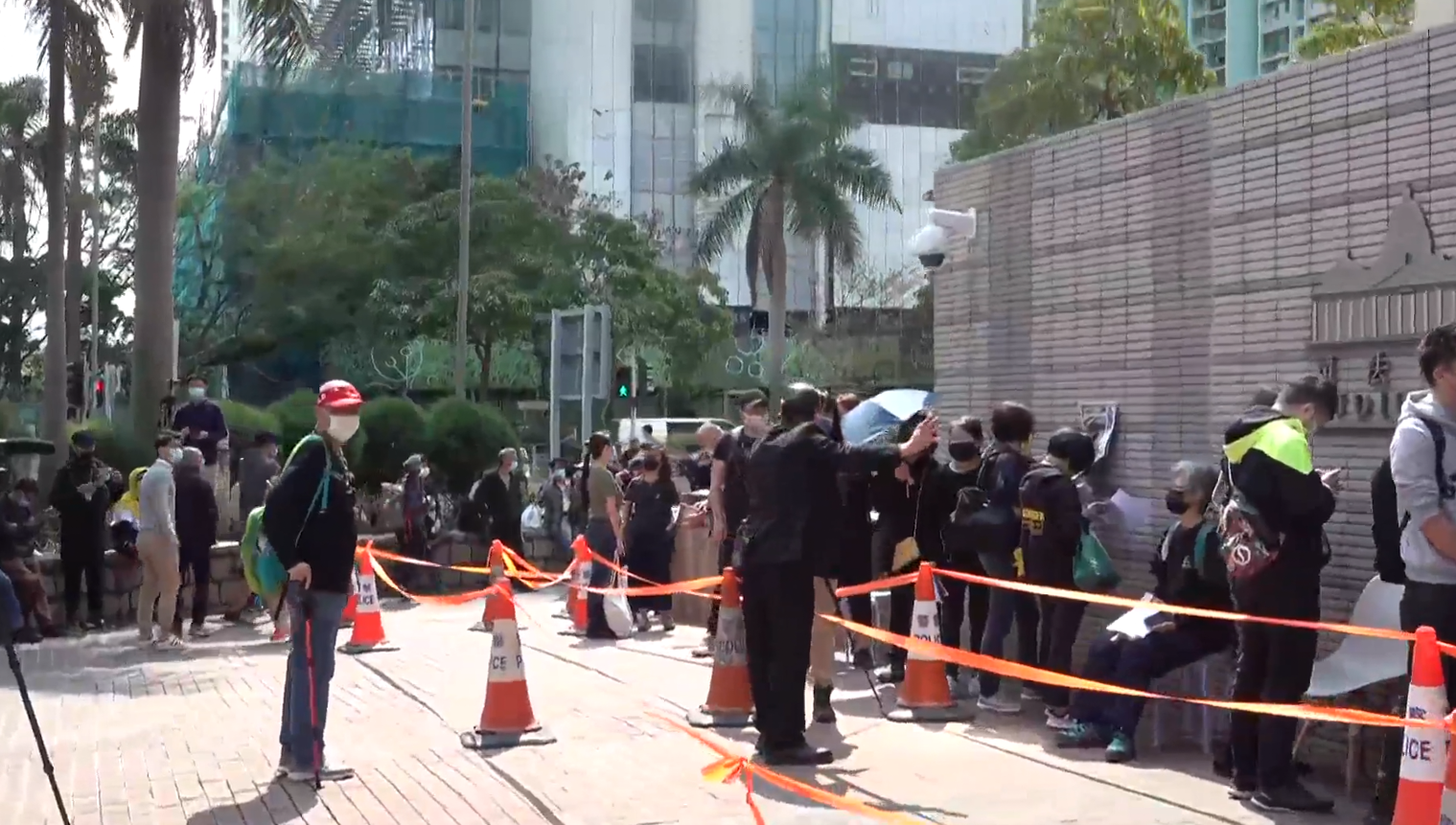
案件第二日，排隊輪候公眾席籌號的市民較第一日少
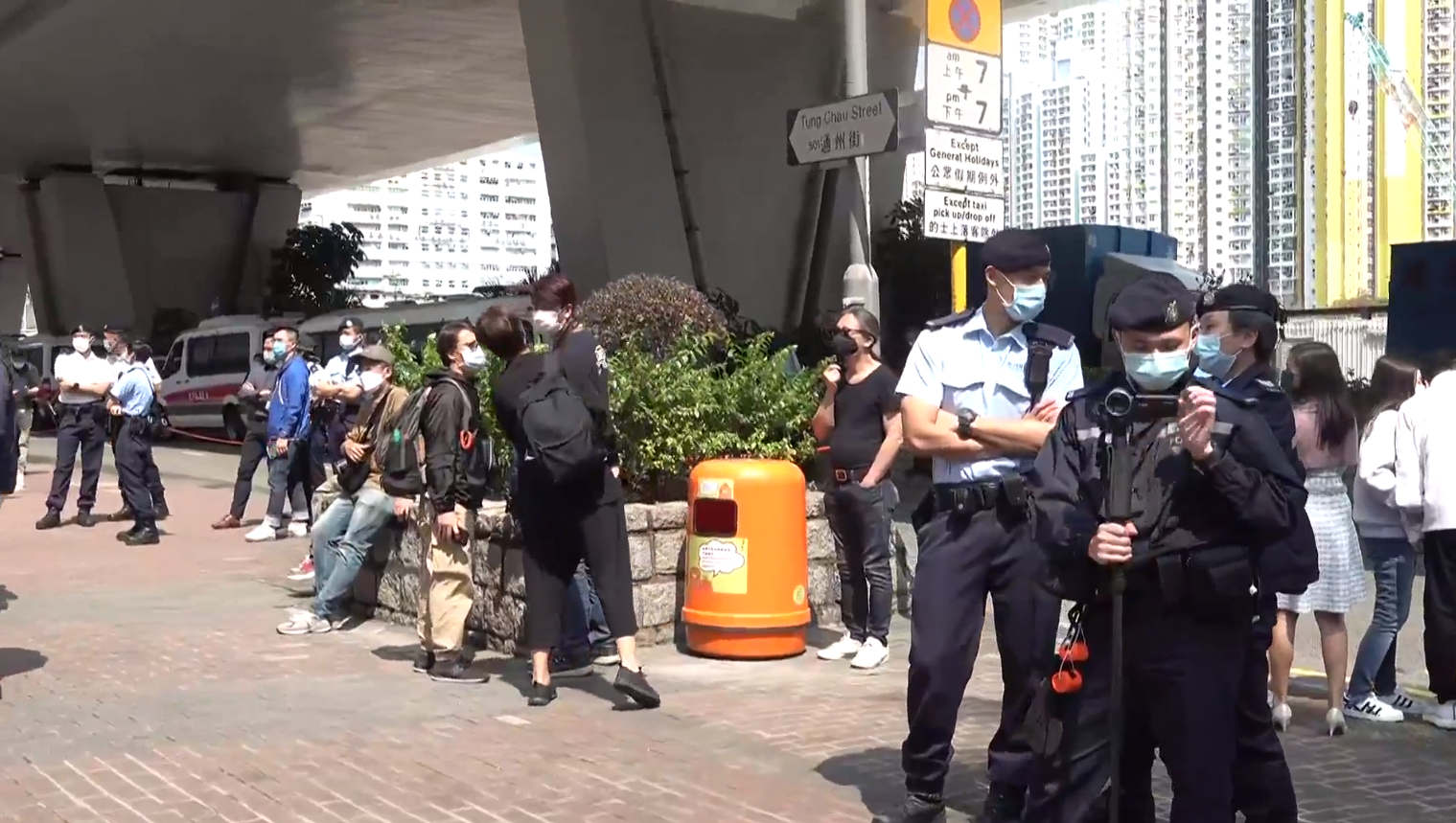
警員在法院外戒備
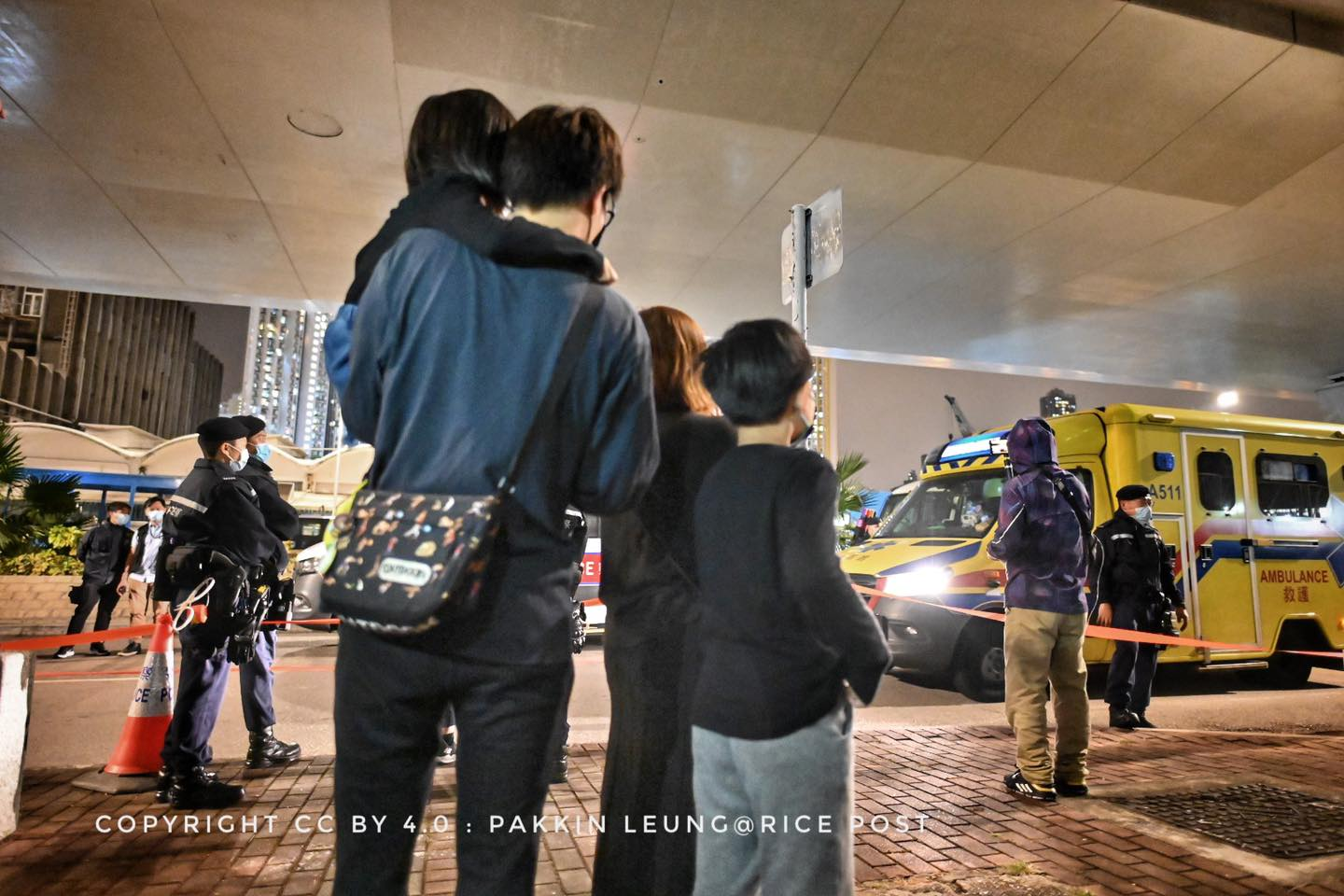
晚上10時多，有消息指出法院將會暫停今天聽取保釋申請，明天再續。有父母帶同子女在法院對出留守「送車」，支持被捕人士
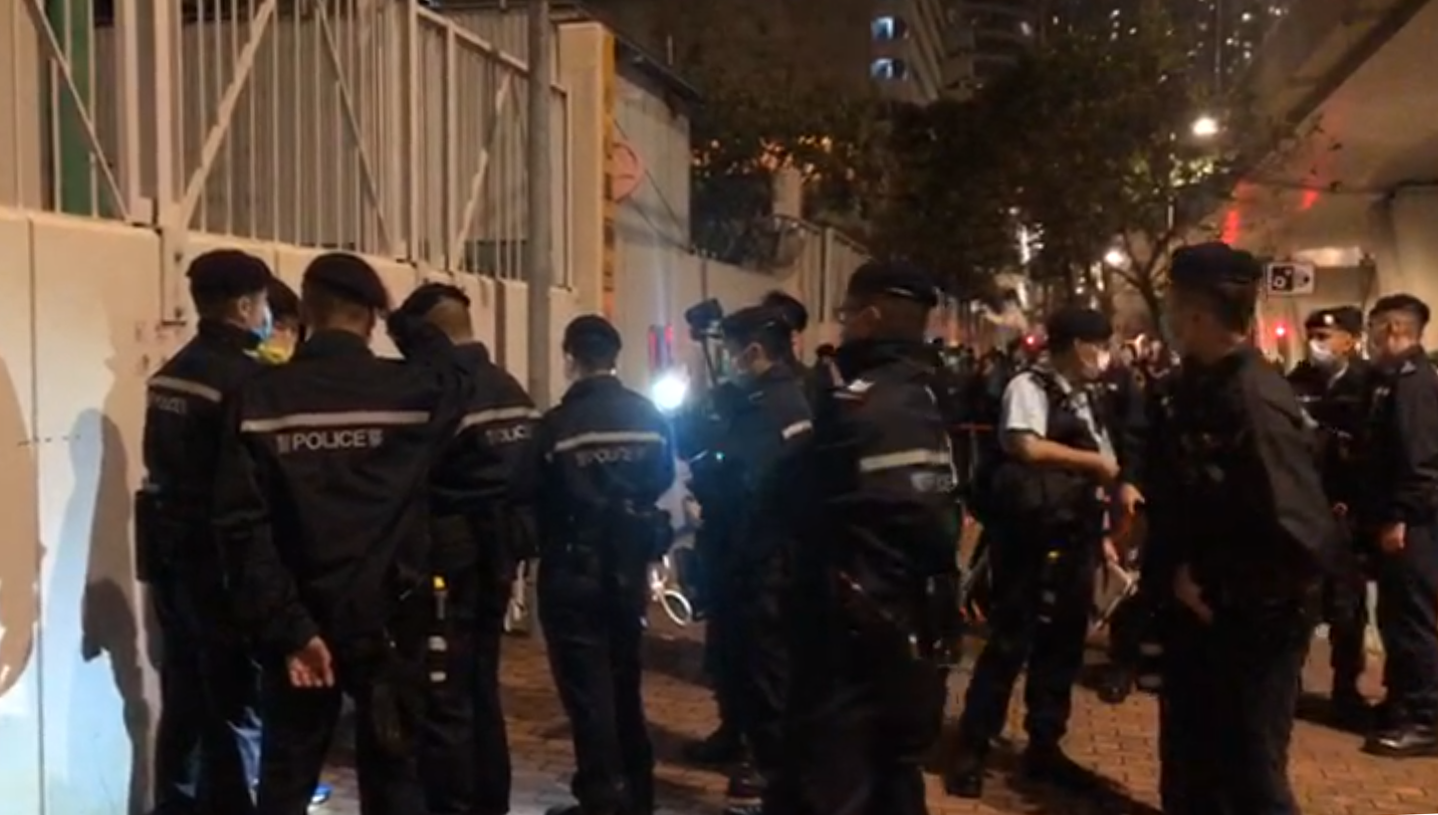
法庭外晚間仍有市民留守，警員其後突然違封行人路，兩名市民被指未能出示記者證而被截查
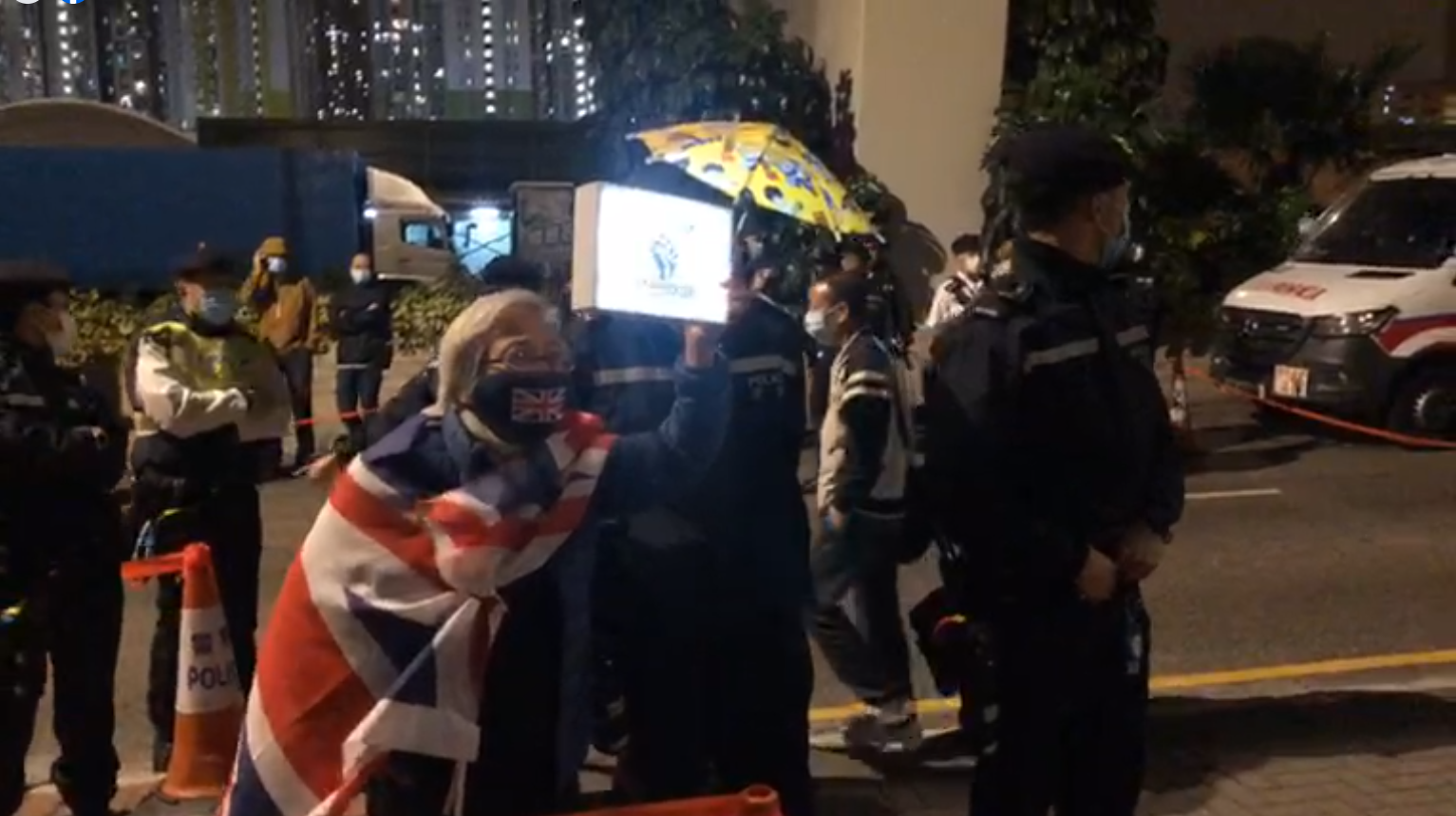
王鳳瑤在法院外聲援

### 第三日提堂

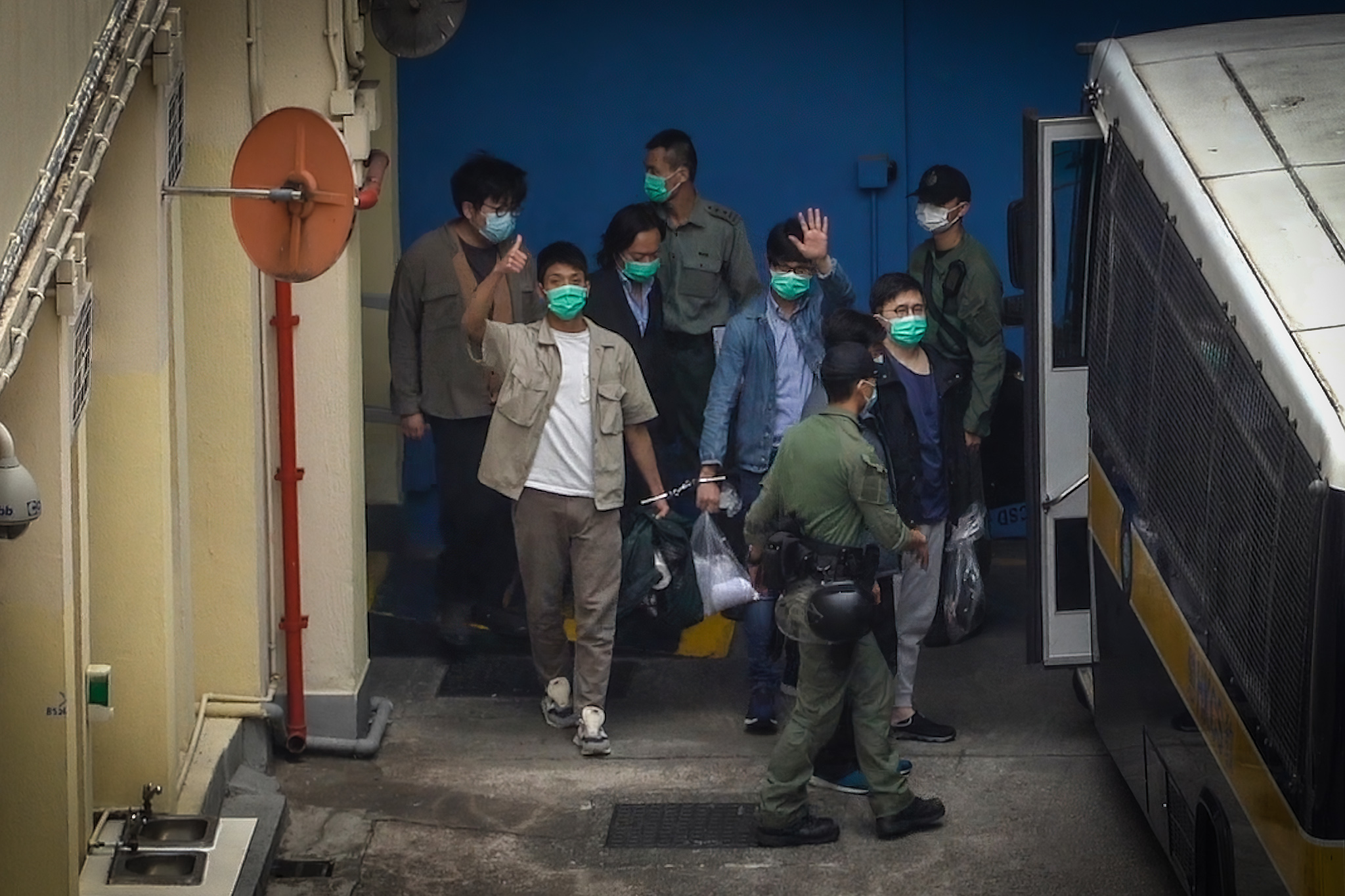
在荔枝角收押所，多名被捕者由囚車押送至往法庭。鄒家成向鏡頭舉起母指，而劉頴匡揮手回應

3月3日，47名民主派被告連續兩日經歷近25小時的聆訊，餘下8名被告仍然未就保釋陳詞。而中午12時開庭前，直播系統畫面再次出現無法聽到庭內對話或聲音的問題，引起家屬質疑是「秘密審訊」。而記者室與旁聽庭的直播都出現有畫無聲的問題，引起現場記者鼓噪。大律師吳靄儀表示法庭都沒辦法控制自己的程序，我們還有司法獨立嗎？」不過司法機構高級新聞主任表明，開庭前不會播放庭內的聲音。此說法引起民陣召集人陳皓桓不滿。
在開庭後，辯方大律師馬維騉收到數間媒體的記者查詢，要求法庭剔除本案在《刑事訴訟程序條例》9P禁止報道保釋程序的限制，他指港版國安法條文，無論是香港，內地法律學者或本港法官都無辦法完全掌握，認為公開本案的辯論內容能讓市民認識國安法，對社會及公眾利益有莫大禆益。控方表明反對，看不到如何達到「社會公正」的目的，對被告產生負面影響，無法回頭，指相關申請是「天馬行空」。
其後，楊岳橋、譚文豪、郭家麒、李予信、林卓廷的代表大律師均表示收到指示，不會再代表五人，他們選擇自辯，譚文豪等4名被起訴的公民黨成員突然在審訊期間宣布退黨，原因不明。此外，被告劉頴匡昨晚透過律師傳話，宣布由其擔任發言人的民間集會團隊正式解散。其中立法會前議員譚文豪、楊岳橋和郭家麒自行陳辭期間情緒激動並多次哽咽，楊岳橋自辯時稱「我身为大律师，无法想像我要在这块玻璃（被告栏玻璃）后边做陈词。」，而譚文豪更數次痛哭，庭內不少人和觀看直播的家屬亦聞言落淚。另外，何桂藍、楊雪盈等人亦向法庭稱改為親自陳辭。總裁判官蘇惠德決定將案件押後至3月4日早上10時再訊，以聽取最少10名被告自行陳辭，或透過法律代表補充陳辭，預計在日內裁決。在晚上8時半宣布散庭被告鄒家成及岑敖暉報稱不適，送院治理。

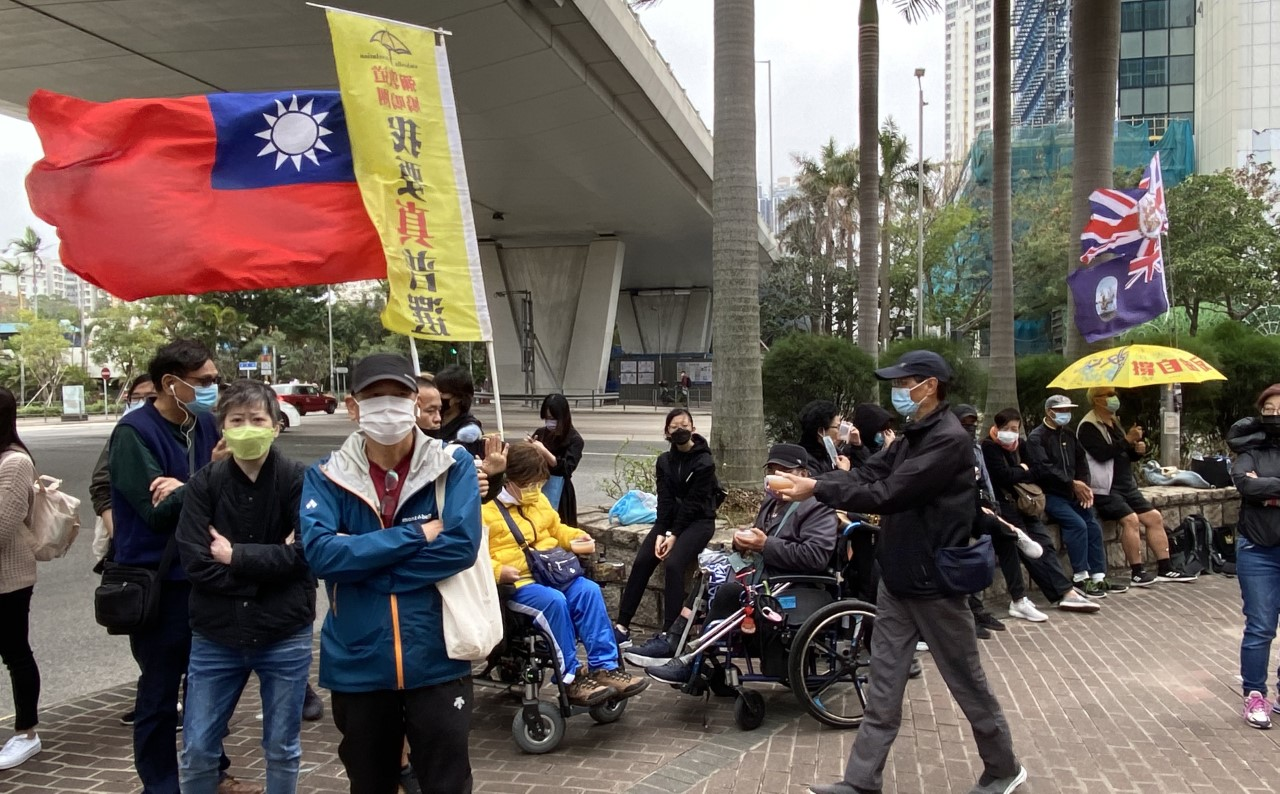
西九龍裁判法院外，有人展示青天白日旗以及港英殖民时代的龙狮旗
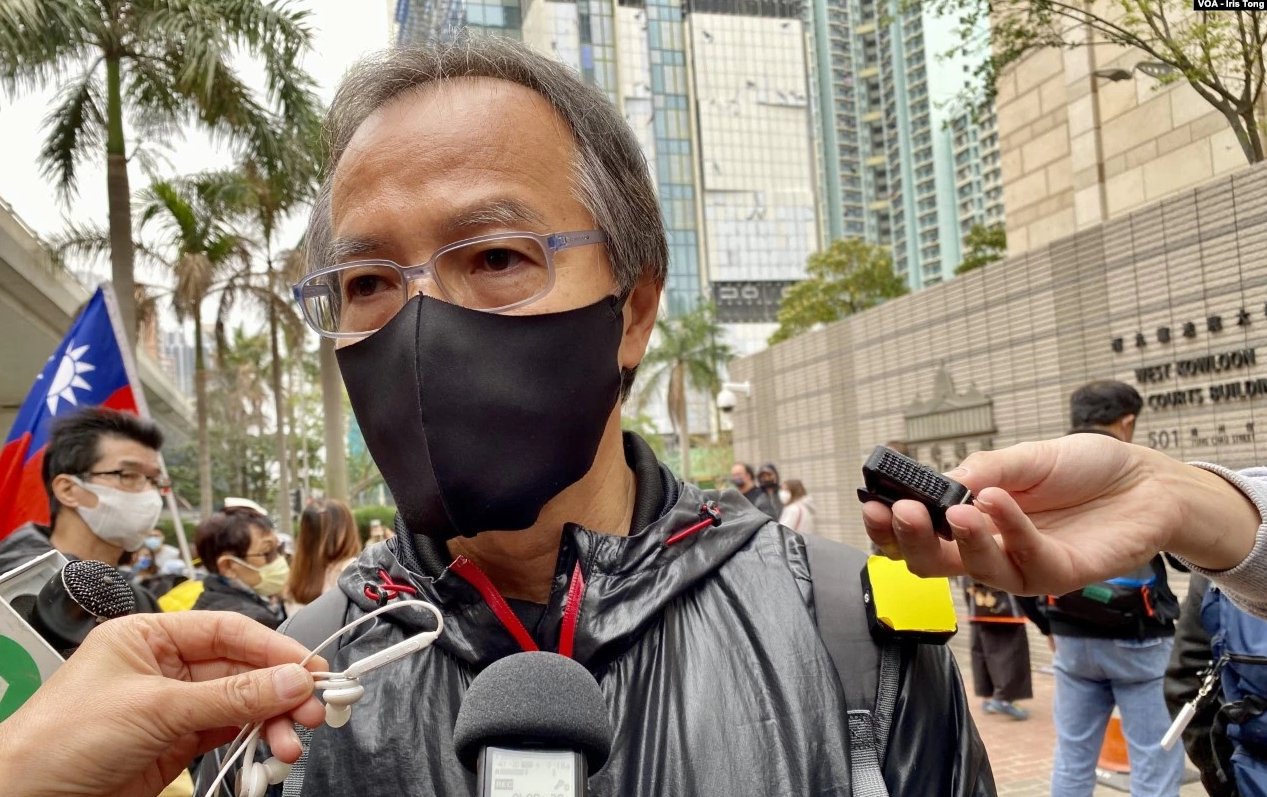
民主派前立法会议员张超雄批评，控方的安排不人道，令47名民主派人士要接受约30小时的马拉松保释申请聆讯，对他们的精神及意志都是折磨
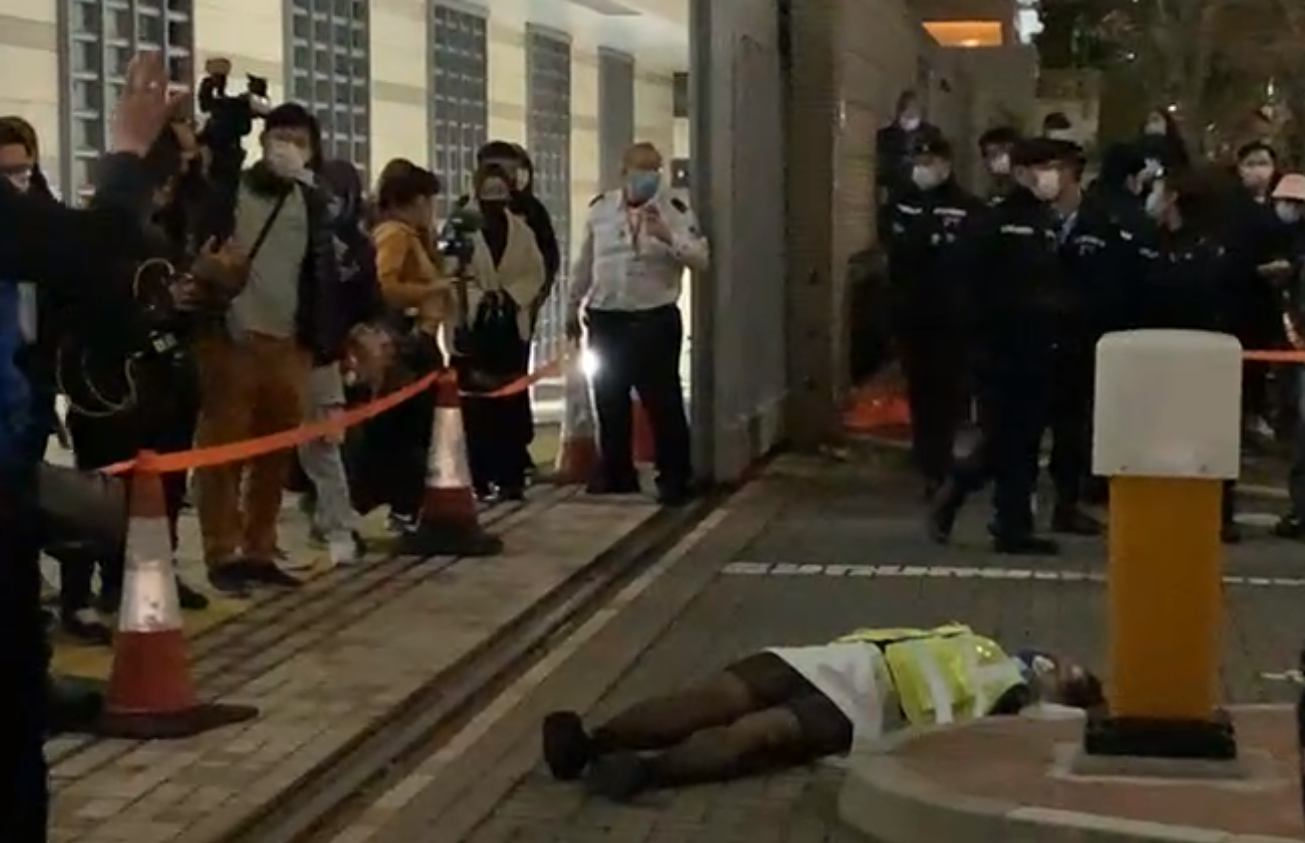
傅振中在疑似便衣警員陪同，從狹窄的法院大閘離開時，大批記者和在場人士跟從引起混亂，一名身穿女性衣服的網媒記者倒地
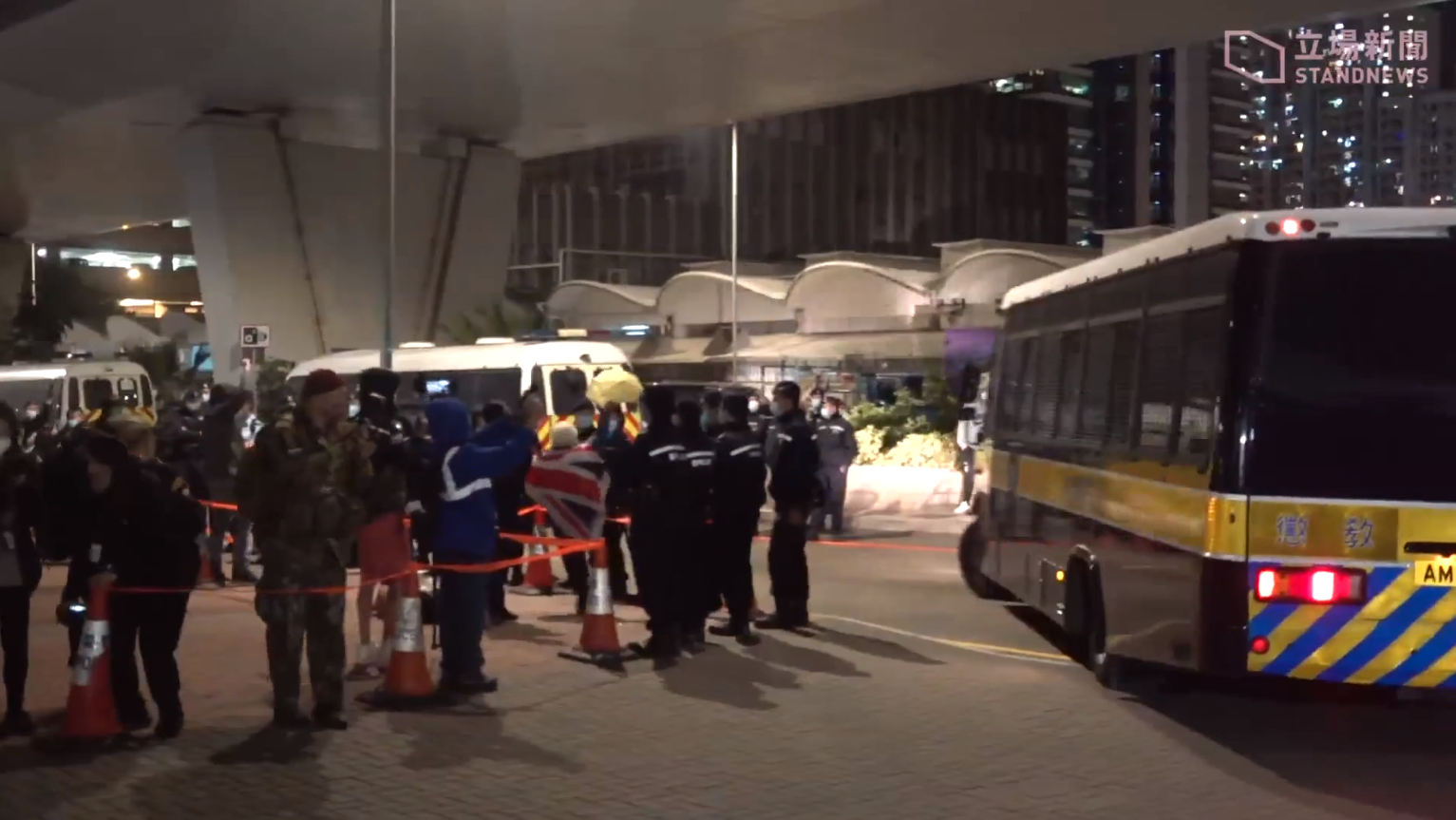
晚上仍然有市民留守送車，包括人稱王婆婆王鳳瑤

### 第四日提堂

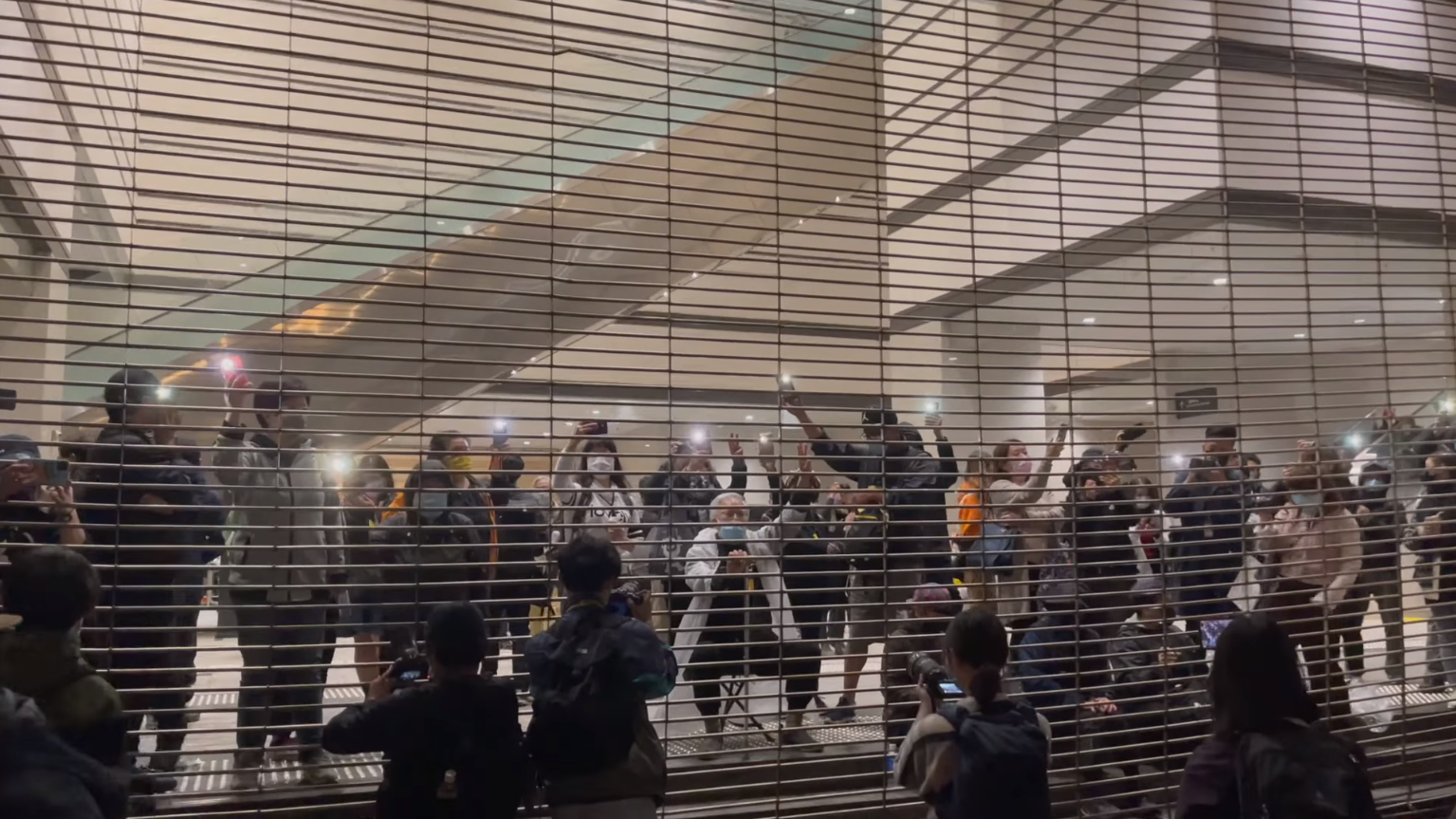
西九龍裁判法院聲援人士亮起手機燈

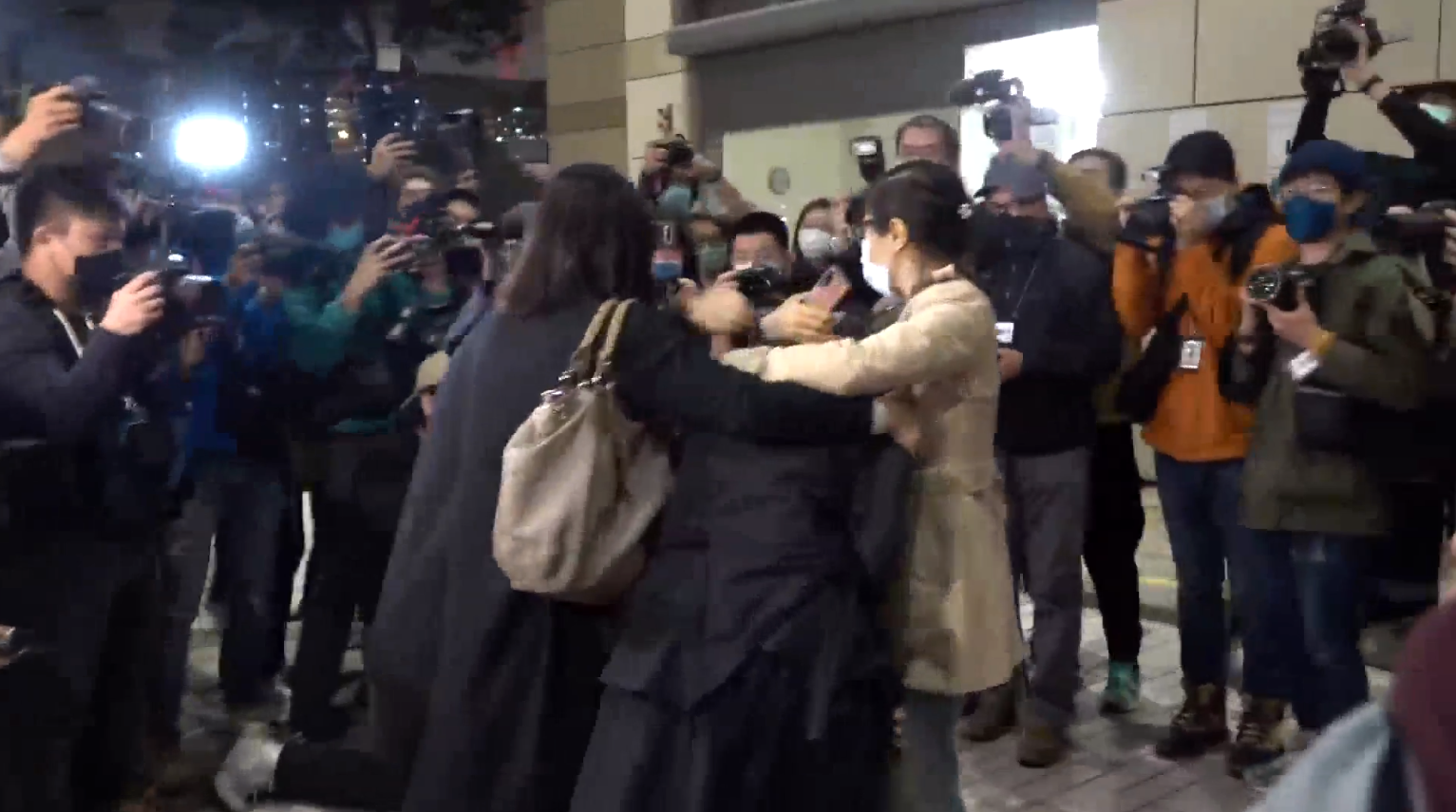
呂智恆的養母得知結果後，跑到法院地下大堂跪地痛哭，其後由市民安慰

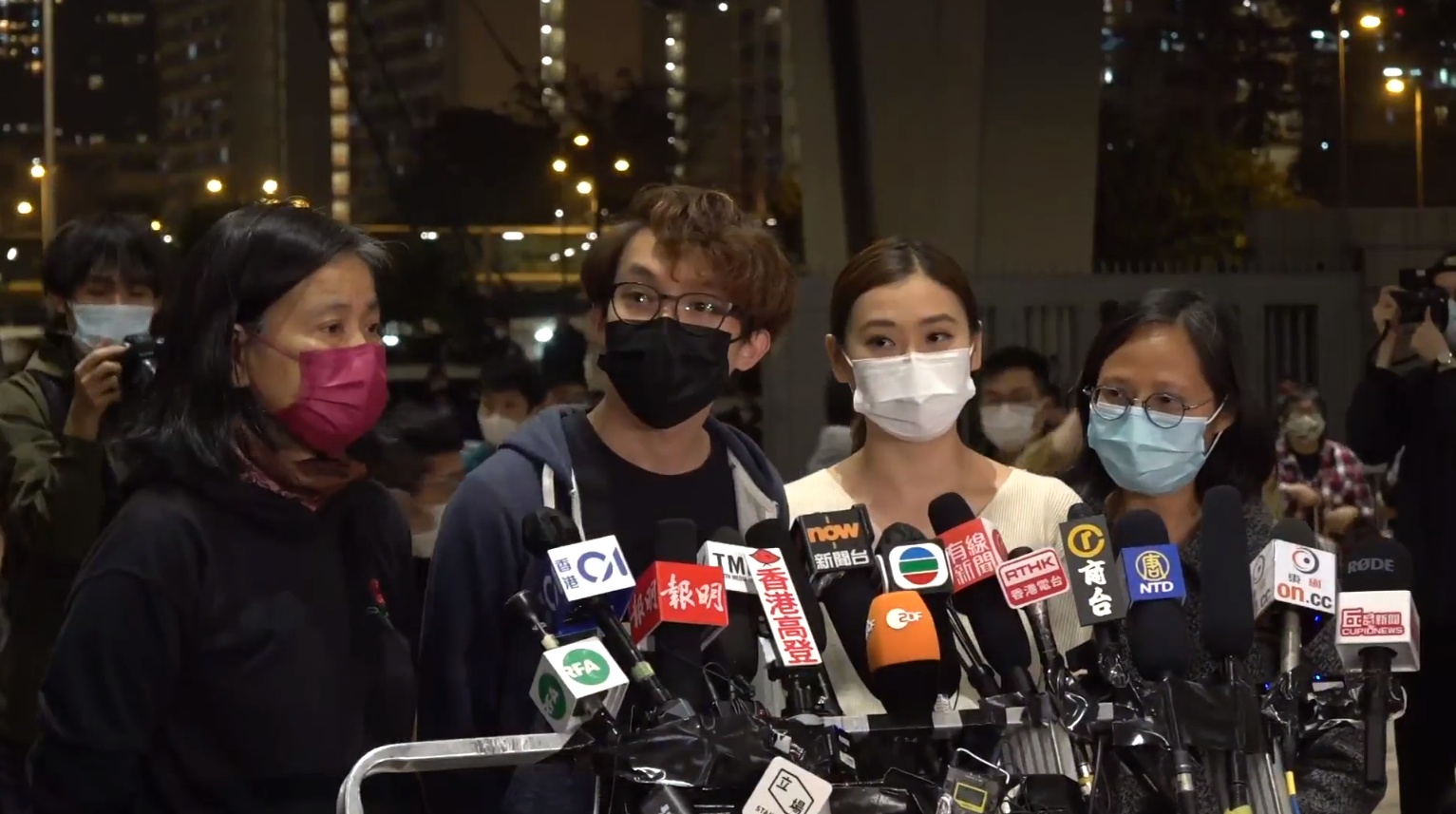
梁國雄太太陳寶瑩、民陣陳皓桓、岑敖暉太太余思朗和朱凱廸太太區佩芬於審訊後見記者

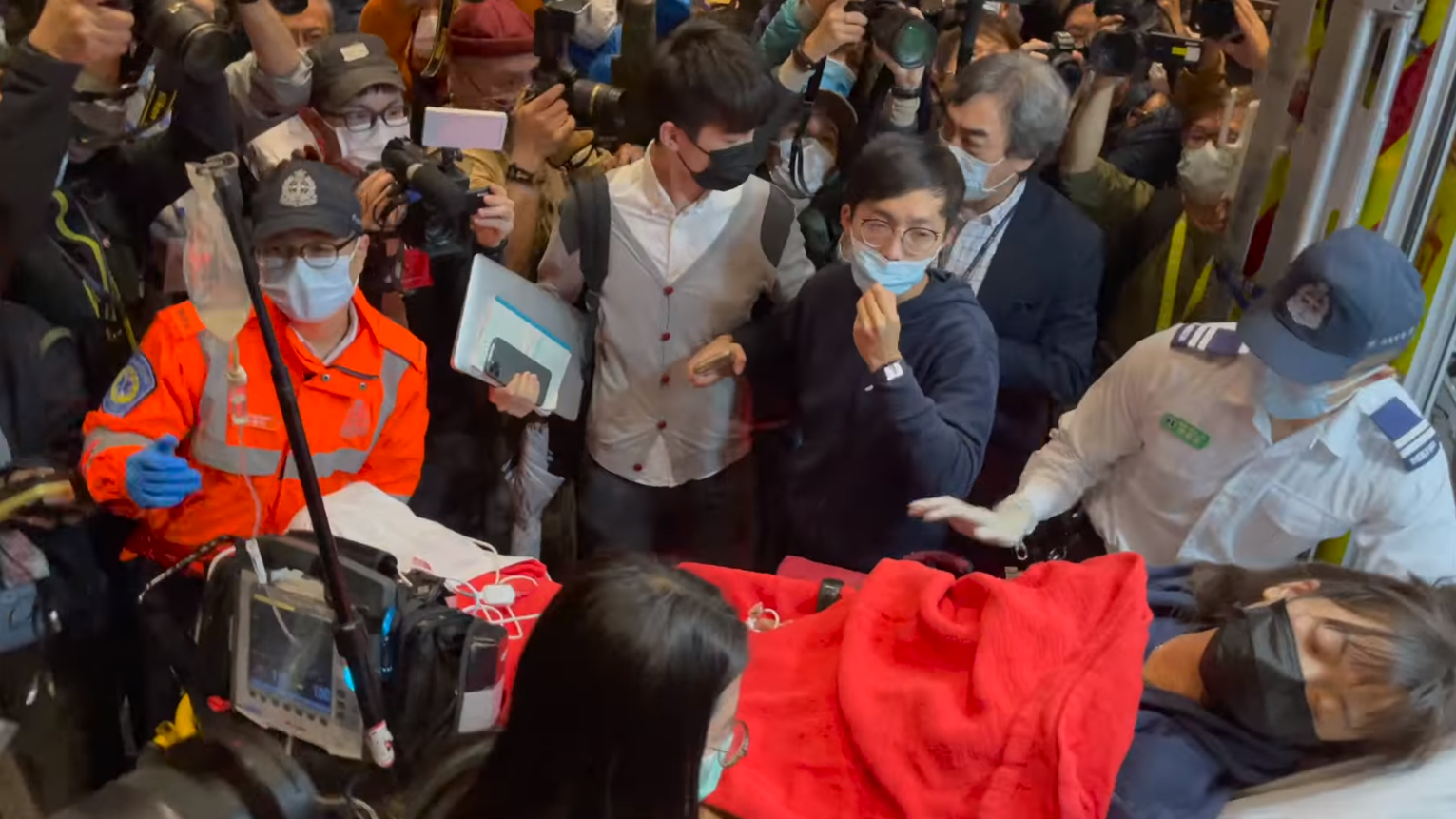
被告楊雪盈身體不適需要以擔架床送院

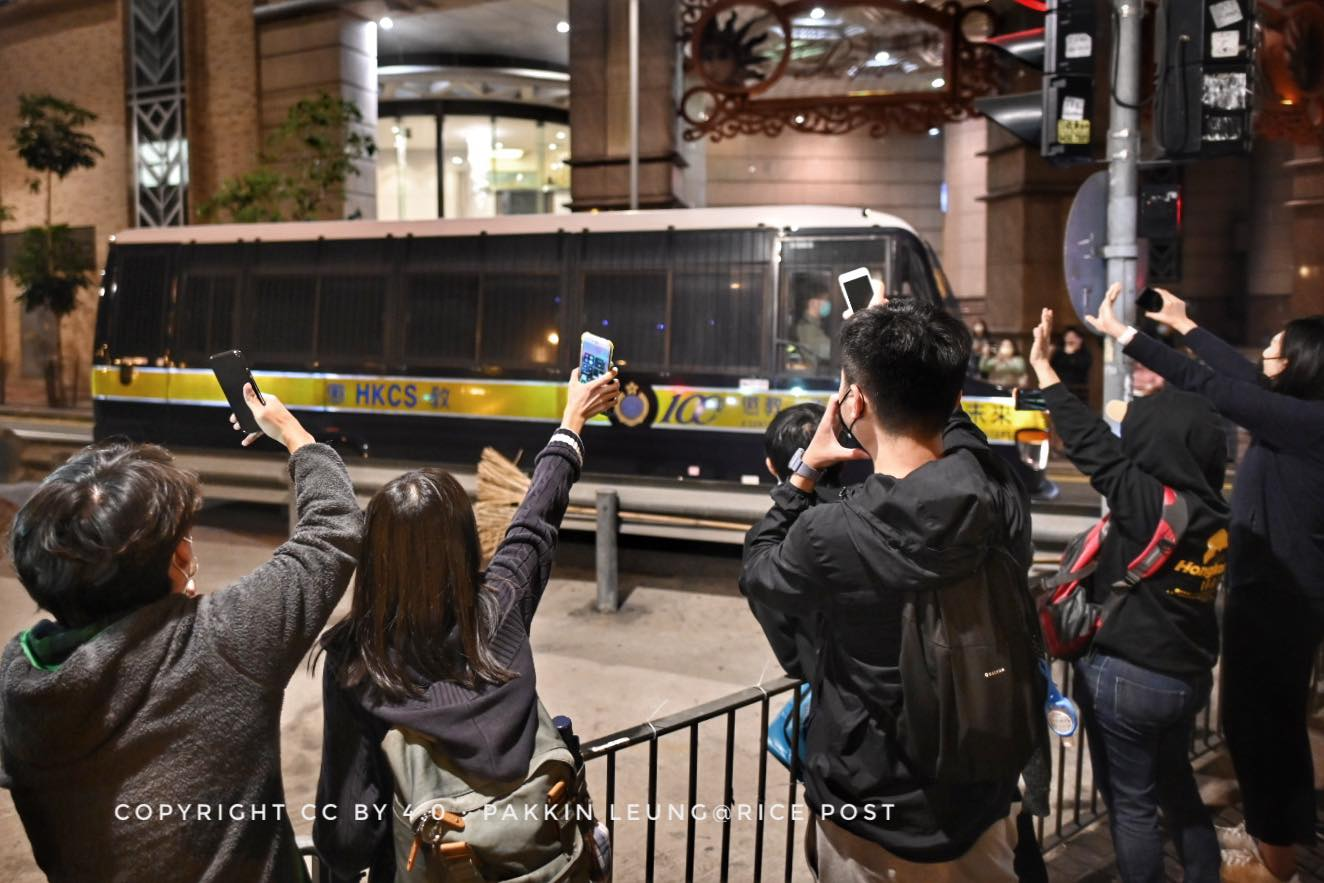
市民在荔枝角道用手機燈和自己聲音「送車」

3月4日，何啟明、鄒家成及岑敖暉仍在醫院留醫，未能出席聆訊。控方於提堂首天申請將案押後3個月，並反對各人保釋。各被告均申請保釋，部份被告亦反對押後三個月，認為押後太久，亦指警方應先作充分調查，有足夠證據才落案起訴。
甫開庭，律政司副刑事檢控專員楊美琪表示，十分關注昨晚有傳媒之報道違反《刑事訴訟程序條例》9P(2)條限制，即發佈本案保釋程序的受限制內容，重申有關報道對被告造成不公，亦對法律穩健性有不良影響。楊續指出，在黎智英涉國安法一案中，高等法院法官彭寶琴表明，為了保障被告利益及審訊公正，傳媒只可報道法例中涵蓋的保釋事項。因此，控方希望法庭可公開提醒大眾遵循有關法例，以免造成任何不必要影響。大律師馬維騉回應指，不知楊指的是甚麼報道，僅留意到昨日傳媒廣泛報道他提出的剔除報導保釋限制申請，即探討是否可以報道保釋程序，希望律政司可以具體指出有甚麼報導涉嫌違例。總裁判官蘇惠德表示，現時不是處理傳媒有否違例，但提醒公眾及傳媒必須遵循法例限制，除非法庭下令撤銷有關限制。
昨日表明不再聘用大狀的何桂藍開始發言。她發言完畢後，單手按著後面的欄杆，跳起跨過後方的椅子，之後返回自己的位置就座，引起庭內傳出掌聲。林卓廷陳詞其間哽咽，他結語：「願我的家人、親人、朋友，平安、幸福、健康。」，引起庭上有人拍掌。因體力不支而暈倒的楊雪盈開始親自陳詞。她也表明不再聘用大狀，對當晚在庭上暈倒一事向法官大人表示抱歉，並感謝有機會陳詞。而張可森希望自行補充幾句話，蘇官詢問代表律師是否繼續代表張，其代表律師表示張希望可以自行陳詞。蘇稱「咁，好啦，你講啦。」張可森陳詞完成後，尹兆堅拍一拍他的手臂以示支持。
下午1時，所有保釋陳詞已經完結，法官宣佈休庭，到下午2時30分再續，處理保釋事宜，同時處理大律師馬維騉在昨日提出的撤銷傳媒報道保釋程序之限制申請。到下午4時35分，鄒家成及岑敖暉已經出院，並返回法庭。等候法庭開庭期間，岑敖暉與何桂藍站在一起，兩人多次舉起雙手，並曲手「造心」。兩人隨後一同向鏡頭做出「大心心」的形狀和擺動身體。何用手指舉「韓式心心」，疑想向鏡頭外的旁聽人士打氣。其後何桂藍行近與區諾軒擁抱，並拍區的背一下。黃碧雲亦加入一起，三人共同聊天。
上訴庭聽取各方陳詞後，總裁判官蘇惠德將裁決由下午5時押後至晚上7時，以待戴耀廷重返法庭及考慮保釋決定需時。到7時51分開庭，戴耀廷透過大狀撤回保釋申請，須還押至5月31日候訊。
到晚上7時56分，法庭批准鄭達鴻、楊雪盈、彭卓棋、何啟明、劉偉聰、黃碧雲、譚文豪、施德來、張可森、伍健偉、郭家麒、呂智恆、林景楠、柯耀林及李予信合共15人保釋。他們必須遵從任何人不得直接或間接以任何方式（包括傳統實體/電子媒體/任何公眾平台），作出、發放或轉載任何可能有合理理由被視為危害國家安全的言論，任何根據其性質可構成違反國安法或香港法例中維護國家安全的罪行的行為；任何人不得直接或間接以任何方式（包括傳統實體/電子媒體/任何公眾平台），作出任何可能有合理理由被視為危害國家安全的行為；任何根據其性質可構成違反國安法或香港法例中維護國家安全的罪行的行為、不得直接或間接組織、安排、參與或協調任何級別的選舉（投票除外），不論政府或非政府舉辦的任何選舉；不得直接或間接以任何方式聯絡任何外國官員、議員、任何各級議會成員或其他服務於以上人員的人士，所有人不准離港以上四項條件，另外獲准保釋的15人須交出旅遊證件及英國國民（海外）護照，每晚12時至翌朝7時宵禁。
而其餘32人被拒絕保釋，其中25人包括區諾軒、吳政亨、袁嘉蔚、梁晃維、徐子見、岑子杰、毛孟靜、馮達浚、黃之鋒、譚得志、胡志偉、朱凱廸、黃子悅、尹兆堅、吳敏兒、何桂藍、楊岳橋、陳志全、鄒家成、林卓廷、梁國雄、岑敖暉、王百羽和余慧明提出覆核，於3月12日再進行保釋覆核。而另外7人包括趙家賢、鍾錦麟、劉澤鋒、李嘉達、譚凱邦、劉頴匡、范國威放棄8天後申請保釋覆核的權利。
下午8時05分，法官要求保釋的15人站立及聽取保釋條件。被告都努力抄寫保釋條件，彭卓祺哭著回應裁判官說「明白」，張可森拭淚。不過律政司2分鐘後隨即正式提出覆核，15人須繼續還柙，以及在48小時內將他們帶上高等法院。呂智恆的養母得知結果後，跑到法院地下大堂跪地痛哭。而多名被告親友在庭外哭泣，其後有人大叫「多謝大家」、「政治犯無罪，香港人不死」、「五大訴求，缺一不可」、「政治檢控可恥」口號，也有人表示「多謝大家律師，盡力啦」和「對不住」等。退庭後，3名被告身體不適需要以擔架床送院，包括劉澤鋒、林景楠和何啟明。
總結4日聆訊，法庭花了逾35小時處理47名被告的首次提訊程序，其中首日聆訊更由上午「直踩」至凌晨2時半，4日內有至少8名被告不適送院。
在法院外，有不少市民聚集，高叫口號「光復香港 時代革命」、「Fight for freedom Stand with Hong Kong」和唱《願榮光歸香港》。到晚上7時35分，警方舉起紫旗，稱有人喊口號及唱歌的行為涉嫌違反港版國安法。其後有大批警員到場增援在東京街近深水埗公園位置增援，並拉起燈帶要求記者和市民離開法院外的行人路，引起在場的記者不滿。警方亦封鎖法院附近的道路，市民無法迎接被告的囚車步出法院，其後到荔枝角一帶的行人路「送車」。到晚上10時15分，警方嚴密佈防，將防線推至興華街西，並以違反限聚令為由，多番要求市民和記者往荔枝角方向離開。有市民坦言現今香港已無法治可言。

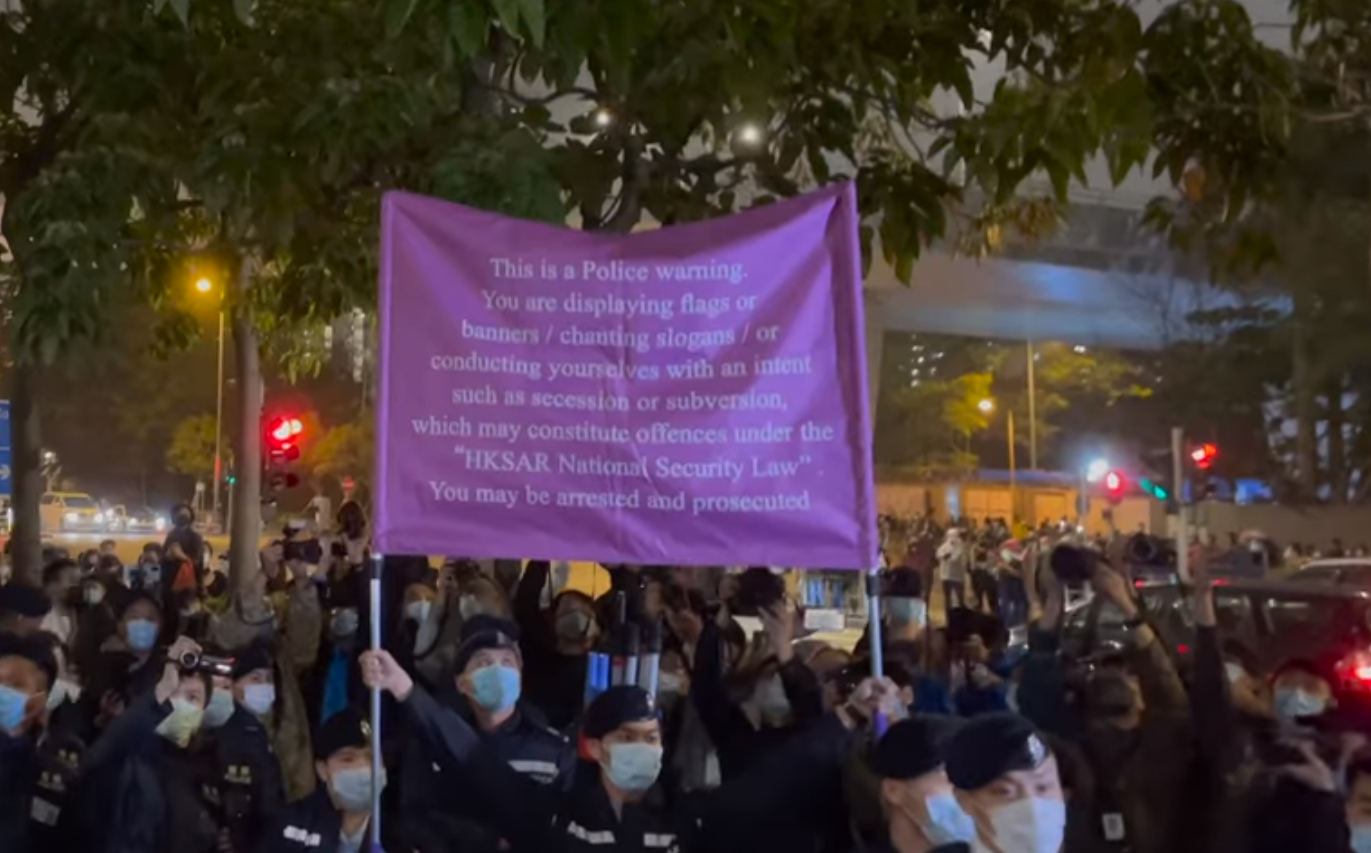
晚上7時35分，警方舉起紫旗，稱有人喊口號及唱歌的行為涉嫌違反《港版國安法》
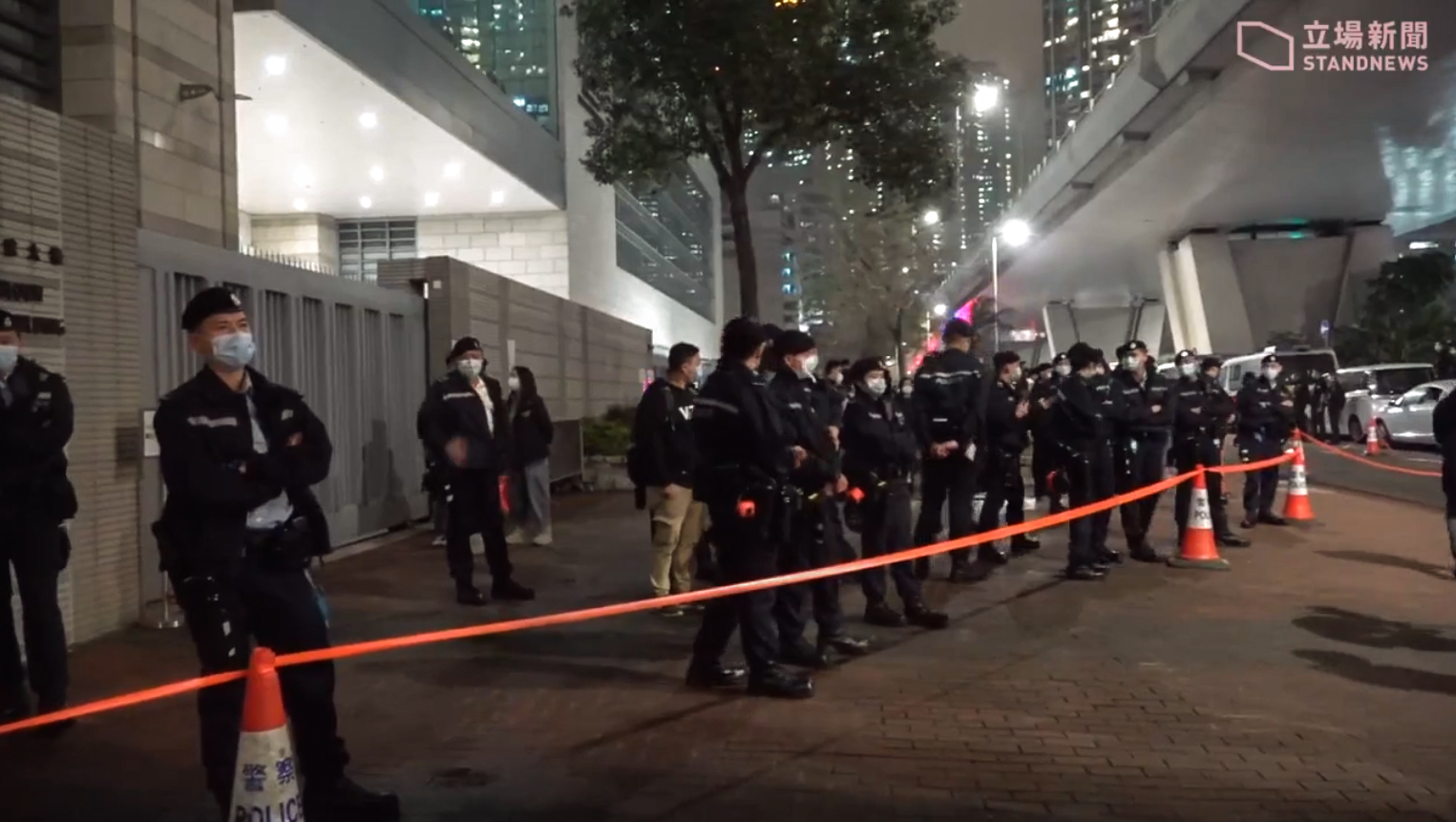
大批警員在法院外準備清場行動
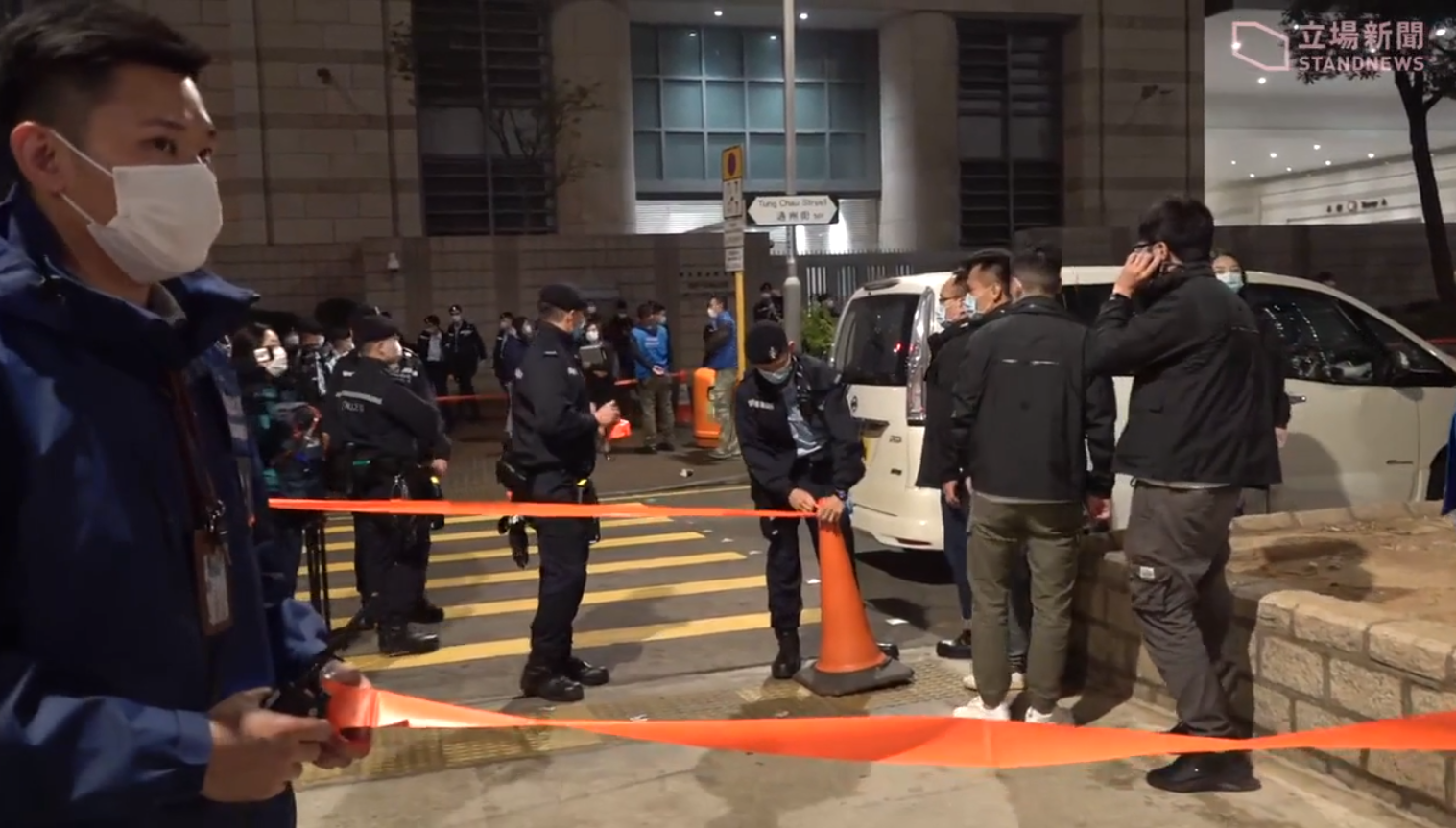
大批警員拉起燈帶，要求記者和市民離開法院外的行人路
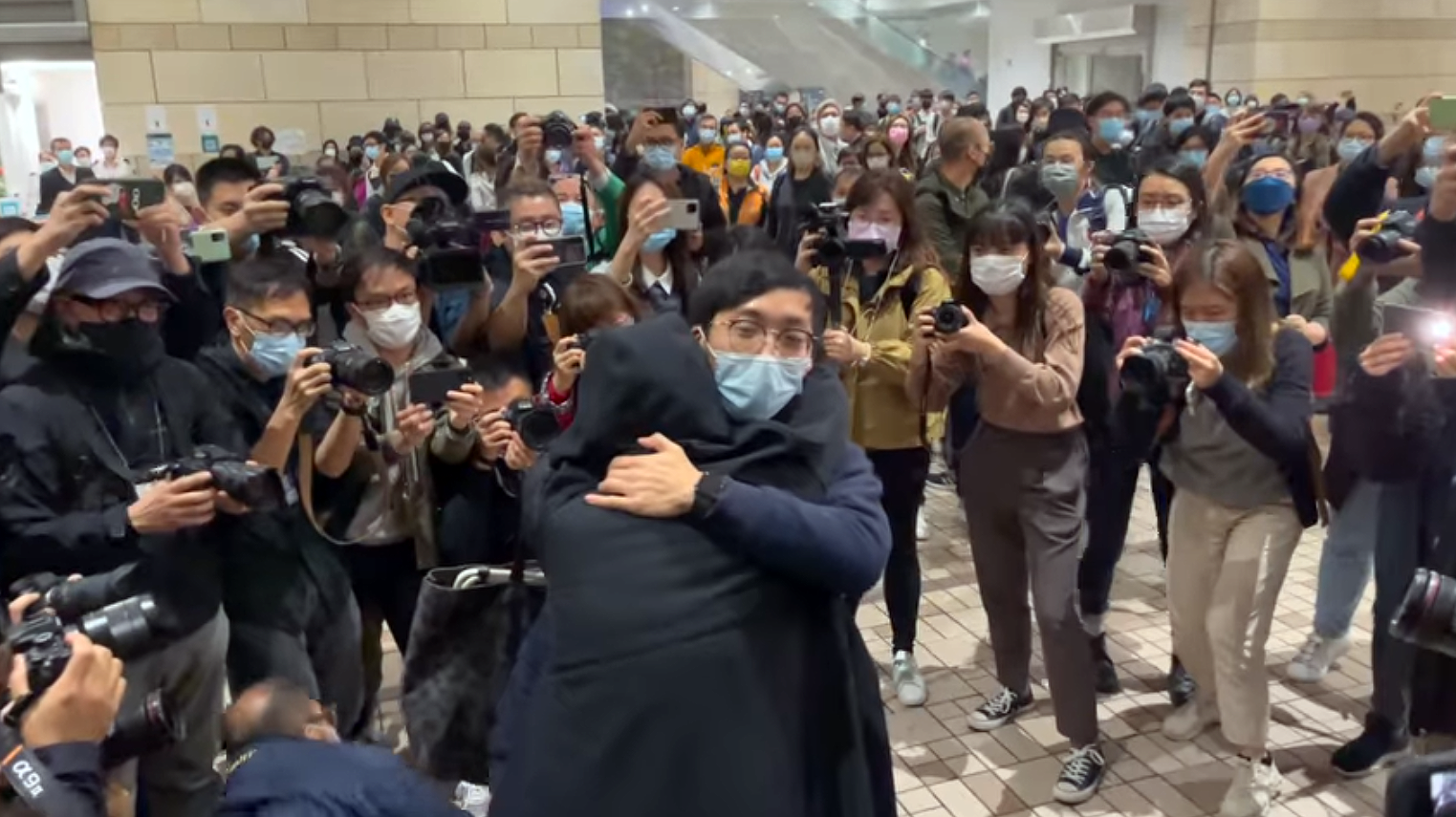
被告家屬在法院地下與天水連線元朗區議員林進相擁痛哭
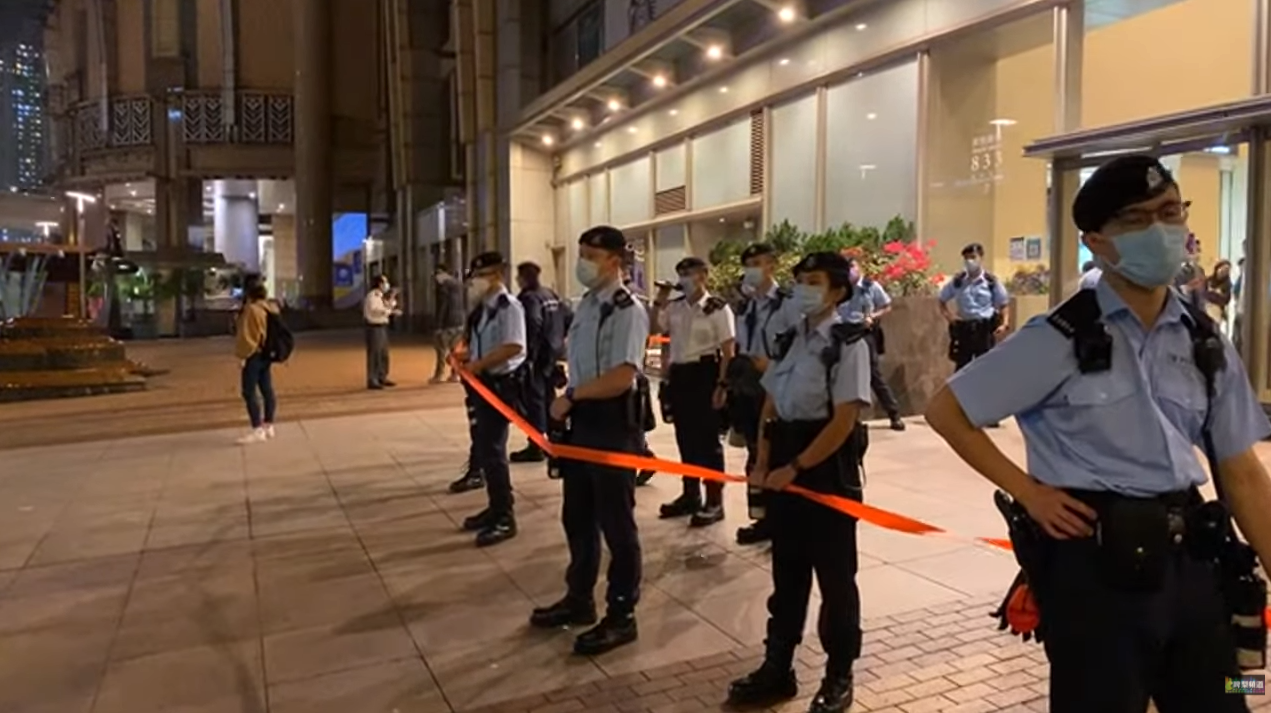
晚上10時半，警員將防線推至昇悅居外，有人被截查
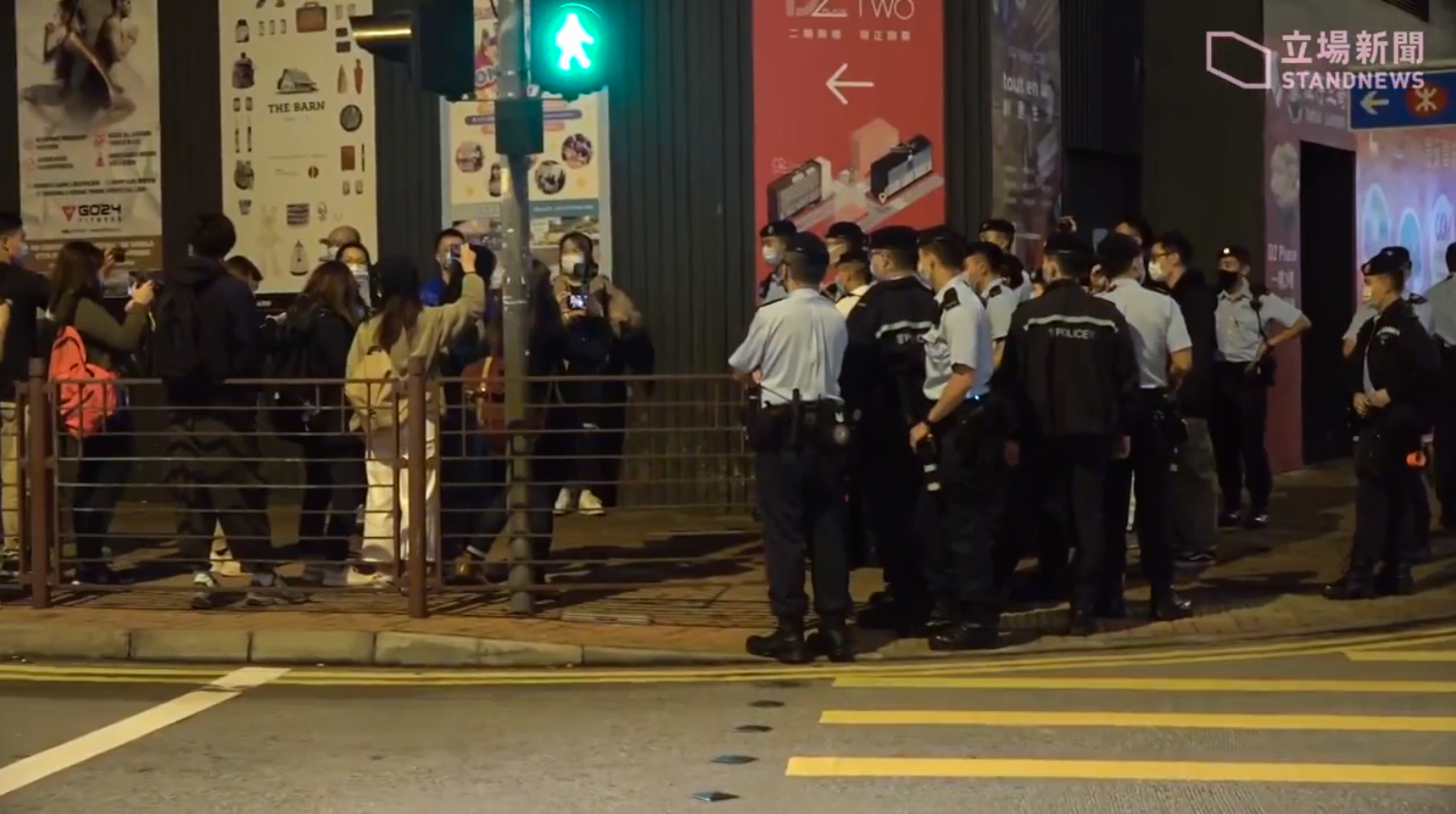
其後警員將防線推至長荔街，記者不能到昇悅居外的行人路

### 律政司撤4人保釋覆核
3月5日，律政司決定不向楊雪盈、劉偉聰、呂智恆及林景楠4人繼續保釋覆核程序，晚上被帶上西九龍裁判法院後，獲准以原有條件保釋外出。4人的保釋條件包括，不得直接或間接以任何方式，作出、發放或轉載任何可能有合理理由被視為危害國家安全的言論、不准離港、要交出所有旅遊證件包括英國國民（海外）護照等，亦需要作出現金及人事擔保，每周多次到指定的警署報到。其中林景楠須交100萬現金擔保。4人保釋後均表示想與家人團聚，而呂智恆養母Elsa表示擔心呂智恆或會再次被收押，呼籲政府撤銷對47人的控罪。

### 9人轉赤柱監獄收押
3月5日，其中9名男還押者被安排轉到赤柱監獄還押，包括區諾軒、趙家賢、鍾錦麟、李嘉達、譚凱邦、陳志全、鄒家成、林卓廷和岑敖暉。而岑敖暉、朱凱迪、鄒家成的家屬苦等個多小時，仍然未獲安排探訪。荃灣區議員陳劍琴曾以處理區議會相關公務為由，申請探訪岑敖暉，惟懲教署以要求陳劍琴提出「具體理據」為由，未有批准她探訪。陳劍琴批評是「政治打壓」。

### 部分被告刪除社交專頁
3月5日，《立場新聞》發現最少10人疑已經刪除或停用Facebook社交專頁，包括梁晃維、劉穎匡、張可森、劉澤鋒、李嘉達，以及據報已退出公民黨的5名被告，楊岳橋、鄭達鴻、譚文豪、郭家麒和李予信。只有張可森仍未關閉其Instagram專頁賬戶。而王百羽、伍健偉的社交專頁暫停更新。

### 高等法院開庭處理11人保釋覆核

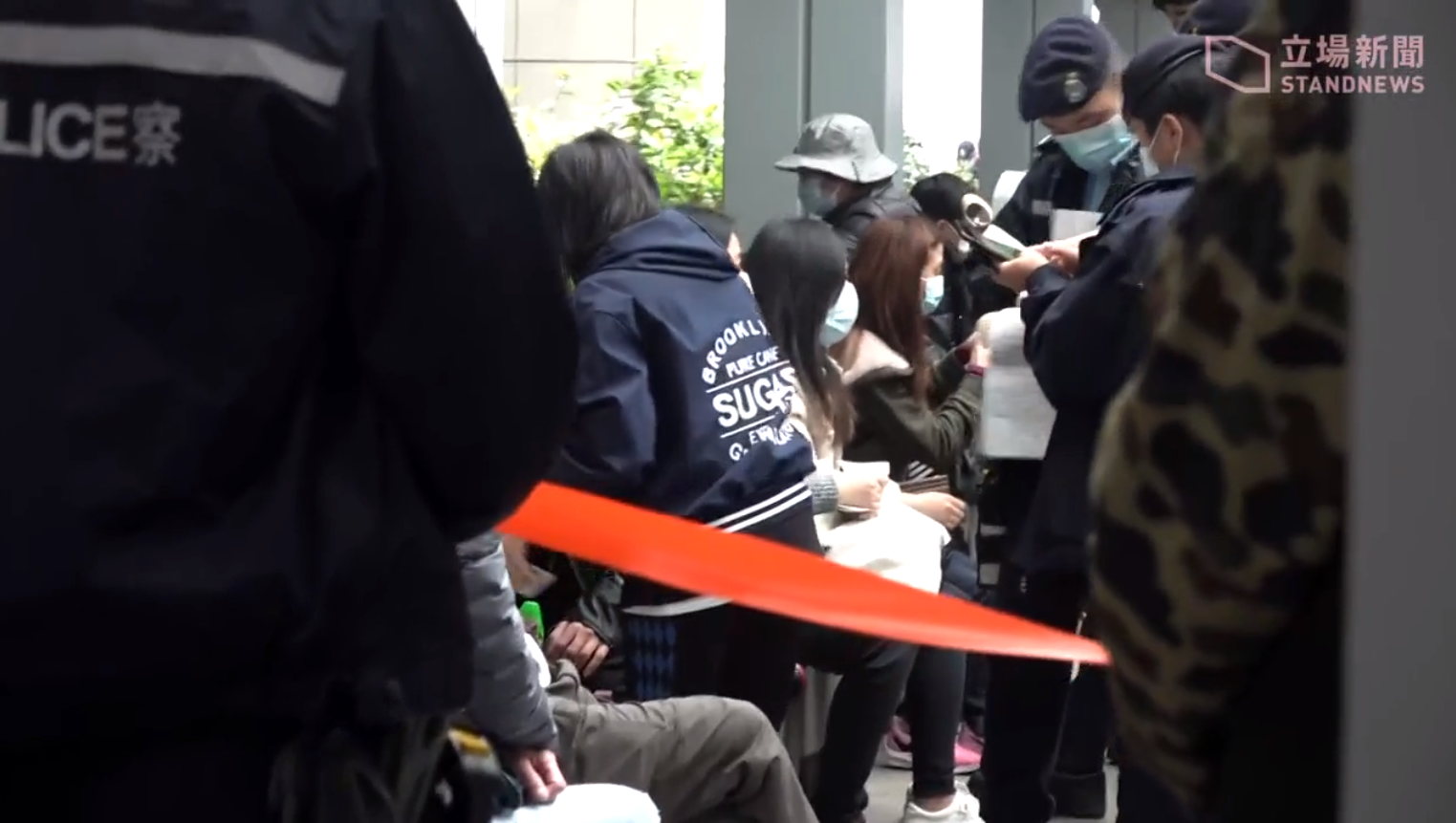
3月6日下午2時，部份取了旁聽籌的市民在法院外等候開庭期間，突然被大群警員拉起橙帶圍封，多達30人被收「限聚令」告票

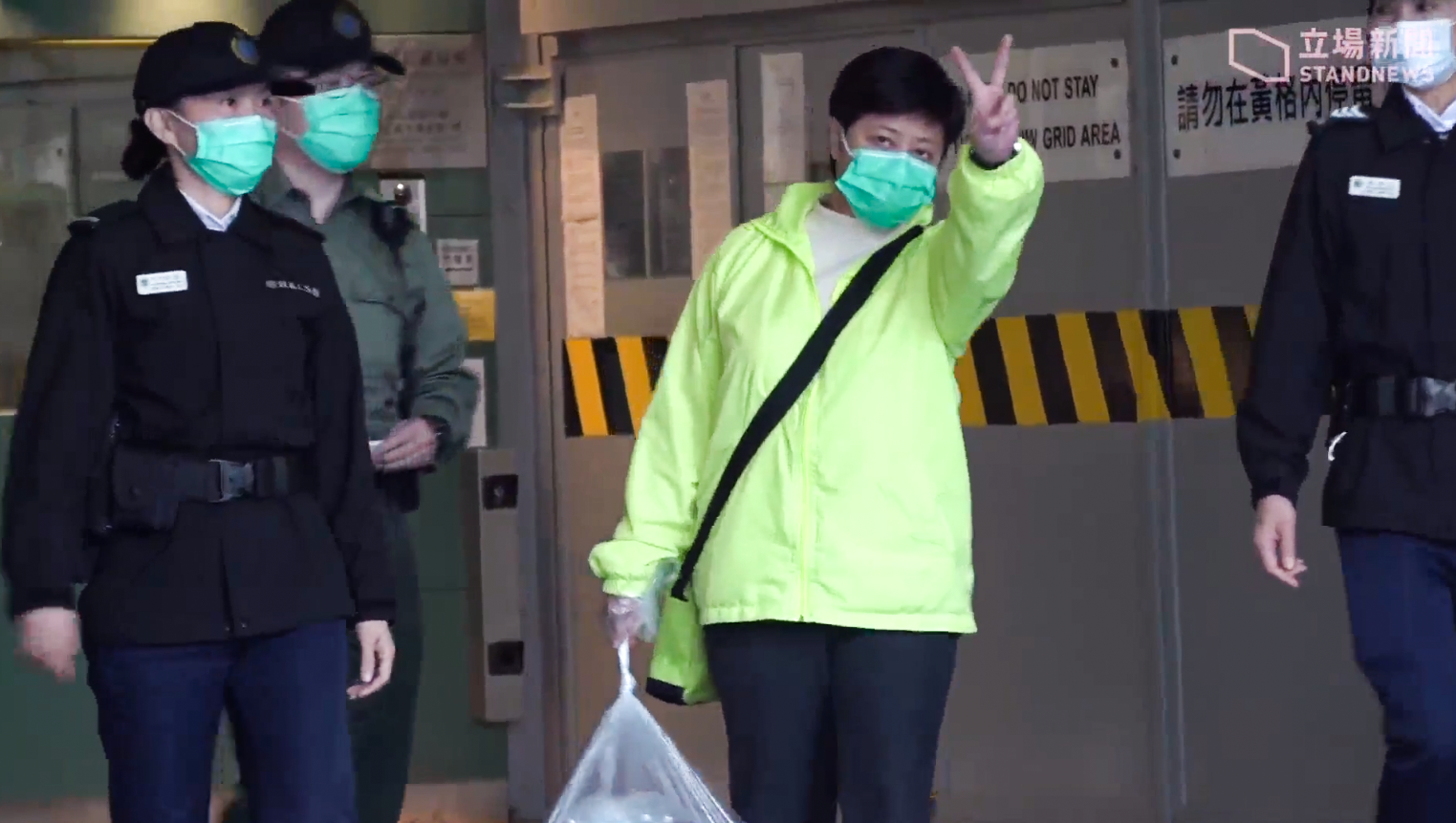
3月11日，黃碧雲步離法庭時，向傳媒展示V字手勢，她對獲准保釋重獲自由感到高興，表示最掛念未能保釋的其他被告

47名泛民主派因「35+初選」被控串謀顛覆國家政權罪，高等法院在3月6日開庭處理餘下11人的保釋覆核。包括鄭達鴻、彭卓棋、何啟明、黃碧雲、譚文豪、施德來、張可森、伍健偉、郭家麒、柯耀林和李予信。

#### 警方發限聚票控庭外市民
早上8時半前，逾150張公眾席籌號已經派發完畢。到下午2時，高等法院開庭處理律政司對11名民主派保釋覆核。部份取了旁聽籌的市民在法院外的空間坐下稍作休息，等候開庭。不過大群警員突然拉起橙帶圍封在場市民，並向現場約30名市民發出「限聚令」告票。多名被發出告票的市民對警方的行動表示強烈不滿，批評「现在（法庭）给我传票，又告我，你（警察）大X晒了是吧？」，大多人表示會拒絕交罰款。保釋覆核案件由國安法指定法官杜麗冰處理。她表示會在3月11日及3月13日聽取覆核聆訊，每日處理6人的聆訊，早午各3人。法庭不會處理保釋申請，各人需繼續還押。

#### 第一日
3月11日，高等法院拒絕律政司覆核申請，維持原判，批准民主黨黃碧雲以原有條件保釋，不過天水連線元朗區議員伍健偉須繼續還押。他離開犯人欄說「各位，撐住呀，10年後再見」。之後高喊口號「願粹我命」，庭內群眾以「捍衛我城」回應。伍健偉再喊「全民自救」，群眾用「打破宿命」回應。

#### 第二日
3月13日，港版國安法指定法官杜麗冰在高等法院處理當中5人的覆核。前公民黨成員譚文豪和郭家麒拒絕保釋，兩人須繼續還柙候訊。前公民黨成員鄭達鴻，西貢區區議員柯耀林及南區區議員彭卓祺批准以現金擔保5-10萬元和人事擔保10-30萬元保釋。當中鄭達鴻以現金擔保10萬元、人事擔保100萬元獲准保釋，而且更是首位獲得保釋的初選出線人。保釋條件包括不得直接或間接組織、安排、參與或協調任何級別的選舉，交出所有旅遊證件，以及英國國民（海外）護照；遵守宵禁令，每周四次到警署報到；不得作出可能被視為危害國家安全的言行等。

#### 第三日
3月15日，港版國安法指定法官杜麗冰聽取雙方陳詞後，批准律政司就張可森的保釋覆核，推翻總裁判官蘇惠德的決定，屯門社區網絡籍屯門區議員張可森須繼續還柙。聆訊期間，張可森不時望向妻子，並低頭抄寫筆記；宣佈結果後，張離開被告欄前向旁聽人士揮手，並向懷孕的妻子高呼「我愛你」。而民協深水埗區議員何啟明、民協黃大仙區議員施德來及東區區議員李予信則可以獲准保釋，但每星期一、三、五及日要去深水埗警署、油麻地警署及青山警署報到4次，保釋金3-10萬加人事擔保10萬；不得直接或間接組織、安排、參與或協調任何級別的選舉；交出所有旅遊證件，以及英國國民（海外）護照；遵守宵禁令；不得作出可能被視為危害國家安全的言行等。當中何啟明為第二位獲准保釋的初選出線人。

### 西九龍裁判法院保釋覆核
3月12日，其中21名不獲保釋的被告行使每8日覆核保釋的權利，到西九龍裁判法院向港版國安法指定法官、總裁判官蘇惠德覆核保釋。不過當中8人同日放棄每隔8日向裁判官覆核保釋的權利，而法庭亦拒絕部分人保釋，當中包括送外婆出殯的袁嘉蔚，全部人繼續還押。

### 第五日提堂
5月31日，案件第五日提堂，國安法指定法官、總裁判官蘇惠德應控方要求將案件轉介至高等法院，押後至7月8日作交付程序，而由於高等法院並沒有區域法院的7年刑期上限，意味各人最高刑罰可判處終身監禁。對於辯方要求控方交代控罪元素、是否公開審訊及設陪審團等，蘇惠德拒絕，稱自己無權指示控方，沒有答允辯方的要求。案件押後至7月8日再訊，同時拒絕袁嘉蔚保釋申請，需要繼續還押，其餘11人獲准繼續保釋。

### 第六日提堂
7月8日，案件第六日提堂，原定於西九龍裁判法院進行交付程序，不過總裁判官突然應控方要求，將案件押後到9月23日再訊，部份被告鼓噪。至於獲准保釋的其餘12人，包括獲准保釋的鄒家成，獲准繼續保釋，部份人修改保釋條件。

### 保釋人士領文件
法庭早前下令控方須在9月9日限期前，將未翻譯的交付文件送達被告。有被告指近日收到國安處來電，前往灣仔警察總部領取文件，但每個被告的文件數量多達16疊，有人出動花四架手推車才能運走。

### 第七日提堂
9月23日，案件第七日提堂，原定於西九龍裁判法院進行交付程序，不過總裁判官突然應控方要求，將案件押後到11月29日再訊，令到部份旁聽人士鼓噪。至於獲准保釋的其餘14人，包括獲准保釋的余慧明及陳志全，獲准繼續保釋。

### 被告再收國安處千頁文件，可選紙本或電子版
被告收到國安處來電，要求他們到灣仔警察總部領取文件。部分被告表示可選擇紙本或USB電子檔，亦有被告稱未獲悉能夠選擇。

### 第八日提堂
案件原定於西九龍裁判法院進行交付程序，惟國安法指定法官、署理總裁判官羅德泉再將案件押後至明年3月4日進行第四次提訊日，部分被告則將於1月27日及2月8日再訊。這亦意味下次上庭時，33人已就此案「未審先囚」近一年。部份被告多次鼓噪。至於獲准保釋的其餘14人，獲准繼續保釋。

### 第九日9人被告提堂
年初八，戴耀廷、區諾軒、趙家賢、鍾錦麟、譚文豪、胡志偉、尹兆堅、郭家麒及楊岳橋9人的第4次提訊日，另處理何桂藍就國安法指定法官、署理總裁判官羅德泉決定的覆核申請，有十多名被告同來旁聽。其餘38名被告則於3月4日進行第4次提訊日。最終裁判官聽陳詞之後，拒絕覆核申請。

### 第九日全部提堂
3月4日，47人同時於西九龍法院應訊，惟毛孟靜、林卓廷等12人因疫情而未能上庭，李予信快速測試結果則呈陽性。懲教署早前首度宣佈，因疫情暫停3月7日至20日的公務探訪，不少律師或未有足夠時間與當事人會面。最終裁判官羅德泉將案件押後到4月28日提堂。至於獲准保釋的14人，辯方因疫情嚴重，申請將每周到警署報到的次數，由三至四次減到一至兩次，黃子悅則由每日報到減至每周三次，獲羅德泉批准，其餘保釋條件則維持不變。

### 高等法院法官關注進度出現重大延誤
國安法指定法官杜麗冰頒下拒絕范國威的保釋申請理由的時候，她對47人案延誤多時才能開審表示關注。由於被告未開審已還柙一年，杜指法庭是時候作出案件管理，並訂立「進度指標日期」即確實的、只有在例外情況才能更改的日子，包括交付的日期，控辯雙方亦須按此日子作準備，例如有被告擬認罪，控方亦準備好案情撮要，但辯方未能同意，則法庭應訂立雙方同意案情撮要的死線，沒有理由因此而耽誤其他被告盡快受審。最後指，對被告要等待長時間才能交付及審訊感到同情，亦同意如吳靄儀所說，這有礙對被告的公平。

### 第十日提堂
4月28日，案件第十日提堂，惟朱凱廸、鄒家成和李予信由於考試或新冠病毒檢測呈陽性，3人未能上庭。聆訊下午近5時完結，羅德泉將案件押後至6月1日及2日進行第6次提訊日。至於獲准保釋的其餘14人，獲准繼續保釋。

### 第11日第一次提堂
6月1日，案件第11日提堂。主任裁判官羅德泉正式宣布將包括何桂藍、林卓廷等17人的案件交付至高等法院審理，目前日期待定。包括戴耀廷、黃之鋒等30人則押後至6月2日再訊。

### 第11日第二次提堂
6月2日，第六次提訊日的第二日，裁判官繼續處理戴耀廷等30名被告的交付高院程序。至下午5時半，程序尚未完成。裁判官羅德泉押後到6日繼續，但申請周四續列席旁聽的何桂藍、鄒家成及余慧明，當中何、鄒提出下周一續旁聽獲批；余則不再作申請。

## 保釋申請
多名被告被起訴後曾經向高等法院申請保釋。
| #  | 被告名稱 | 申請保釋日期               | 處理法官 | 申請保釋結果     | 備註 |
| -- | -------- | -------------------------- | -------- | ---------------- | --- |
| 1  | 徐子見   | 2021年3月19日              | 杜麗冰   | 被拒             | 徐子見是首名向高院申請保釋的被告。 控方引用徐子見在YouTube頻道發布的影片，認為他使用情緒化和敵對的言語，作出沒事實根據的指控。法官考慮到影片的內容，決定拒絕保釋申請。 |
| 2  | 梁國雄   | 2021年3月29日              | 杜麗冰   | 被拒             | 梁國雄離開犯人欄時說「撐住，釋放所有政治犯」。控方指稱，梁國雄的初選單張及多項發言顯示他堅實地反對香港政府；而他有長久的社運履歷及國際支持，所以潛逃風險高。辯方則指梁沒有主張「香港獨立」、勾結外國勢力或請求制裁中央和香港政府，而且本地連繫強，最近結了婚及患有冠心病，所以潛逃風險低。法官考慮雙方陳詞後拒絕批出保釋。 |
| 3  | 尹兆堅   | 2021年3月29日              | 杜麗冰   | 被拒             | 尹兆堅離開犯人欄時高呼「DOJ（律政司）等天收」。 控方指尹兆堅主張香港人「向極權說不」，且警方在其電腦中搜出與港獨相關的文宣，而尹兆堅在被還押後依然更新他的社交平台，因此不應批出保釋。辯方則指尹兆堅參與初選的意圖並非癱瘓政府，相關的發言可能只是競選言論。法官經考慮後拒絕批出保釋。 |
| 4  | 岑子杰   | 2021年3月29日              | 杜麗冰   | 被拒             | 控方引述岑子杰的發言，指稱他推動民主派獲得大多數議席的目的是「獲得全面否決權，令政權需要答應落實五大訴求」，而他亦一直堅定地散播對於中央及香港政府的憤恨。控方特別提到，岑子杰在被控告前到警署報到，依然在警署門口前宣稱將會繼續堅持爭取「五大訴求」。法官接納律政司的說法，拒絕批出保釋。 |
| 5  | 毛孟靜   | 2021年3月29日              | 杜麗冰   | 被拒             | 控方指稱毛孟靜在初選案中扮演重要角色，就初選一事有給予戴耀廷意見，而她在本地及國際媒體間具有一定的影響力，與一些外國外交官亦保持緊密聯繫，更曾經就太子站襲擊事件發放虛假流言。辯方回應時指毛孟靜只是履行記者職責，將收到的市民投訴反映出來而已。法官經考慮後拒絕批出保釋。 |
| 6  | 鍾錦麟   | 2021年3月31日              | 杜麗冰   | 被拒             | 鍾錦麟在離開犯人欄時呼籲幫忙照顧其女兒。 控方指稱，鍾錦麟事發時在「民主動力」擔任副召集人，曾就初選呼籲他人作財政上支持，眾籌款項經過不同的戶口流至「民主動力」的銀行帳戶，有逃避警方調查之嫌；加上他有強烈政治聯繫及影響力，可能會繼續作出危害國家安全行為。辯方則指鍾錦麟沒有參選；「民主動力」現已停止運作，而鍾亦已退出其所屬政黨「新民主同盟」，不會再危害國安。法官經考慮後拒絕批出保釋。 |
| 7  | 鄒家成   | 2021年6月22日              | 杜麗冰   | 獲批(其後被撤銷) | 法官考慮到鄒家成正在修讀護理系課程，假如不獲保釋將失去學位；而控方沒有證據顯示他曾直接要求國際社會實施制裁，於是批出保釋。 鄒家成是首名向高院申請保釋獲批的被告，以及第三位獲准保釋的初選出線人。 2022年1月，裁判官羅德泉撤銷鄒家成的保釋。鄒家成獲保釋後在社交網站多次發表貼文（包括有關元朗襲擊事件及太子站襲擊事件），據悉國安處懷疑他「發表有合理理由被視為危害國家安全的言論」，違反保釋條件，於是將他再拘捕。 鄒家成在保釋被撤銷後三度提出保釋覆核，均被拒絕。 |
| 8  | 余慧明   | 2021年7月28日              | 杜麗冰   | 獲批(其後被撤銷) | 控方指稱，余慧明曾撰文鼓吹「攬炒」議會，在爭取議席後全面否決所有政府提出的議案；而她亦曾經稱要用任何方法去推翻現時政權。法官不接納控方的說法，指余慧明起初只是不滿政府沒有針對2019冠狀病毒病封關抗疫，而她亦不隸屬任何政黨，控方亦沒有任何證據顯示余慧明有任何國際聯繫。余慧明最終獲准保釋。 余慧明是第二名向高院申請保釋獲批的被告，以及第四位獲准保釋的初選出線人。 余慧明於2022年3月7日被撤銷保釋，有傳媒指原因是她於保釋期間發表的帖文「有合理理由被視為危害國家安全」，違反保釋條件。她在2022年4月再向高等法院申請保釋。當初批出保釋的杜麗冰法官再度處理申請，聽取雙方陳詞後拒絕批出保釋。 |
| 9  | 譚凱邦   | 2021年8月23日              | 杜麗冰   | 被拒             | 控方指譚凱邦反對國安法的立場堅定，又曾經主張「清算前黑警」及國際制裁官員；而辯方則表示譚凱邦舌下有腫囊，需接受治療，且他已經放棄政治，會將時間專注於家人及朋友。法官經考慮後拒絕批出保釋。 |
| 10 | 王百羽   | 2021年9月1日               | 杜麗冰   | 被拒             | 王百羽離開犯人欄時表示希望有人幫忙繼續照顧其父母。 控方指控王百羽在案發時期多次參與國際游說制裁，又杯葛「全民檢測」，顯示他帶有堅定的反政府立場；而辯方則指王百羽由被捕當日計，足足6個月期間，沒有作出任何被指危害國安的行為。法官經考慮後拒絕批出保釋。 |
| 11 | 何桂藍   | 2021年9月8日               | 杜麗冰   | 撤回申請         | 原定代表何桂藍的大律師、支聯會副主席鄒幸彤，在保釋申請當日因《香港國安法第43條實施細則》被拘捕，何桂藍須臨時改由郭憬憲大律師代表。 郭大律師向法官申請解除對於保釋聆訊的報道限制，惟法官拒絕；何桂藍於是撤銷保釋申請。 |
| 12 | 吳敏兒   | 2021年12月20日             | 杜麗冰   | 被拒             | 法官在判辭中表示，吳敏兒沒有特別呼籲暴力行為，但其言論挑起針對政府的怨恨，因此拒絕保釋。 |
| 13 | 范國威   | 2021年9月7日 2022年4月14日 | 杜麗冰   | 被拒             | 范國威散庭時與旁聽親友點頭示意，並湊近被告欄玻璃揮手和做出心形手勢。辯方申請保釋時表示范國威家人的健康惡化，審訊最早要於2023年中才開始，以及他已辭去所有公職，沒有任何政治聯繫。控方則引用范國威的Patreon專頁在2021年12月發表的文章，表示他仍然堅定和有決心繼續從事危害國安的行為。法官表示同情范國威需等待一段時間案件才開審，但沒有證據未能信納他若批保釋，不會繼續從事危害國安的行為，於是拒絕保釋申請。 |
| 14 | 陳志全   | 2021年9月16日              | 杜麗冰   | 獲批             | 控方指稱，陳志全曾呼籲在「議會戰線」和「國際戰線」抗爭，亦曾表明支援流亡海外的人士，更曾前往台灣會見當地政黨，倡議支援香港難民，活動期間又展示「光復香港 時代革命」旗幟。辯方則指陳志全被捕後已經辭去所有政治崗位，個人社交媒體帳戶亦已刪除；而他的母親年事已高，顯示他沒有潛逃風險；加上他過往在立法會出席率幾乎百分百，更曾受立法會主席、建制派議員梁君彥稱讚為「最勤力議員」。法官接納辯方的說法，並且考慮到一名人士向法庭遞交的誓章（該名人士的身份未被公開），於是批出保釋。 陳志全是第三名向高等法院申請保釋獲批的被告，以及第五位獲准保釋的初選出線人。                                  |
| 15 | 馮達浚   | 2021年11月4日              | 杜麗冰   | 被拒             | 控方指稱，馮達浚持續宣揚顛覆的理念，而他有份創辦的加山傳播亦透過報道，呼籲國際社會制裁中港官員。辯方則指馮達浚隨著因本案被還柙，影響力也消失殆盡；而他亦已經離開加山傳播。法官同意控方陳詞，拒絕批出保釋。 |
| 16 | 黃子悅   | 2021年12月21日             | 杜麗冰   | 獲批             | 控方指，黃子悅於初選期間和立法會選舉延期後，一直堅持反抗政權立場，並在其Twitter帳戶作出對執法機構不合理的指控。辯方則強調，黃子悅從無要求國際制裁和提倡香港獨立，且希望能獲保釋以修讀餘下的12學分，完成嶺南大學的視覺研究學位。法官考慮雙方陳詞後批出保釋。 黃子悅是第四名向高等法院申請保釋獲批的被告，以及第六位獲准保釋的初選出線人。 |
| 17 | 林卓廷   | 2022年5月13日              | 杜麗冰   | 被拒             | 散庭時，旁聽人士紛紛向林說：「加油，阿廷！」、「保重，阿廷！」 控方表示，林卓廷在2019年成立專責小組，游說其他國家對港府實施制裁；而他的Patreon帳號及其所得捐款反映他擁有強大的政治影響力。辯方則表示林卓廷從沒提倡暴力、主張港獨或呼籲國際制裁；他在Patreon開設帳號純粹是為了在辭任立法會議員後維持生計和應付法律訟費，在保釋申請前更移除所有社交媒體，以顯示他願意遵守特殊保釋條件。法官考慮雙方陳詞後拒絕批出保釋。 |
| 18 | 伍健偉   | 2022年6月6日               | 杜麗冰   | 被拒             | 不少支持者到場旁聽，包括天水連線成員林進。伍健偉身穿白色恤衫，精神不俗，不時望向旁聽席揮手及點頭，與支持者溝通時亦被引至發笑。杜官宣布決定後，旁聽人士輕聲向伍健偉喊「撐住呀」及揮手，有人不禁泛淚，伍則以揮手及點頭回應。 法官考慮到伍健偉在2021年3月於其席前被撤銷保釋後，和多名支持者互相呼喊；加上他仍擁有Facebook和Patreon帳戶，擁有一定數量的支持者，決定拒絕其保釋申請。辯方指出，距離2021年3月的保釋聆訊已過了一段時間，他現時只希望專注個人發展及照顧家人；惟法官沒有採納辯方的說法。                                                                                                  |
| 19 | 吳政亨   | 2022年8月26日              | 陳慶偉   | 被拒             | 吳沒有律師代表，自行陳詞。法官同時拒絕解除對於保釋聆訊的報道限制。 |

## 審訊不設陪審團
2022年8月16日，律政司司長、資深大律師林定國向部分被告發信，指案件具有「涉外因素」及考慮陪審員人身安全為由，指示案件不設陪審團，改由三名高等法院法官共同審理。
案件由2021年7月到2022年7月，在西九龍裁判法院進行了多次交付聆訊。截至2021年9月（即第二次提訊日時），只有三名被告（區諾軒、趙家賢、鍾錦麟）表明將認罪；其後有越來越多被告表示認罪。最終，有29人表示認罪，其餘18人則表示不認罪。認罪的被告包括戴耀廷、區諾軒、趙家賢、鍾錦麟、袁嘉蔚、梁晃維、徐子見、岑子杰、毛孟靜、馮達浚、劉澤鋒、黃之鋒、譚文豪、李嘉達、譚得志、胡志偉、朱凱廸、張可森、黃子悅、尹兆堅、郭家麒、吳敏兒、譚凱邦、劉頴匡、楊岳橋、范國威、呂智恆、岑敖暉及王百羽。主任裁判官羅德泉在2022年6月及7月正式將所有被告交付至高等法院。認罪的被告被交付高院判刑，而不認罪的被告被交付高院審訊。
案件其後在高等法院進行多次案件管理聆訊。聆訊時，有另外兩名被告表示將認罪，分別是伍健偉及林景楠，令認罪人數增至31人，不認罪人數減至16人。

## 具體案件狀態
註解：
- 「△」初選舉行時的現任區議員（曾參與民主派初選的時任區議員已經全數辭職或被政府褫奪區議員席位）
- 「＠」初選舉行時的前區議員
- 「*」初選舉行時的現任立法會議員
- 「#」初選舉行時的前立法會議員
- 「初」於民主派初選中成功出線
- 「敗」於民主派初選落敗
- 「X」於民主派初選中成功出線但正式選舉被裁定提名無效
- 「◆」高等法院申請保釋被拒

### 被還押
| 被告 | 姓名        | 審訊期間去向 | 備註 |
| ---- | ----------- | --- | ---- |
| 1    | 戴耀廷      | 2021年7月因雷動計劃案被廉政公署起訴。於2022年5月24日被判囚10個月。 |      |
| 2    | 區諾軒      | 2021年3月23日因大聲公襲警案原本判決被律政司覆核成功，被改判囚9星期。2021年4月16日再因2019年8月18日流水式集會案被判囚10個月。 |      |
| 3    | 趙家賢△     | 2021年7月9日宣佈辭去東區區議員暨副主席一職。 |      |
| 4    | 鍾錦麟△◆    | 2021年3月19日退出新民主同盟，2021年5月10日宣佈辭去西貢區區議員暨主席一職。 |      |
| 5    | 吳政亨      | |      |
| 6    | 袁嘉蔚X△    | 2021年4月30日因六四燭光晚會案被判囚4個月，因提出上訴而未被即時喪失議員資格。另外因於2020年立法會選舉被裁定提名無效，被指不擁護基本法和效忠特區，而在2021年5月21日喪失議員資格。                                                         |      |
| 7    | 梁晃維△X    | 2021年4月30日宣布辭去中西區區議員一職。 |      |
| 9    | 徐子見△敗◆  | 2021年5月10日宣佈辭去東區區議員一職，2021年10月16日因為2020年7月1日遊行案同樣被判囚6個月。 |      |
| 12   | 岑子杰△初◆  | 2021年7月8日宣布辭去沙田區區議員一職 |      |
| 13   | 毛孟靜初*◆  | |      |
| 15   | 馮達浚敗    | |      |
| 18   | 劉澤鋒敗    | |      |
| 19   | 黃之鋒X     | 2021年4月13日因非法集結在未經批准集結中使用蒙面物品被判囚4個月，2021年4月30日因六四燭光晚會案被判囚10個月，2023年4月17日因藐視法庭罪被判囚3個月。                                                                                       |      |
| 21   | 李嘉達△初   | 2021年4月19日宣布辭去觀塘區區議員一職。 |      |
| 22   | 譚得志初    | 2022年4月20日因國安煽動文字案被判囚3年4個月，罰款5,000元。 |      |
| 23   | 胡志偉初*＠ | 2021年10月16日因為2020年7月1日遊行案被判囚10個月、2021年12月13日因為2020年6月4日參與未經集結案被判囚4個月2星期。 |      |
| 25   | 朱凱廸初*   | |      |
| 29   | 尹兆堅△初*◆ | 2021年5月10日宣佈辭去葵青區區議員一職，2021年9月15日因為2020年6月4日非法集結案被判囚10個月。 |      |
| 31   | 吳敏兒敗    | 2021年3月3日退出工黨，2021年3月6日辭去職工盟主席。 |      |
| 32   | 譚凱邦△敗◆  | 2021年3月16日退出新民主同盟，2021年4月18日宣布辭去荃灣區區議員一職。 |      |
| 33   | 何桂藍X     | 2021年12月13日因為2020年6月4日參與未經集結案被判囚6個月。 |      |
| 34   | 劉頴匡X     | 2021年3月2日宣布民間集會團隊正式解散。2024年3月16日因7·1立法會暴動案被判囚4年6個月 |      |
| 35   | 楊岳橋X*    | 2021年3月3日於自辯期間宣布退出公民黨。 |      |
| 38   | 林卓廷初△*  | 2021年3月30日宣布辭去北區區議員一職，2021年5月3日請辭民主黨副主席。 |      |
| 39   | 范國威初#△  | 2021年3月16日宣布辭去西貢區議員一職，2021年5月24日宣布退出新民主同盟。 |      |
| 41   | 梁國雄敗#◆  | 2021年4月18日因2019年8月18日流水式集會案被判囚18個月，2021年5月28日因為2019年10月1日遊行案同樣被判囚18個月，2021年9月1日因為2019年10月20日遊行案被判囚16個月，2019年10月16日因為2020年7月1日遊行案同樣被判囚8個月，目前總刑期為22個月。 |      |
| 44   | 岑敖暉X△    | 2021年4月30日因六四燭光晚會案被判囚6個月，因提出上訴而未被即時喪失議員資格。另外因於2020年立法會選舉被裁定提名無效，被指不擁護基本法和效忠特區，而在2021年5月21日喪失議員資格。                                                         |      |
| 45   | 王百羽△初◆  | 2021年5月4日辭去元朗區區議員一職。 |      |

| 被告 | 姓名      | 覆核成功日期  | 審訊期間去向                                              | 備註 |
| ---- | --------- | ------------- | --------------------------------------------------------- | ---- |
| 20   | 譚文豪初* | 2021年3月13日 | 2021年3月3日於自辯期間宣布退出公民黨。                    |      |
| 26   | 張可森初△ | 2021年3月15日 | 2021年5月11日辭去屯門區區議員一職，同時退出屯門社區網絡。 |      |
| 28   | 伍健偉初△ | 2021年3月11日 | 2021年5月11日辭去元朗區區議員一職。                       |      |
| 30   | 郭家麒X*  | 2021年3月13日 | 2021年3月3日於自辯期間宣布退出公民黨。                    |      |

| 被告 | 姓名     | 獲准保釋日期  | 撤銷保釋日期  | 撤銷保釋原因 | 審訊期間去向 | 備註 |
| ---- | -------- | ------------- | ------------- | ------------ | --- | ---- |
| 37   | 鄒家成初 | 2021年6月22日 | 2022年1月12日 | 違反保釋條件 | 首位向高院申請保釋獲批及被撤銷保釋的初選案被告，第三位獲准保釋的初選出線人。2024年3月16日因7·1立法會暴動案被判囚5年1個月                                |      |
| 47   | 余慧明初 | 2021年7月28日 | 2022年3月7日  | 違反保釋條件 | 第二位向高院申請保釋獲批及被撤銷保釋的初選案被告，第四位獲准保釋的初選出線人。2021年3月2日被醫管局停止職務。2021年3月11日辭去醫管局員工陣線理事會一職。 |      |

### 獲准保釋
| 被告 | 姓名      | 獲准保釋日期  | 審訊期間去向                                                                                     | 備註 |
| ---- | --------- | ------------- | ------------------------------------------------------------------------------------------------ | ---- |
| 8    | 鄭達鴻X△  | 2021年3月13日 | 首位獲得保釋的初選出線人，2021年5月11日辭去東區區議員一職。                                      |      |
| 11   | 彭卓棋△敗 | 2021年3月13日 | 2021年9月15日被裁定宣誓無效而失去區議員一職                                                      |      |
| 14   | 何啟明△初 | 2021年3月15日 | 第二位獲得保釋的初選出線人，2021年3月16日請辭民協副主席，2021年7月10日宣布辭去深水埗區議員一職。 |      |
| 17   | 黃碧雲敗* | 2021年3月11日 |                                                                                                  |      |
| 24   | 施德來△敗 | 2021年3月15日 | 2021年3月16日請辭民協主席，2021年7月8日宣布辭去黃大仙區議員一職。                                |      |
| 43   | 柯耀林△敗 | 2021年3月13日 | 2021年3月6日宣佈即時退出所有政治聯繫及組織，2021年10月8日被裁定宣誓無效而失去區議員一職          |      |
| 46   | 李予信△敗 | 2021年3月15日 | 2021年3月3日於自辯期間宣布退出公民黨，2021年9月1日宣布辭去東區區議員一職。                       |      |

| 被告 | 姓名      | 審訊期間去向                                | 備註 |
| ---- | --------- | ------------------------------------------- | ---- |
| 10   | 楊雪盈△敗 | 2021年9月15日被裁定宣誓無效而失去區議員一職 |      |
| 16   | 劉偉聰△敗 | 2021年9月24日被裁定宣誓無效而失去區議員一職 |      |
| 40   | 呂智恆敗  |                                             |      |
| 42   | 林景楠敗  |                                             |      |

| 被告 | 姓名      | 獲准保釋日期   | 審訊期間去向 | 備註 |
| ---- | --------- | -------------- | --- | ---- |
| 27   | 黃子悅初  | 2021年12月21日 | 第四位向高等法院申請保釋獲批的被告，第六位獲准保釋的初選出線人。2023年7月13日因香港理工大學衝突暴動案被判囚37個月。 |      |
| 36   | 陳志全初* | 2021年9月16日  | 第三位向高等法院申請保釋獲批的被告，第五位獲准保釋的初選出線人。2021年5月2日宣布退出人民力量並辭去主席一職。        |      |

### 未被起訴、續保候查
| # | 姓名       | 期間去向                                     | 備註 |
| - | ---------- | -------------------------------------------- | ---- |
| 1 | 關尚義     |                                              |      |
| 2 | 安德里敗   |                                              |      |
| 3 | 李芝融敗   |                                              |      |
| 4 | 鄺俊宇△初* | 2021年10月21日被裁定宣誓無效而失去區議員一職 |      |
| 5 | 涂謹申△初* | 2021年9月24日被裁定宣誓無效而失去區議員一職  |      |
| 6 | 劉凱文敗   |                                              |      |
| 7 | 李國麟敗*  |                                              |      |
| 8 | 袁偉傑敗   |                                              |      |

## 開審
2023年2月6日，47人因「35+初選」被控《港區國安法》下的串謀顛覆國家政權罪的案件開審，當中部分被告已經還押候審達700日。有記者發現部分旁聽市民不願意回應排隊原因或表示「不清楚」。社民連成員曾健成質疑有人收錢排隊，令其他人無法旁聽。而被告梁國雄的妻子陳寶瑩認為「排隊黨」對旁聽市民不公道。警方派出大批機動部隊警員在周邊戒備，麗閣邨和商場V Walk外均停泊警車。
開審當日，林景楠和伍健偉承認控罪。而林卓廷和何桂藍等16人不認罪。控方透露，認罪的被告區諾軒、趙家賢、鍾錦麟和林景楠為控方證人。而法官批准辯方為被告申請在聆訊時使用電腦，但他們只可用作抄寫筆記。
律政司副刑事檢控專員周天行讀出控方開案陳詞，案情指戴耀廷發起初選推動「攬炒」議程，旨在取得立法會多數控制權，成為「大殺傷力憲政武器」，迫使政府回應雙普選、釋放政治犯等訴求。其他被告則被指有份組織或參與初選，以實踐串謀計劃，旨在顛覆國家政權。而案中有33名被告，另以個人或政黨名義，簽署《墨落無悔 堅定抗爭 抗爭派立場聲明書》，承諾將遵守初選計劃，以逼使政府回應五大訴求。
到第二日審訊，控方在庭上播放一段戴耀廷於2020年5月8日出席新界西選區協調會議的發言片段，影片大部分時間在枱底拍攝，鏡頭晃動，偶而舉起拍到戴的面貌，控方未有說明片段來源。戴耀廷在會上提到，部分選區已達成共識，包括無差別否決預算案、初選落敗後不會參選等。控方又指，戴耀廷視爭取35＋為手段，以實現五大訴求及「攬炒」，最終引致政府停擺、西方制裁中国。而初選參加者，則透過3份關鍵文件，展示他們推動計劃的決心。其中由鄒家成、張可森及梁晃維草擬的《墨落無悔》聲明書，指為爭五大訴求，會無差別否決預算案。控方指，可證明簽署者為求達成目的「不顧法律後果」。而海外網媒《棱角》消息指，該片段是由疑名叫「陳鑫」的前民主建港協進聯盟議員助理所拍攝，並參與戴耀廷2017年的「風雲計劃」，潛伏於戴身邊超過兩年。
而在法庭外，網媒《法庭線》記者在審訊的第一及第二日，發現多名排隊頭的人士已經在早上10時開庭前離開法院。記者曾經尾隨部分人，再發現他們於法院外不遠處會合另一男子，該男子聲稱「接 order」安排數人輪籌，獲酬1,000至1,500元。到審訊的第3日，法院實施新安排，保安員會在法庭外記錄離庭旁聽人士的籌號及時間，若他們離開逾15分鐘，其座位會作廢。不過參與旁聽的人指出，有職員稱需先派畢所有延伸庭籌號，才可重新派發正庭內空位的籌。
到第三日審訊，控方逐一指出被告的角色和言行，其中南區區議員彭卓棋曾稱若成功進入議會，會以肢體抗爭及「無差別」否決財政預算案。辯方提出控方開案陳辭的英文翻譯有誤，彭卓棋並沒說過「無差別」一字，控方表示稍後更正。而法庭外，3樓一塊約2米乘5米玻璃幕牆損毁，警方接手調查。
而案件進入第二周，已認罪被告區諾軒連日以控方證人身分作供。他供述初選計劃「一切由飯局開始」，指在2020年1月與戴耀廷等4人飯聚，戴提出需思考在立法會選舉中「再下一城」，眾人討論建立參選協調機制，而戴稱若民主派能佔立法會議席逾半，「将是一大杀伤力的宪制武器」。不過民主派對細節曾現分歧，其中戴曾提出在各區協調會議的文件中，加入「積極運用《基本法》權力，否決《財政預算案》」字句，鄒家成曾質疑字眼，指為何用「積極」而不是用「會」。區諾軒作供時亦透露2021年9月已協助警方調查，期間獲警展示另一「共犯證人」趙家賢的手機WhatsApp紀錄，同時透露《蘋果日報》借出場地舉辦初選論壇。控方其後播放選區初選論壇片段。
在法院外，連日繼續有逾百人排隊輪候旁聽，曾出現約20名非華裔人士，當中有人帶同幼童、嬰兒排隊，其後一邊用奶樽餵奶，一邊步入法院。網媒《獨立媒體》在2月14日揭發，有人透過WhatsApp招募人通宵輪籌，而記者放蛇報名參加，取得籌號後在法院附近的富昌邨獲發800元現金酬勞。而《法庭線》在報導刊登後致電被指為「蛇頭」的男子范功健，他表示「我没什么可回應的，我正在工作。」記者問有何目的，范沉默未有回應，未幾掛線。其後亦發現范涉與建制組織「S.P.C.青創家協會」與「S.P.C.國際年青才俊交流協會」有關。而「S.P.C.國際年青才俊交流協會」發聲明表示指對方在一年半前已卸任所有職務，其個人行為與協會無關。范功健其後向《獨媒》承認做蛇頭。
警方指如發現任何違法行為，定必嚴肅處理並採取適當的執法行動。司法機構重申連日回覆的內容，指所有排隊輪候的公眾人士均有序取得入庭籌，即座位數目足以應付需求，會繼續密切注視情況，適時調整有關安排。惟未正面回應「排隊黨」的問題。
而案件進入第三周，區諾軒作供提及「抗爭派」一詞，法官要求解釋。區提出以不認罪被告為例，指鄒家成、何桂藍及余慧明為「抗爭派」。
審訊第16天，控方呈上以「共同串謀者原則」舉證的證據列表，追溯至2020年2月發布的文章，與《港區國安法》生效日子相隔逾4個月。控方指控，戴耀廷和區諾軒當時已經訂下協議，即使有人尚未參與串謀，列表證據均用來指控所有被告。代表被告黃碧雲和林卓廷的大律師表示，控方列表的範圍非常廣闊，辯方初步認為指控涉及一個串謀計劃，但不可能將部分被告牽連在內，冀控方收窄範圍。代表鄒家成的大律師問及串謀細節，法官陳慶偉稱目前法庭只聽取一名證人的供辭，涉案串謀協議疑於2020年2月訂立，但「共同串謀不一定有刑事成分」，僅意味協議存在。法官李運騰表示，預料會牽涉兩項法律爭議，包括共同串謀原則是否適用於當時尚未違法的協議，以及是否適用於未參與其中的被告。代表陳志全的大律師要求控方釐清他人言論是否指控陳志全的證據，法官陳慶偉要求辯方直接與控方商討，控方最終簡短回應，重申有關證據用來指控所有被告。代表何桂藍的大律師則指，列表上首4項證據與戴耀廷有關，但未獲辯方承認，他將提出證物鏈爭議。
審訊踏入第18天，法庭處理16名不認罪被告的承認事實。控方代表透露，控辯雙方共達成4份承認事實，並在庭上讀出獲吳政亨、鄒家成及余慧明等13名不認罪被告同意的承認事實。控方表示，吳政亨等13名被告，同意吳曾舉辦「三投三不投」運動，以及在《蘋果日報》刊登頭版廣告，宣傳有關運動；吳被捕後，當局在其住所搜出一項紀錄，顯示吳曾向《蘋果》轉賬13.5萬。控方又表示，13名被告同意民主動力及香港民意研究所亦「協助或舉辦」涉案初選，並提到民主動力曾向《蘋果日報》支付30萬元初選論壇製作費。承認事實亦透露，13名被告同意《蘋果日報》、《立場新聞》及《獨立媒體》，曾按2020年12月24日、根據《港區國安法》實施細則發出的手令，向警方提交相關資料曾向蘋果日報支付30萬舉辦初選論壇。而於案發初期，《蘋果日報》、《立場新聞》、D100和《城寨》均有份協助製作論壇和直播，選舉論壇的片段、謄本等均被列入證物；戴耀廷及早前作供的控方證人區諾軒發布的文章，以及社交媒體帖文均被列入證物附表。
審訊踏入第19天，庭上讀出餘下3個版本。黃碧雲和林卓廷一方承認的事項較13名被告的承認事實較短，僅包括初選流程和《港區國安法》「提交物料令」等事項，沒提及戴耀廷或區諾軒發布的文章及吳政亨曾發起「三投三不投」，亦沒有指出民主動力或香港民研在初選的角色。何桂藍一方的承認事實則包括吳政亨和民主動力的角色，沒提及戴耀廷發布的文章或影片、沒承認參加抗爭派記者會或初選論壇簽署「墨落無悔」立場聲明書、或抗爭派立法會參選人立場聲明。法官關注，承認事實列明被告案發前沒有案底，會影響法庭考慮被告是否擁有良好品格。
審訊踏入第55天，控方匿名證人X供稱，在初選新界西協調會議拍片及錄音，用作「研究」，並在回應辯方質疑時稱「我不是秘密（摄录），我是很光明正大的拿出来拍。」X另供稱，戴耀廷曾提及想「推翻政府」，辯方質疑口供沒提，X答稱「以我的理解，也就是我觉得，逼特首下台，就是要推翻政府」。
審訊踏入第57天，認罪被告林景楠接受盤問時同意有考慮勝選機會等，擬由立法會進出口界轉至新東參選，後在初選表現不好，再宣布回到進出口界參選。林又解釋，因社會氣氛而以「敗壞」形容功能組別選舉制度。時任新東選舉主任楊蕙心供述裁定何桂藍提名無效的過程，在辯方盤問下透露政制及內地事務局曾提供兩則何的Facebook帖文，她要求何解釋帖文內容。她又同意，裁決理據是由他人撰寫，自己同意並簽署。
另外，辯方盤問時揭露，國安處警員用於網上截圖搜證的Facebook帳戶，國安處內部用名為「鄧奇」的戶口曾在戴耀廷的專頁帖文下留言「不犯法都等天收吧你!!!!!」。作供警員承認帳戶只有警員使用，但自己沒印象曾發留言，又同意法官指，該留言有可能激起他人進一步留言。該帳戶的公開資料聲稱曾在理工大學就讀，又顯示曾於2020年5月及9月兩度更改個人圖片，但沒法查閱曾否更改名稱。記者下午約5時再翻查該帳戶，變成「無法閱覽」，而該帳戶在戴耀廷專頁的留言亦消失。
到第59天審訊，處理「共謀者原則」的法律爭議。控方首度於庭上指出，被告在《國安法》生效前，在2020年1月已涉違反「公職人員行為失當」罪，而共謀者當時的言行，亦可用作起訴各被告干犯本案控罪。法官陳慶偉質疑，控方在審訊逾50日後才首次提出，又舉例問若按控方說法，50年前說話可用於起訴，是不是人們一生都要「凡事小心」，因為只要說了出口，說過的話「餘生都可以用來控告」；控方回應，需視乎串謀罪行是否持續。官又指，即使不引該原則，憑區諾軒等的證供，已足以顯示串謀範圍及程度；控方稱，引用原則並採納相關言行為證據，可證明控方主張的真確性。辯方則指出，控方引用公職行為失當是極其不公，因為若辯方早知，一開始就會以此為基礎抗辯。
審訊踏入第60天，法官開庭後要求控方交代其指稱各被告加入串謀協調的時間，並需整理成列表，限6月1日遞交。
審訊踏入第61天，各方繼續爭議能否在共謀者原則。控方按法官要求提交列表，指出16名被告及另外3名共謀者何時開始共謀，及為何是共謀者。控方列出其中一個開始共謀的替代日子，是公民黨6月簽署墨落無悔。控方指鄭達鴻是公民黨黨員，故為共謀；法官陳慶偉反駁指如果是這樣，所有黨員都是共謀者。控方又指黎敬輝出席協調會議執行工作職責，包括做筆記及設計提名表格是開始共謀；陳官反駁指，黎敬輝是唯一全職員工，執行職責不等於同意會議內容，舉例指自己受僱於司法機構並記錄陳詞，但不一定同意陳詞內容。法官李運騰指，會議上雖然有討論否決權，只是知悉，並不促成共謀。
踏入第62日審訊，法官裁定「共謀者原則」不適用於《國安法》生效前的言行，只能以「非傳聞證供」形式呈堂，意味雖仍可呈堂，但將不可當成事實指證被告違反指明控罪。而由匿名證人X先生所拍、於《國安法》生效前舉行的新界西初選協調會議片段及錄音，控方只能以「非傳聞證供」呈堂，但內容不可根據「共謀者原則」視為事實。法官又裁定，在《國安法》生效後的共謀者言行，已滿足引用「共謀者原則」的門檻，因此該原則適用，而相關言行可用作舉證，以指證各被告。審訊期間，法官先後質疑為何日前傳召有關證人，法官大聲質問控方為何容許初級主控耗上整整一個小時。周向法庭致歉，主控向法庭致歉，法官認為道歉沒用，其後要求「收聲」和坐下。控辯雙方就「共謀者原則」法律爭議陳詞共3日後，3名高院《國安法》指定法官裁定，「共謀者原則」不適用於2020年7月1日《國安法》生效前共謀者的言行，而該些言行只可為「非傳聞證供目的」呈堂。
踏入第63天審訊，控辯雙方就辯方提出「毋須答辯」陳詞，提出的被告包括吳政亨、黃碧雲、林卓廷、何桂藍。雙方陳詞一大重點，在於控罪書提及「非法手段」一詞，在《國安法》等下沒清晰定義。其中雙方爭議，《釋義及通則條例》提及「不屬」擁護《基本法》、效忠特區之釋義，包括「無差別地反對特區政府提出的議案」。辯方認為控方所得出的證據不足以證明他們的非法手段，要求法庭裁定4人表證不成立，毋須答辯。
踏入第64天審訊，法官裁定16名不認罪被告，全部表證成立，理由稍後頒布。

## 法院裁決
5月30日，香港西九龍法院（暫代高等法院）經過逾聆訊后裁決，
| 被告 | 姓名   | 裁決       | 備註 |
| ---- | ------ | ---------- | ---- |
| 5    | 吳政亨 | 罪名成立   |      |
| 8    | 鄭達鴻 | 罪名成立   |      |
| 10   | 楊雪盈 | 罪名成立   |      |
| 11   | 彭卓棋 | 罪名成立   |      |
| 14   | 何啟明 | 罪名成立   |      |
| 16   | 劉偉聰 | 罪名不成立 |      |
| 17   | 黃碧雲 | 罪名成立   |      |
| 24   | 施德來 | 罪名成立   |      |
| 33   | 何桂藍 | 罪名成立   |      |
| 36   | 陳志全 | 罪名成立   |      |
| 37   | 鄒家成 | 罪名成立   |      |
| 38   | 林卓廷 | 罪名成立   |      |
| 41   | 梁國雄 | 罪名成立   |      |
| 43   | 柯耀林 | 罪名成立   |      |
| 46   | 李予信 | 罪名不成立 |      |
| 47   | 余慧明 | 罪名成立   |      |

上述不認罪的16名被告中，除了的劉偉聰（第16被告）及李予信（第46被告）二人罪名不成立以外，其餘14名被告（第8、10–11、14、17、24、33、36–38、41、43及47被告）則罪成。律政司得知裁決後，即要求脫罪的劉及李以原有條件繼續保釋，並在下午開庭時稱，會就兩人的脫罪裁決提上訴。餘下14名被告則須還柙，案件押後至6月25日起進行求情。
6月13日，律政司其後證實，已根據《刑事訴訟程序條例》第81DA條，就劉偉聰的無罪裁決提出上訴。又確認沒有就另一被告人李予信的無罪裁決提出上訴。李予信也成為國安法生效以來，首名於原審獲裁定無罪而正式結案（因律政司沒有對其裁決上訴）的被告。

## 被告求情

### 第一批：戴耀廷、區諾軒、趙家賢、鍾錦麟及吳政亨
被指稱為初選組織者的戴耀廷等5人於6月25日-27日進入求情階段，戴耀廷的代表律師黃繼明提出，在香港《國安法》生效前，戴耀廷真誠相信初選計畫合法，法庭應採3年為量刑起點，並考慮戴認罪，應減刑至2年監禁。控方律師提出，戴耀廷等5名組織者應該列為犯罪「首要份子」，要求法院在決定刑期時，依「港區國安法」作出嚴厲的量刑，組織初選的人，在推翻政府的計劃中發揮了更重要的作用，若犯罪組織者不是主犯是違反常識。
黃繼明呈上多封求情信，包括香港大學法律學院首席講師張達明、基本法委員會前委員陳弘毅和戴耀廷親撰的信件。張達明和陳弘毅在信中，表揚戴在法律界的貢獻，包括宣揚《基本法》。但法官陳慶偉指，根據戴撰寫的「攬炒十步曲」，包括特首下台和暴動，法庭的裁決已指戴有意推翻一國兩制。
被告區諾軒和鍾錦麟由辯方大律師陳慕賢代表求情，他指出區諾軒協助控方舉證和已認罪，可以減輕50%-60%刑期；鍾錦麟出庭作供，已提供一切可行協助，同樣要求50%減刑。代表被告趙家賢的大律師利琛則指，趙「盡其所能」為執法機關提供資料，可以減刑40%至55%，冀法庭輕判。
吳政亨的代表大律師石書銘指，他非初選組織者，他雖然發起「三投三不投」運動，除了戴耀廷外，他和其他被告沒有聯絡，吳在案中屬輔助角色，屬《國安法》第22條刑罰三級制中的第三類別「其他參加者」。吳政亨自撰求情信，透露他在港出生，13歲時移民澳洲，大學畢業後投身金融業，在整個初選過程中，只是一名「局外人」，既未參與組織初選，亦未曾參與任何協調會議，更非初選候選人，故他對於控方指其為初選組織者之一感驚訝。

### 第二批：袁嘉蔚、梁晃維、徐子見、鄭達鴻、楊雪盈和彭卓棋
曾參加港島區初選的6人在7月2日至3日求情，資深大律師祁志代表袁嘉蔚求情指，本案謀劃時間短，而且有很多漏洞，註定它會失敗，對危害國安的風險低，且袁嘉蔚早前已在獄中與一名被告結婚，在還柙期間已改變，不會再重犯，她只希望能盡快出獄，開始新生活。
資深大律師彭耀鴻代表「墨落無悔」聲明書發起人之一的梁晃維求情，指出他不是「首要分子」，只屬「積極參與者」及程度有限；被告在犯案動機出於好意，希望選出另一名更好的特首回應市民訴求；當時相信初選計劃合法，非公然不尊重法律。
受審後被裁定罪成的前公民黨鄭達鴻由資深大律師潘熙代表，他指鄭達鴻曾任丹拿選區區議員，修畢法學專業證書和法律博士，參加初選主要為服務居民，沒有個人得益；後來鄭退出公民黨，角色相對輕微，建議法庭判處鄭監禁不多於3年。潘熙呈上鄭達鴻講述心路歷程的求情信，重申他有翻查《基本法》條文，惟被誤導相信初選沒有違法。鄭達鴻報名參加立會選舉被取消參選資格後，已沒有再繼續參與，不但辭去區議員的職務，更不再接觸政治。
審前認罪的徐子見由大律師黃雅斌代表，形容徐子見是行外的獨立參選人，沒有政治聯繫，2014年起從政，不曾表達激進政見，又為區內居民服務，包括提供免費剪髮，颱風後協助清理，以及呼籲長者響應政府注射疫苗等；徐子見有長期病患及身體殘疾，在親撰求情信坦承罪責並深表歉意，僅屬「其他參與者」。
代表楊雪盈的大律師張耀良則稱，楊在案中的角色輕微，認為她屬《國安法》第22條刑罰三級制中的最輕類別，呈上32封求情信，稱讚她在文化藝術、保育和動物權益等各方面的貢獻。楊親撰求情信，在信中提及參加初選的「初心」，是把該些議題帶入立法會，最終誤墮法網。法官陳慶偉指，楊雪盈在信中只表示就發生的事道歉，非就自己的行為道歉。法官陳仲衡指，楊雪盈稱自己無意傷害國家，法庭不會接納其説法。
彭卓棋由辯方大律師盧敏儀代表求情，提到彭卓棋把握機會服務國家，事後受僱於香港基本法基金會，法官陳仲衡指對辯方說法有保留，法庭質疑這是投機之舉，裁定彭卓棋是機會主義者。

### 第三批：黃之鋒、譚文豪、李嘉達、譚得志、胡志偉和施德來
曾參加九東區初選的6人在7月5日至8日作求情，黃之鋒的代表大律師李國威指，黃屬《國安法》第22條刑罰「三級制」中的「積極參加者」，他只是參加初選，不涉組織和提供協助；黃之鋒曾爭取外國支持，到美國遊説，但串謀勾結外國勢力非本案謀劃的一部份。法官關注黃當時涉及多案，曾參與遊行、披露西灣河開槍事件警員資料，及參與未經批准的六四集會等，在保釋期間干犯本案屬加刑因素。辯方呈上黃的母親、教會人士和老師的求情信，強調黃改過自新，與過往的行為「切割」。法官陳仲衡關注黃沒有撰寫求情信，李回應指黃選擇不撰寫。
大律師陳德昌代表李嘉達，稱李來自草根家庭，自幼居於公屋單位，考入港大修讀社工，2013年畢業。很多年青人於2019年有無力感和感壓抑，李在此情況下參選區議會，並成功當選，其後參加初選。他承認李干犯嚴重罪行，認為他屬於《國安法》第22條刑罰「三級制」中的「積極參加者」。律師呈上逾40封來自街坊、學校校長和有特殊學習需要學生的家長等的求情信，指有非牟利機構願意在李刑滿獲釋後聘請他，盼法庭考慮到他對社會有貢獻，他的女友等候他出獄結婚而輕判，李一度在庭上落淚。
資深大律師何沛謙為譚文豪求情指，他已還押3年多，失去陪伴一對龍鳳胎成長的時間，冀獲釋後重新出發，譚稱如果知道犯法，「我是绝对不会参加这个初选」。辯方提及，譚文豪在任立會時多次贊成政府撥款，不會無差別否決財案，並非激進政客，例如他曾獲一名政府官員私信感謝支持撥款。法官反駁指，譚文豪率先提議否決財案，其所屬的公民黨非常激進。辯方亦引述譚文豪親撰求情信寫道，「在此，我希望向法庭表達我對過去的言行深感悔疚，公開向香港社會各界，以及中央政府真誠道歉。」
代表譚得志的大律師梁寶琳求情指，譚參選時提交提名表格和共同綱領、亦有簽署《墨落無悔》和參加選舉論壇等，與參加一般選舉無異，譚應屬刑罰三級制中的第三類別「其他參加者」。他已感到後悔，退出人民力量，無法重返政壇，作為基督徒，在獄中每日閱讀聖奧古斯丁的著作《懺悔錄》。
大律師郭子豐為胡志偉求情指，無證據顯示胡志偉組織初選，他對「攬炒」和無差別否決財案有保留，最多納入判囚3至10年的「積極參加者」。胡從政30多年，不但致力為市民爭取福祉，亦想尋求「雙贏」局面，不信奉「攬炒」。前運房局長張炳良、副局長邱誠武，以及勞福局前局長羅致光均為胡志偉寫求情信，他們一致形容胡温和理性，是務實的人。胡志偉親撰求情信指，民主黨成員不會激進行事。法官陳慶偉質疑，胡擁有良好品格已是七一遊行和六四集結案件的求情因素。法官陳仲衡則表示，張炳良在另一宗案件已為胡寫求情信。
代表施德來的大律師黃廷光求情指，施德來完成學士後成為社工，2016年當上民協主席及黃大仙區議員，而且被委任為淫審委員小組成員9年。黃指，7月5日通過修例限制違反國安者任職社工，施德來計劃修讀都會大學的心理課程裝備自己，他過往服務社會及有真誠悔意，冀法庭顧及他良好品格和錯誤相信計劃合法判刑。

### 第四批：毛孟靜、岑子杰、馮達浚、劉澤鋒、何啟明、黃碧雲、岑敖暉、王百羽和余慧明
曾參加九龍西區、超區、服務界初選的9人在7月10日作求情，毛孟靜的代表大律師黃雅斌求情時指，毛孟靜在案中有一定程度的參選，她在初選勝出後，報名參加立會選舉。但她沒有參與組織，亦沒有向他人施壓，亦對無差別否決預算案有保留，認為量刑起點應介乎5至6年。黃呈上多封求情信，其中融樂會的求情信指，毛關注少數族裔的權益；毛有真誠悔意，並早於本年初已寫下求情信，信中就她在案中的參與，以及無差別否決預算案可構成的傷害，作出道歉。法官陳慶偉則指，戴耀廷曾諮詢毛的法律意見，她亦尋求國際的支持。
代表馮達浚的資深大律師祁志求情指，馮達浚從拔萃男書院及浸大畢業，2016年起服務九龍城區，是一名年輕作家和政治人物，亦是幼稚的理想主義者，並非暴力的街頭抗爭者。馮成長的時候，社會選舉文化多元，年輕人獲鼓勵發問和辯論；直至《港區國安法》生效，串謀爭取權力成為顛覆國家政權的手段，衍生本案。馮達浚希望為社區發聲，晉身立會服務市民，所以相信初選合法，法庭應避免判壓倒性刑罰。辯方亦呈上浸大新聞系前高級講師呂秉權和另一講師的求情信，指馮後悔干犯國安法。馮達浚親撰求情信稱已深切反省，不再牽涉政治，不在意特首會否下台，願意向所有受影響的人致歉。
代表岑敖暉的大律師黃雅斌表示，無意貶低、隱藏岑敖暉在涉案串謀的參與程度，但從求情信可見，岑敖暉願意「貼地」服務社區，亦在獄中改過自新。他稱經反省後，了解自己過往充滿憤怒，而仇恨不會達到任何目標。他承認否決財案會影響港府運作，從而危害國安，違背市民期望，冀出獄後早日回家陪伴妻子。
王百羽由大律師黃俊嘉代表，辯方指他不是初選組織者，屬於「積極參加者」級別。對於王百羽的名字出現在「墨落無悔」聲明，辯方澄清他沒有授權聯署，事後始知道墨落的存在。辯方透露，他投身科技界工作時，亦兼顧社區服務，自此患上高血壓，至今仍要服藥。王百羽在求情信感激家人支持，本案被捕後無法供樓，靠家人承擔按揭貸款，是他一生中最大的錯誤。
黃碧雲由大律師沈士文陳辭，指黃碧雲在本案參與角色被動、近乎邊緣，她遭到激進的參選人批評，不算積極，屬於「其他參加者」。前運輸及房屋局局長張炳良在求情信形容，黃碧雲於2019年對立政治氛圍之中是受害者，她被捲入涉案事件，與她原本性格不符。沈指黃碧雲在加州大學洛杉磯分校完成政治博士，曾於理工大學任教，2012至2020年擔任立法會議員，縱使黃在立選延期後仍能當議員，但她辭任。黃碧雲於2010年支持政改方案，在立會增加5個議席。
劉澤鋒的大律師黃錦娟求情指，劉案發時不足24歲，政治上只屬「新丁」，他希望服務他熱愛的香港，誤認為本案的謀劃並不犯法。劉有簽署《落墨無悔》，但參與僅限於出席選舉論壇和受訪等，他在初選落敗後已沒有繼續參與，認為劉應屬《國安法》三級制的「其他參加者」。辯方續指，劉還押期間未有放棄自己，並修讀會計課程裝備自己。

## 法院判刑
11月19日，負責案件判決的3名國安法指定法官陳慶偉、陳仲衡及李運騰判刑時指，案件涉及串謀控罪，因此《國安法》第22條規定的處罰類別並不完全適用，但可用作參考。法庭在界定案件情節輕重時，重要的著眼點是犯案者的行為，及所引起的實質後果、潛在風險和可能影響，但不應依賴內地法庭的判刑例子。三名法官判刑結果如下：
註解：
- 「△」因開審前認罪獲三分一減刑
- 「◆」因開審當天認罪獲五分一減刑
- 「@」因認罪及以控方證人身份作供獲較大幅度減刑
- 「*」因誤解法律獲減刑
- 「#」因過去公共或社區服務獲減刑（包括但不限於曾經擔任區議員／立法會議員）
- 「R」法官於其判詞指出具真誠悔意
- 「+」審訊期間曾因其他案件被判刑或者正就其他刑事案件服刑。

| 被告 | 姓名       | 裁定角色   | 量刑起點 | 判刑      | 判刑當日本案剩餘刑期 | 刑滿出獄日期 (已計算部份被告另外其所涉及的刑事案件之刑期) | 備註 |
| ---- | ---------- | ---------- | -------- | --------- | -------------------- | --------------------------------------------------------- | --- |
| 1    | 戴耀廷△+   | 首要分子   | 15年     | 10年      | 6年4個月             | 預計2032年5月                                             | 所有被告之中刑期最重 |
| 2    | 區諾軒@*#+ | 首要分子   | 15年     | 6年9個月  | 3年1個月             | 預計2028年6月                                             | 所有被告之中減刑最多，共獲55%（8年3個月）減刑 |
| 3    | 趙家賢@*#  | 首要分子   | 15年     | 7年       | 3年4個月             | 預計2028年2月                                             | 所有被告之中減刑第二多，共獲53%（8年）減刑。 |
| 4    | 鍾錦麟@*#  | 首要分子   | 12年     | 6年1個月  | 2年5個月             | 預計2027年3月                                             | 雖然法官判決時裁定其角色為「首要分子」，但是其角色不及第1–3被告（戴耀廷、區諾軒及趙家賢），因此在「首要分子」量刑刑期之中採取較低的量刑起點，最終共獲49%（5年11個月）減刑，為所有被告之中減刑第三多的被告。                                              |
| 5    | 吳政亨*    | 積極參加者 | 7年6個月 | 7年3個月  | 3年7個月             | 預計2028年5月                                             | 起訴時控方指其角色為「首要分子」，法官判決時裁定其角色為「積極參加者」，為「積極參加者」中刑期第二重以及所有被告之中刑期第三重的被告。已就其裁決及判刑提出上訴。                                                                                         |
| 6    | 袁嘉蔚△*#+ | 積極參加者 | 7年      | 4年3個月  | 7個月                | 2025年8月19日（已刑滿出獄）                               | |
| 7    | 梁晃維△*#  | 積極參加者 | 8年      | 4年11個月 | 1年3個月             | 預計2026年1月                                             | 因和第26及37被告（張可森及鄒家成）並列為「墨落無悔」聲明發起人，因此在「積極參加者」量刑刑期之中採取較高的量刑起點。 |
| 8    | 鄭達鴻*#   | 積極參加者 | 7年      | 6年6個月  | 6年                  | 預計2030年11月                                            | 已就其裁決及判刑提出上訴 |
| 9    | 徐子見△*#+ | 積極參加者 | 7年      | 4年2個月  | 6個月                | 預計2025年8月                                             | 所有被告之中刑期最低之一 |
| 10   | 楊雪盈*#   | 積極參加者 | 7年      | 6年6個月  | 6年                  | 預計2030年11月                                            | 已就其裁決及判刑提出上訴 |
| 11   | 彭卓棋*#   | 積極參加者 | 7年      | 6年6個月  | 6年                  | 預計2030年11月                                            | 原就其裁決及判刑提出上訴，惟於2025年7月14日撤回申請。 |
| 12   | 岑子杰△*#  | 積極參加者 | 7年      | 4年3個月  | 7個月                | 2025年5月30日（已刑滿出獄）                               | |
| 13   | 毛孟靜△*#  | 積極參加者 | 7年      | 4年2個月  | 6個月                | 2025年4月29日（已刑滿出獄）                               | 所有被告之中刑期最低之一 |
| 14   | 何啟明*#   | 積極參加者 | 7年      | 6年7個月  | 6年1個月             | 預計2030年12月                                            | 已就其裁決及判刑提出上訴 |
| 15   | 馮達浚△*   | 積極參加者 | 7年      | 4年5個月  | 9個月                | 2025年7月28日（已刑滿出獄）                               | |
| 17   | 黃碧雲*#+  | 積極參加者 | 7年      | 6年6個月  | 6年                  | 預計2030年11月                                            | 已就其裁決及判刑提出上訴 |
| 18   | 劉澤鋒△*   | 積極參加者 | 7年      | 4年5個月  | 9個月                | 2025年7月28日（已刑滿出獄）                               | |
| 19   | 黃之鋒△+   | 積極參加者 | 7年      | 4年8個月  | 1年                  | 預計2027年1月                                             | |
| 20   | 譚文豪△*#  | 積極參加者 | 7年      | 4年2個月  | 6個月                | 2025年4月29日（已刑滿出獄）                               | 所有被告之中刑期最低之一 |
| 21   | 李嘉達△*#  | 積極參加者 | 7年      | 4年3個月  | 7個月                | 2025年5月30日（已刑滿出獄）                               | |
| 22   | 譚得志△+   | 積極參加者 | 7年      | 4年5個月  | 9個月                | 預計2027年4月                                             | 因法官裁定本案和另外其所涉及的國安煽動文字案之性質相同，因此於本案判刑中扣減三個月刑期。原就其判刑提出上訴，惟於2025年7月4日撤回申請。 |
| 23   | 胡志偉△*+  | 積極參加者 | 7年      | 4年5個月  | 9個月                | 預計2026年5月                                             | |
| 24   | 施德來*#   | 積極參加者 | 7年      | 6年7個月  | 6年1個月             | 預計2030年12月                                            | |
| 25   | 朱凱廸△*R+ | 積極參加者 | 7年      | 4年5個月  | 9個月                | 預計2026年1月                                             | |
| 26   | 張可森△*#R | 積極參加者 | 8年      | 4年11個月 | 1年3個月             | 預計2026年1月                                             | 因和第7及37被告（梁晃維及鄒家成）並列為「墨落無悔」聲明發起人，因此在「積極參加者」量刑刑期之中採取較高的量刑起點。 |
| 27   | 黃子悅△*R+ | 積極參加者 | 7年      | 4年5個月  | 3年7個月             | 預計2028年10月                                            | 判刑之時正就香港理工大學衝突暴動案服刑，兩案刑期分期執行。已就其判刑提出上訴。 |
| 28   | 伍健偉◆    | 積極參加者 | 7年      | 5年7個月  | 1年11個月            | 預計2026年9月                                             | |
| 29   | 尹兆堅△+   | 積極參加者 | 7年      | 4年8個月  | 1年                  | 預計2026年6月                                             | |
| 30   | 郭家麒△*#R | 積極參加者 | 7年      | 4年2個月  | 6個月                | 2025年4月29日（已刑滿出獄）                               | 所有被告之中刑期最低之一 |
| 31   | 吳敏兒△*R  | 積極參加者 | 7年      | 4年5個月  | 9個月                | 2025年7月28日（已刑滿出獄）                               | |
| 32   | 譚凱邦△*#  | 積極參加者 | 7年      | 4年3個月  | 7個月                | 2025年5月30日（已刑滿出獄）                               | |
| 33   | 何桂藍+    | 積極參加者 | 7年      | 7年       | 3年4個月             | 預計2028年6月                                             | 所有被告中唯一沒有減刑因素，同時為「積極參加者」中刑期第三重。已就其裁決及判刑提出上訴 |
| 34   | 劉頴匡△*R  | 積極參加者 | 7年      | 4年5個月  | 9個月                | 預計2028年8月                                             | 判刑之時正就7·1立法會暴動案服刑，兩案刑期分期執行 |
| 35   | 楊岳橋△#R  | 積極參加者 | 8年      | 5年1個月  | 1年5個月             | 預計2026年3月                                             | 由於其時任所屬黨派中的角色較為積極，因此在「積極參加者」量刑刑期之中採取較高的量刑起點。 |
| 36   | 陳志全*#   | 積極參加者 | 7年      | 6年6個月  | 5年6個月             | 預計2030年5月                                             | 已就其裁決及判刑提出上訴 |
| 37   | 鄒家成*+   | 積極參加者 | 8年      | 7年9個月  | 4年8個月             | 預計2032年11月                                            | 判刑之時正就7·1立法會暴動案服刑，兩案刑期分期執行。因和第7及26被告（梁晃維及張可森）並列為「墨落無悔」聲明發起人，因此在「積極參加者」量刑刑期之中採取較高的量刑起點。同時為「積極參加者」中刑期最高以及所有被告之中刑期第二重。已就其裁決及判刑提出上訴 |
| 38   | 林卓廷*+   | 積極參加者 | 7年      | 6年9個月  | 3年1個月             | 預計2030年3月                                             | 已就其裁決及判刑提出上訴 |
| 39   | 范國威△*#R | 積極參加者 | 7年      | 4年2個月  | 6個月                | 2025年4月29日（已刑滿出獄）                               | 所有被告之中刑期最低之一 |
| 40   | 呂智恆△*#R | 積極參加者 | 7年      | 4年3個月  | 4年1個月             | 預計2028年12月                                            | |
| 41   | 梁國雄*+   | 積極參加者 | 7年      | 6年9個月  | 3年1個月             | 預計2029年3月                                             | 已就其裁決及判刑提出上訴 |
| 42   | 林景楠◆*#  | 積極參加者 | 7年      | 5年2個月  | 5年2個月             | 預計2030年1月                                             | 雖然和第2–4被告（即區諾軒、趙家賢及鍾錦麟）並列為本案之控方證人，但並沒有成為減刑因素。 |
| 43   | 柯耀林*#   | 積極參加者 | 7年      | 6年7個月  | 6年1個月             | 預計2030年12月                                            | |
| 44   | 岑敖暉△#R+ | 積極參加者 | 7年      | 4年6個月  | 10個月               | 預計2026年1月                                             | |
| 45   | 王百羽△*#R | 積極參加者 | 7年      | 4年3個月  | 7個月                | 2025年5月30日（已刑滿出獄）                               | |
| 47   | 余慧明*    | 積極參加者 | 7年      | 6年9個月  | 3年8個月             | 預計2028年7月                                             | 已就其裁決及判刑提出上訴 |

綜合上述判決，第1–4被告（戴耀廷、區諾軒、趙家賢及鍾錦麟）均被法官裁定為「首要分子」角色，而於起訴時被指控為組織者之一的吳政亨（第5被告）則被法官裁定為「積極參加者」角色，其餘罪名成立被告（第6–15、17–45及47被告）均被悉數裁定為「積極參加者」角色。
於被法官裁定為「首要分子」角色的量刑起點中，戴耀廷（第1被告）被法官以15年監禁作為其量刑起點，不過因認罪而獲得三分一減刑下，最終刑期為10年，為所有被告之中刑期最長。
而區諾軒（第2被告）及趙家賢（第3被告）雖然同樣被採取15年監禁作為其量刑起點，但因為認罪以及擔任本案控方證人，因此獲得量刑起點下的50%減刑，同時法官採納兩人因誤解法律及過去公共服務作為減刑因素而分別獲得額外5%（9個月）及6個月減刑，而兩人最終刑期分別為6年9個月及7年。
至於同樣被裁定為「首要分子」角色的鍾錦麟（第4被告），法官因考慮其角色不及上述三位，因此法官以12年監禁作為其量刑起點，同樣因認罪以及擔任本案控方證人而獲得量刑起點下的45%減刑，並採納其誤解法律及過去公共服務而獲得額外6個月減刑，最終刑期為6年1個月。
另外於本案同樣擔任控方證人的林景楠（第42被告），法官認為其證供的用途不大，因此在判決時並未有接納其控方證人身份作為減刑因素。
起訴時被指控為組織者之一，審訊後罪成的吳政亨（第5被告）。法官於判決時裁定為「積極參加者」角色，但是考慮其角色比起一般「積極參加者」較為積極，因此在以7年6個月監禁作為其量刑起點，法官接納其誤解法律而獲得3個月減刑，最終刑期為7年3個月。
至於「積極參加者」的量刑起點方面。其中梁晃維（第7被告）、張可森（第26被告）及鄒家成（第37被告）因其《墨落無悔》聲明發起人身份，則被法官以8年監禁作為上述三位之量刑起點，而曾經擔任公民黨黨魁的楊岳橋（第35被告），法官也因為考慮其角色身份較為積極，同樣以8年監禁作為其量刑起點。至於其餘被告均一律採取以7年監禁作為量刑起點。
減刑方面，除了上述剛才所提及第1–5被告均獲得不同程度的減刑以外，大部份被告同樣於量刑起點下而獲得不同程度的減刑，當中另外27名認罪被告（第6–7、9、12–13、15、18–23、25–32、34–35、39–40、42、44及45被告）之中，除了伍健偉（第28被告）及林景楠（第42被告）因為於開審當天認罪僅獲得20%減刑以外，其餘認罪被告均獲得3份1減刑。同時法官也考慮大部份被告其他求情因素（例如誤解法律及過去公共服務）而獲得額外2–6個月減刑，認罪的被告分別被判囚4年2個月至5年7個月不等。
至於另外13名審訊後罪成之被告（第8、10–11、14、17、24、33、36–38、41、43及47被告），除何桂藍（第33被告）因審訊後罪成及沒有求情而沒有任何減刑以外，其餘12名被告也被法官也考慮上述所提及的其他求情因素而獲得額外3-6個月減刑，審訊後罪成的被告則被判囚6年6個月至7年9個月不等。
除此之外，當中17名被告（第1–2、6、9、17、19、22–23、25、27、29、33–34、37–38、41及44被告）也於整個審訊期間曾因其他案件被判刑或者正就其他刑事案件服刑，法官也將其他案件刑期和本案剩餘刑期分期執行。
另外，法官也在朱凱廸（第25被告）、張可森（第26被告）、黃子悅（第27被告）、郭家麒（第30被告）、吳敏兒（第31被告）、劉頴匡（第34被告）、楊岳橋（第35被告）、范國威（第39被告）、呂智恆（第40被告）、岑敖暉（第44被告）及王百羽（第45被告）合共11名被告其各自判詞中指出具真誠悔意，並表示相信懲教處未來評估是否批准提早釋放時會納入考慮。

## 刑滿出獄
由於本案大部份被告已被還押超過三年，判刑之時已有18名被告（第6–7、9、12–13、15、18、20–21、25–26、30–32、35、39及44–45被告）可以因判刑下的三分一減刑而即時刑滿出獄。然而於23條生效後，涉國安案的犯人須獲懲教署長信納不會不利國家安全，否則未能獲判刑下的三分一減刑而需服刑整個刑期才刑滿出獄。而部份被告於判刑後不久已被通知不獲獄中減刑，意味著他們需服刑整個刑期才刑滿出獄。
| 被告 | 姓名   | 刑滿出獄日期   | 備註 |
| ---- | ------ | -------------- | ---- |
| 1    | 戴耀廷 | 預計2032年5月  |      |
| 2    | 區諾軒 | 預計2028年6月  |      |
| 3    | 趙家賢 | 預計2028年2月  |      |
| 4    | 鍾錦麟 | 預計2027年3月  |      |
| 5    | 吳政亨 | 預計2028年5月  |      |
| 6    | 袁嘉蔚 | 2025年8月19日  |      |
| 7    | 梁晃維 | 預計2026年1月  |      |
| 8    | 鄭達鴻 | 預計2030年11月 |      |
| 9    | 徐子見 | 預計2025年10月 |      |
| 10   | 楊雪盈 | 預計2030年11月 |      |
| 11   | 彭卓棋 | 預計2030年11月 |      |
| 12   | 岑子杰 | 2025年5月30日  |      |
| 13   | 毛孟靜 | 2025年4月29日  |      |
| 14   | 何啟明 | 預計2030年12月 |      |
| 15   | 馮達浚 | 2025年7月28日  |      |
| 17   | 黃碧雲 | 預計2030年11月 |      |
| 18   | 劉澤鋒 | 2025年7月28日  |      |
| 19   | 黃之鋒 | 預計2027年1月  |      |
| 20   | 譚文豪 | 2025年4月29日  |      |
| 21   | 李嘉達 | 2025年5月30日  |      |
| 22   | 譚得志 | 預計2027年4月  |      |
| 23   | 胡志偉 | 預計2026年5月  |      |
| 24   | 施德來 | 預計2030年12月 |      |
| 25   | 朱凱廸 | 預計2026年1月  |      |
| 26   | 張可森 | 預計2026年1月  |      |
| 27   | 黃子悅 | 預計2028年10月 |      |
| 28   | 伍健偉 | 預計2026年9月  |      |
| 29   | 尹兆堅 | 預計2026年6月  |      |
| 30   | 郭家麒 | 2025年4月29日  |      |
| 31   | 吳敏兒 | 2025年7月28日  |      |
| 32   | 譚凱邦 | 2025年5月30日  |      |
| 33   | 何桂藍 | 預計2028年6月  |      |
| 34   | 劉頴匡 | 預計2028年8月  |      |
| 35   | 楊岳橋 | 預計2026年3月  |      |
| 36   | 陳志全 | 預計2030年5月  |      |
| 37   | 鄒家成 | 預計2032年11月 |      |
| 38   | 林卓廷 | 預計2030年3月  |      |
| 39   | 范國威 | 2025年4月29日  |      |
| 40   | 呂智恆 | 預計2028年12月 |      |
| 41   | 梁國雄 | 預計2029年3月  |      |
| 42   | 林景楠 | 預計2030年1月  |      |
| 43   | 柯耀林 | 預計2030年12月 |      |
| 44   | 岑敖暉 | 預計2026年1月  |      |
| 45   | 王百羽 | 2025年5月30日  |      |
| 47   | 余慧明 | 預計2028年7月  |      |

根據法院判刑，被判刑4年2個月的毛孟靜（第13被告）、譚文豪（第20被告）、郭家麒（第30被告）及范國威（第39被告）將是首批刑滿出獄的被告，上述4人也已於2025年4月29日刑滿出獄，由警察陪同下的七人車接走。其中范國威返抵將軍澳寓所之時向傳媒表示多謝香港人及傳媒關心，而毛孟靜也於Facebook表示感謝各方關心和照顧。
至於被判刑4年3個月的岑子杰（第12被告）、李嘉達（第21被告）、譚凱邦（第32被告）及王百羽（第45被告）則是第二批刑滿出獄的被告，上述4人也已於2025年5月30日刑滿出獄。
2025年7月28日，馮達浚（第15被告）、劉澤鋒（第18被告）及吳敏兒（第31被告）刑滿出獄。
2025年8月19日，袁嘉蔚（第6被告）刑滿出獄。

## 海外聲援

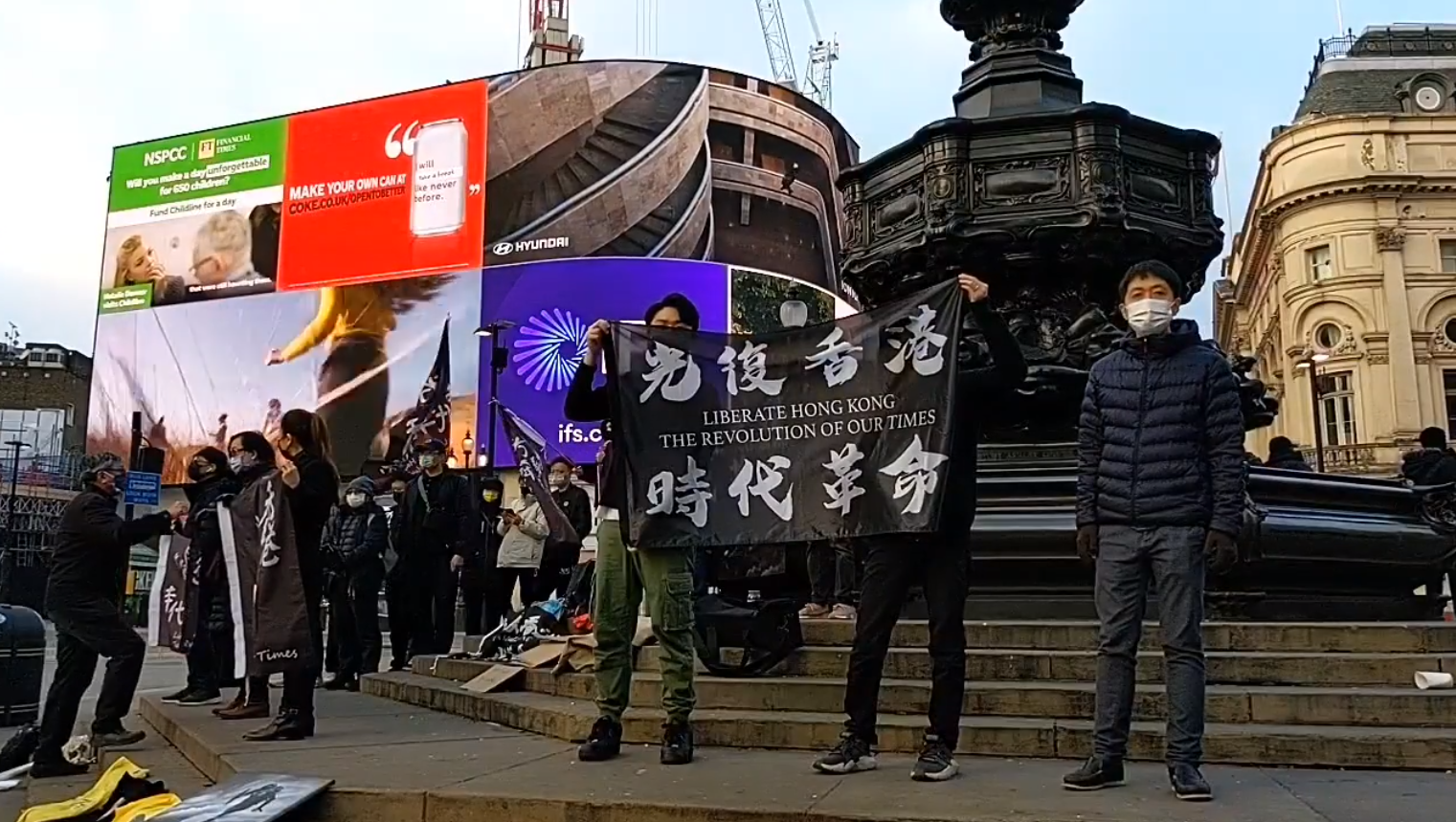
倫敦皮卡迪利圓環的集會，前立法會議員許智峯到場聲援

2021年3月1日，英國最少有3個城市舉行聲援47人的集會。在倫敦集會在皮卡迪利圓環舉行，集會人士揮動「光復香港、時代革命」的旗幟，也有人用英軍樂團傳統樂器風笛吹出《願榮光歸香港》，已流亡的被通緝前立法會議員和有參與民主派初選的許智峯到場出席。他感到對事件十分憤怒，情緒也受到非常大困擾。希望能進一步推動各國實施制裁。而曼徹斯特皮卡地里花園有超過100名人參與集會，雖然集會名稱有「靜坐」兩字，但大部分參與人士站在草地上。前立法會議員許智峯的助理陳渭新發言。而記者發現參與人士以循LOTR入境的「新移民」為主，留學生只佔少數。在倫敦西面的城市雷丁，參與人士以靜默方式集會，在大街上排成兩行。由於英國仍處於「封城」狀態，警員到場要求參與人士立即離開。參與者和平散去。
到3月6日和7日，北美洲居住的香港人在紐約市、舊金山、洛杉磯、西雅圖及加拿大溫哥華舉行集會或示威活動，聲援在港的政治犯。3月6日，溫哥華的遊行有約300人參與，示威者先由列治文－布里格豪斯站天車站起步，沿3號路而行，走到布里格豪斯站公園。不少經過的汽車都有響號支持。在多倫多，鄭敬基號召當地的香港人以Drive Thru流水式安排進行簽名和籌款活動。雖然當地有限聚令，加上氣溫只有零下15度。不過兩小時的活動仍然有205輛車參與，共收集了509個簽名和13.5萬善款，將作律師費用。
3月7日，溫哥華支聯會在溫哥華格蘭維爾街的中國領事館前舉行快閃集會，在美國，多個紐約人權組織在時代廣場舉行活動聲援，呼籲外界關注香港問題。

## 各方反應

### 香港特別行政區

#### 特區政府

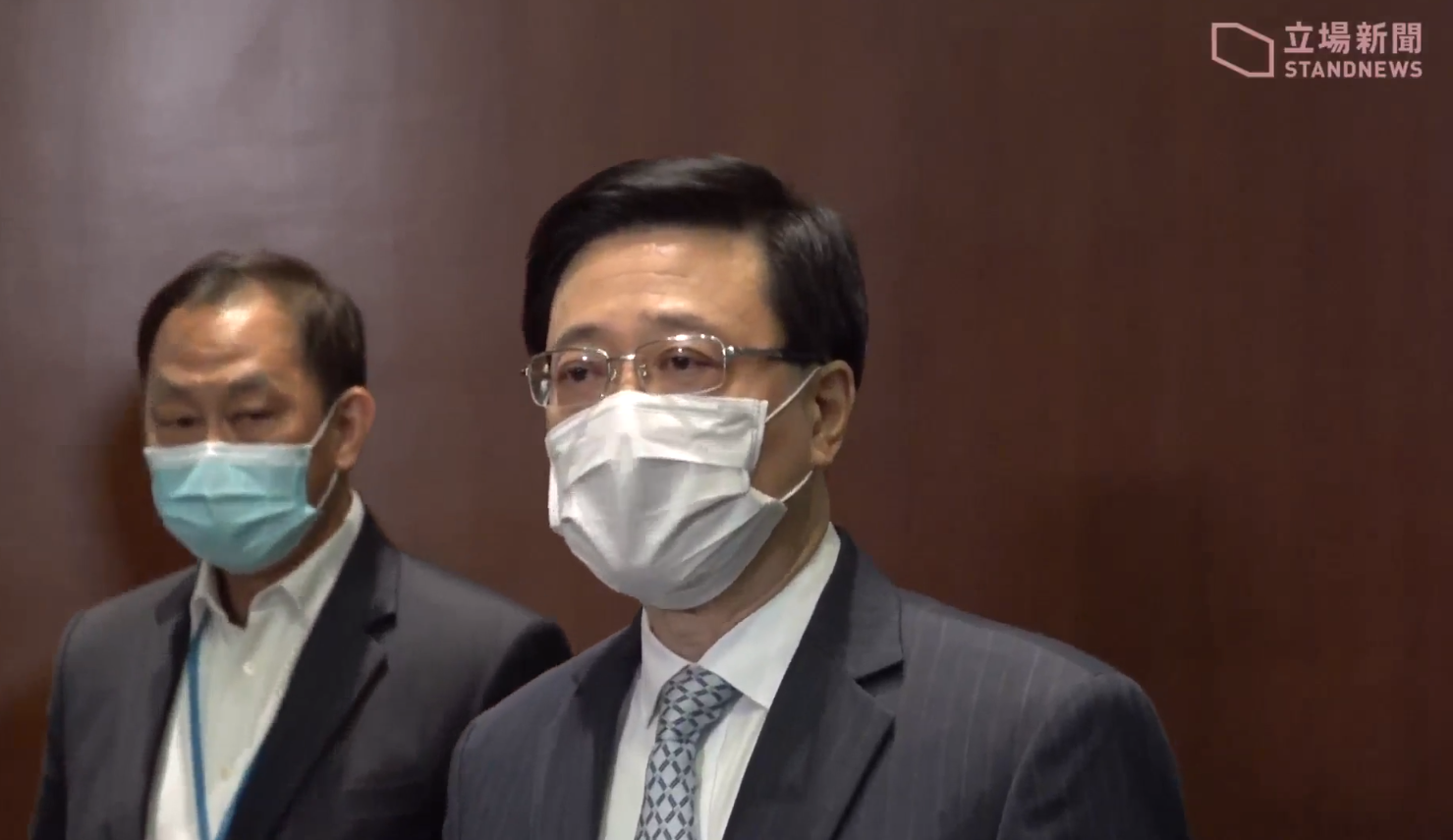
時任保安局局長李家超於立法會回應事件，形容涉案人士是涉嫌以一個歹毒的計劃，圖謀通過「35+」和「攬炒十步曲」計劃癱瘓特區政府，形容警方的行動是必要和必需的

- 時任保安局局長李家超於立法會回應事件，形容警方採取行動拘捕一批涉嫌顛覆國家政權的活躍份子，涉案人士是涉嫌以一個歹毒的計劃，圖謀通過「35+」和「攬炒十步曲」計劃癱瘓特區政府，形容警方的行動必要和必需。而他們取得35個立法會議席後，會不顧一切一心要否決政府的財政預算案，反對落實香港基本法第二十三條立法，令行政長官下台，目的是令政府停擺。政府絕不容忍顛覆國家政權的罪行。李家超又指「攬炒十步曲」透過大規模街頭暴動，加上其他手段，令香港陷入停頓；加上國際政治和經濟制裁令香港癱瘓，達至真正「攬炒」，並準備共同跳崖，是有組織有計畫地令香港陷入深淵。直指如果計畫得逞，香港社會將受到極嚴重的衝擊和破壞。[174]

- 行政會議成員湯家驊指暫時看不到民主派初選違反國安法，又稱議員否決議案「好正常」，不屬顛覆政權。但他同時指議員否決所有政府撥款使政府無法運作可能屬「嚴重干擾政權機關履行職責」，有機會違法。[175]在案件判決後，湯家驊認為「35+顛覆」案判刑合理，尊重「一國兩制」精神，屬預期之內。對於有從犯證人的判刑與部分不認罪的被告相若，湯家驊認為法庭考慮的是各被告在整件事的角色。[176]

- 10日，特区政府发言人對澳洲、加拿大和英國外長及美國國務卿就拘捕行動發表的聯合聲明進行反駁，指出香港有憲制責任維護國家安全，自港版國安法公布實施後，特區政府一直在香港依法和盡責地履行維護國家安全的職責。声明同时指出，港版國安法或特區內任何法律對香港每個人皆平等適用，無人可凌駕於法律之上。對於某些海外政府官員似乎作出持某種政治理念的人應不受法律制裁的言論，特區政府感到震驚[177]。

- 2024年5月30日，16名不認罪被告中14人被裁定罪成，李家超表示，47人被起訴，45人被定罪，顯示犯罪計劃的規模和嚴重性；保安局局長鄧炳強指出，參與立法會選舉，不是盡責任，而是要無差別否決財政預算案，不論利弊，不理香港死活，出賣香港人，「極其醜惡、醜陋和惡毒」；警方國安處總警司李桂華對裁決表示歡迎，裁決證明初選只是幌子，最終目的是希望政府癱瘓，該計劃必然嚴重干預、阻撓特區政權機關履行職責。

- 2024年6月，在初選案裁決后，李家超提及裁決確立顛覆國家政權罪的3項重要原則，包括非法手段不限於使用武力、威脅使用武力或刑事罪行下的手段；無差別否決預算案或公共開支議案，以此迫使政府同意政治要求；以及嚴重干擾、阻撓、破壞特區政權機關履行職能。他認為法庭裁決指出「35+」計劃的終極目的和用意，是要破壞現行本港政治制度和架構，涉案人串謀通過初選，取得立法會過半議席後無差別否決政府預算案，以換取政府回應訴求，迫使特首解散立法會及請辭，令政府無法為市民福祉制訂新政策或執行現有政策，大大破壞特首與政府的權力及權威，必然構成顛覆國家政權。[178]

#### 法律界人士言論相關
- 2024年6月6日，終審法院非常任法官岑耀信與另一位英籍非常任法官郝廉思（英语：Lawrence Collins, Baron Collins of Mapesbury）一同請辭[179]。2024年6月10日，岑耀信在英國《金融時報》發表觀點文章，稱「香港法治處於危險之中」[180]。他以〈香港法治岌岌可危〉為題撰文，[181]指出《港區國安法》及英治時期建立的煽動叛亂相關條文，嚴重限制法官作出決定的自由；《基本法》和《港區國安法》保障言論和集會自由流于表面；高等法院在民主派初選相關的香港47人案的裁決，在法律上站不住腳等。[182]
- 律政司長林定國向傳媒表示對岑耀信的言論感失望，指對方不應直接評論仍在上訴程序的案件，因其言論衍生的社會壓力遠比他人大。林表示，無海外法官不會「死人冧樓」。[183]
- 律政司副司長張國鈞指，案件仍在審訊階段，不宜加以評論，批評作為資深法官的岑耀信犯下法治社會大忌，影響司法機構審訊，强調初選案每次審訊都公開透明讓媒體報道，法官完全依據法律原則和證據判案。[184]
- 前終審法院常任法官烈顯倫在2021年1月27日的《星島日報》撰文《一個「歹毒的計畫」》，指責初選和戴耀廷提出的「攬炒十步」符合香港國安法第二十二條第（二）項和第二十二條第（三）項規定的顛覆國家政權罪的所有要素。[185]

#### 建制派

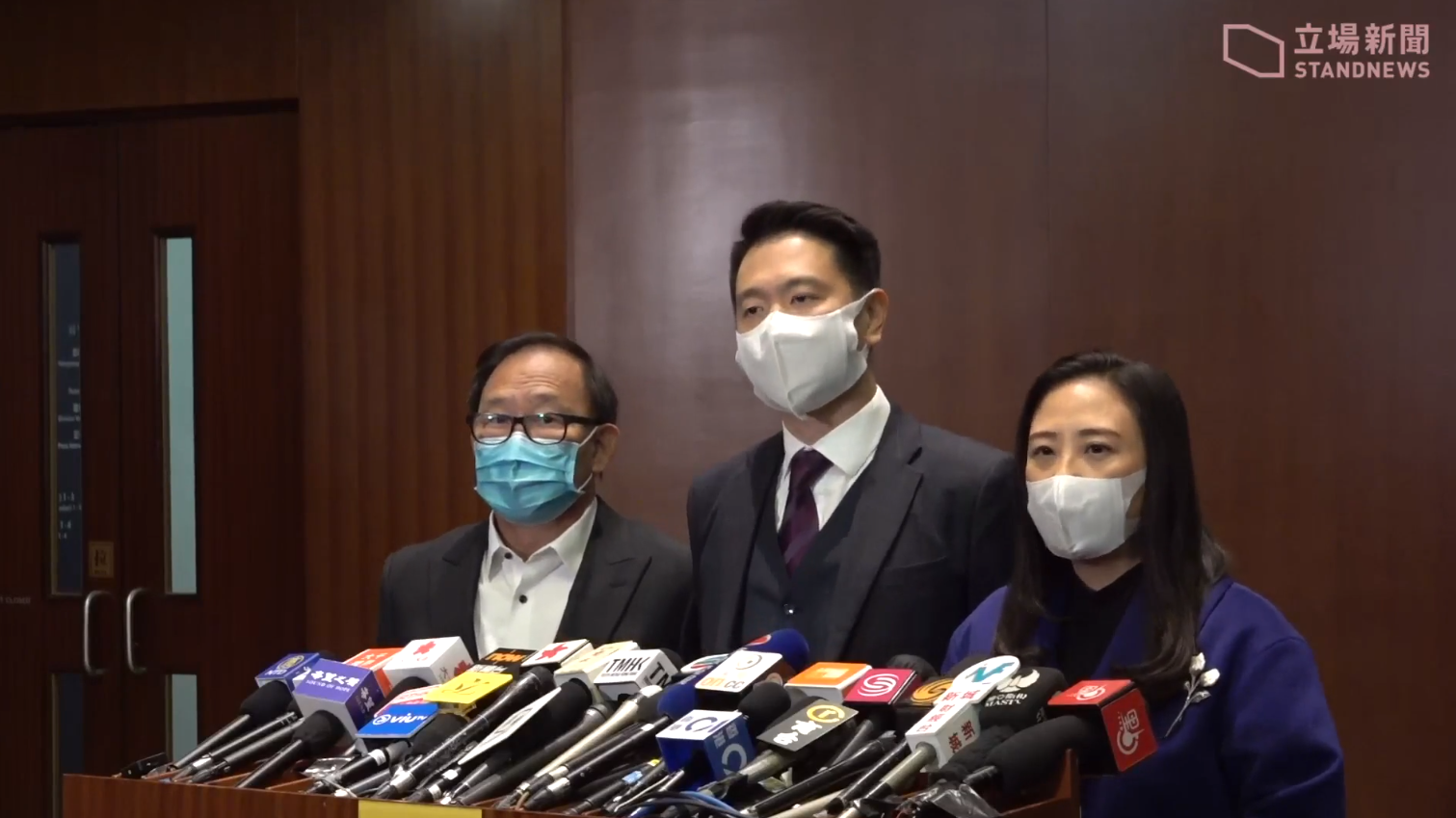
民建聯認為拘捕行動合情、合理、依法辦事

- 工聯會立法會議員麥美娟指港版國安法有法律基礎，這次拘捕是良好示範，清楚告知市民國安法不是「無牙老虎」。認為初選目的是攬炒香港、推翻政權、違反國安法，認為今次拘捕行動屬合理。而另一位工聯會立法會議員陸頌雄指，雖然攬炒十部曲於2020年4月港版國安法立法前發表，不過民主派初選在去年7月進行，而參與初選人士不但無否決戴耀廷的主張，更意圖用脅迫手段癱瘓立法機關、逼特首林鄭月娥落台，甚至試圖引發流血暴力衝突、逼中央鎮壓令外國有藉口介入制裁等，明顯違反港版國安法第22條。案件判決後，工聯會理事長黃國指，該案被告危害國家安全罪證確鑿，支持高等法院依法懲處，彰顯法治公義，亦嚴厲譴責美西方外部勢力借國安案件抹黑香港司法。[186]

- 民建聯認為拘捕行動合情、合理、依法辦事。其中立法會議員周浩鼎指，反對派議員一連串行動旗幟鮮明，意圖達致癱瘓政府，形容對50多名被捕人士為“主導、組織、策劃、實施的違法行動分子”。而另一位立法會議員葛珮帆指拘捕行動讓市民知道攬炒派陰謀不會得逞，反而會萬劫不復。[187]
- 實政圓桌立法會議員田北辰指，國安法顛覆政權其中一個犯罪元素是採用非法手段，不理解警方指控民主派採用了甚麼非法手段，促請警方解釋。[188]

#### 民主派

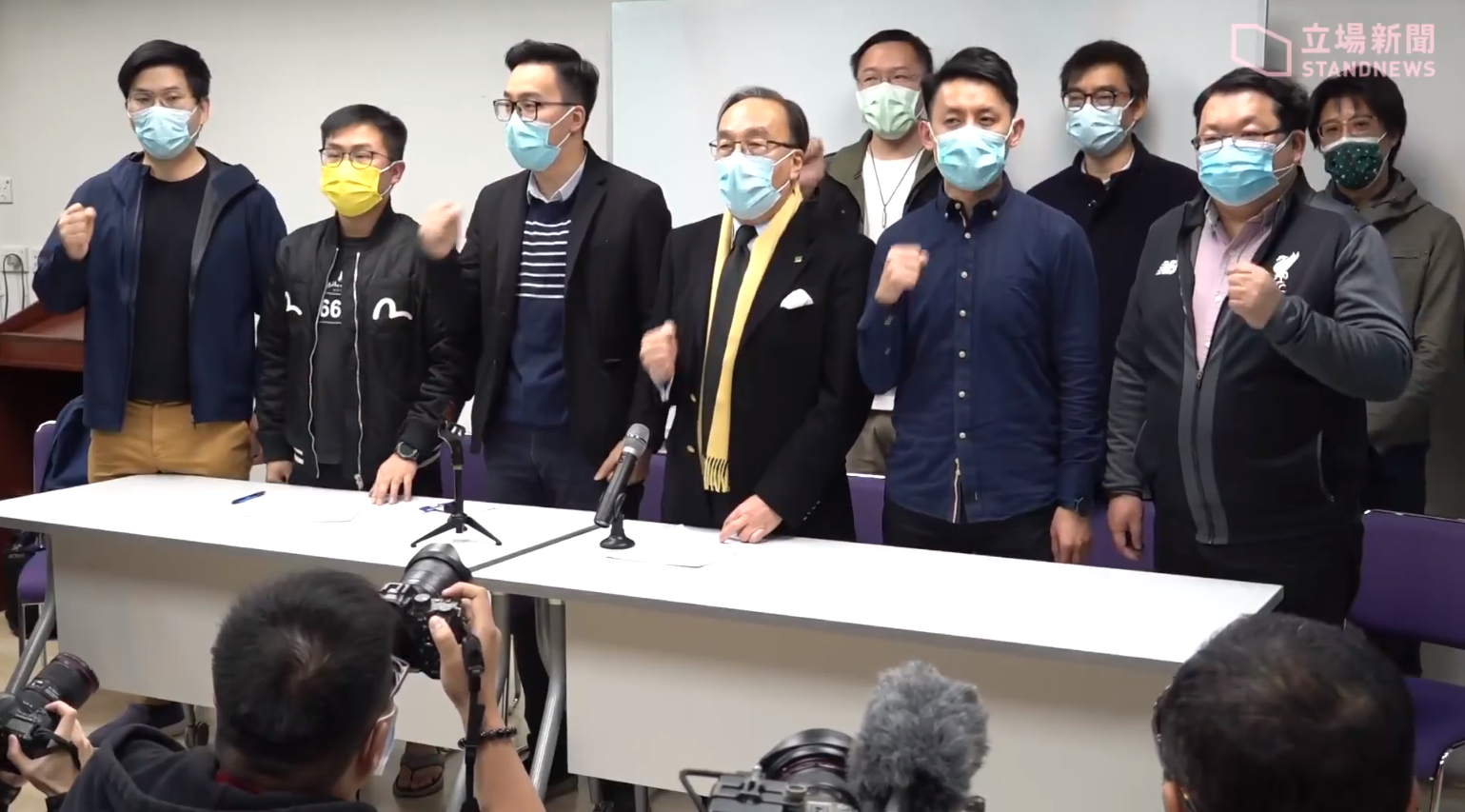
民主派召開記者會回應，公民黨主席梁家傑斥警方拘捕民主派是不尊重港人的投票權。民主黨主席羅健熙形容港版國安法已成拘捕市民的「萬能key」。

- 民主黨主席羅健熙批評政府與民意對抗，向獲得市民支持的從政者加以報復，「生安白造」罪名，形容國安法已成為拘捕市民的萬能工具。[189]
- 人民力量主席陳志全表示，對於因為參與初選而被指違反國安法一事感到突然，直言按照本港法例即使議員否決財政預算案，政府仍可利用臨時撥款繼續運作，因此認為議員無法癱瘓政府，特首亦可作出解散立法會的決定，重申法律賦予市民參選權，亦賦予議員否決預算案的權利。[190]
- 公民黨主席梁家傑指市民投票權受基本法和人權公約保障，基本法又列明行政立法如何互相制衡，包括可拒絕通過財政預算案等，批評不按基本法行事的政權將香港推向萬劫不復的深淵；又批評警方要求律師樓及傳媒交出文件漠視法律專業保密權及傳媒的採訪權。[191]
- 社民連主席黃浩銘直言警務處國家安全處高級警司李桂華的說法全都是藉口同廢話，認為事件本質上是「政治搜捕」。[192]
- 3名流亡海外的民主派初選參選人，羅冠聰、許智峯及張崑陽在晚上發聲明，形容是次大規模拘捕為香港史上最大規模的打壓，並涵蓋整個光譜的民主派，明顯地希望消滅香港所有異見聲音，而事件證明香港的「一國兩制」在中共威權下淪喪，完全無視初選背後有60萬名香港人的民意支持。呼籲各國政府重新審視香港實際情況，採取不限於制裁及暫緩經濟協議的實際行動作回應。[193]
- 民間人權陣線批評警方斷章取義詮釋法律，製造大規模拘捕，營造白色恐怖，意圖損害港人言論自由、新聞自由、選舉權及被選舉權，予以強烈譴責，又指初選中的討論都是基本法下的合法行為，不應被視作危害國家安全的行為。[194]

#### 本土派

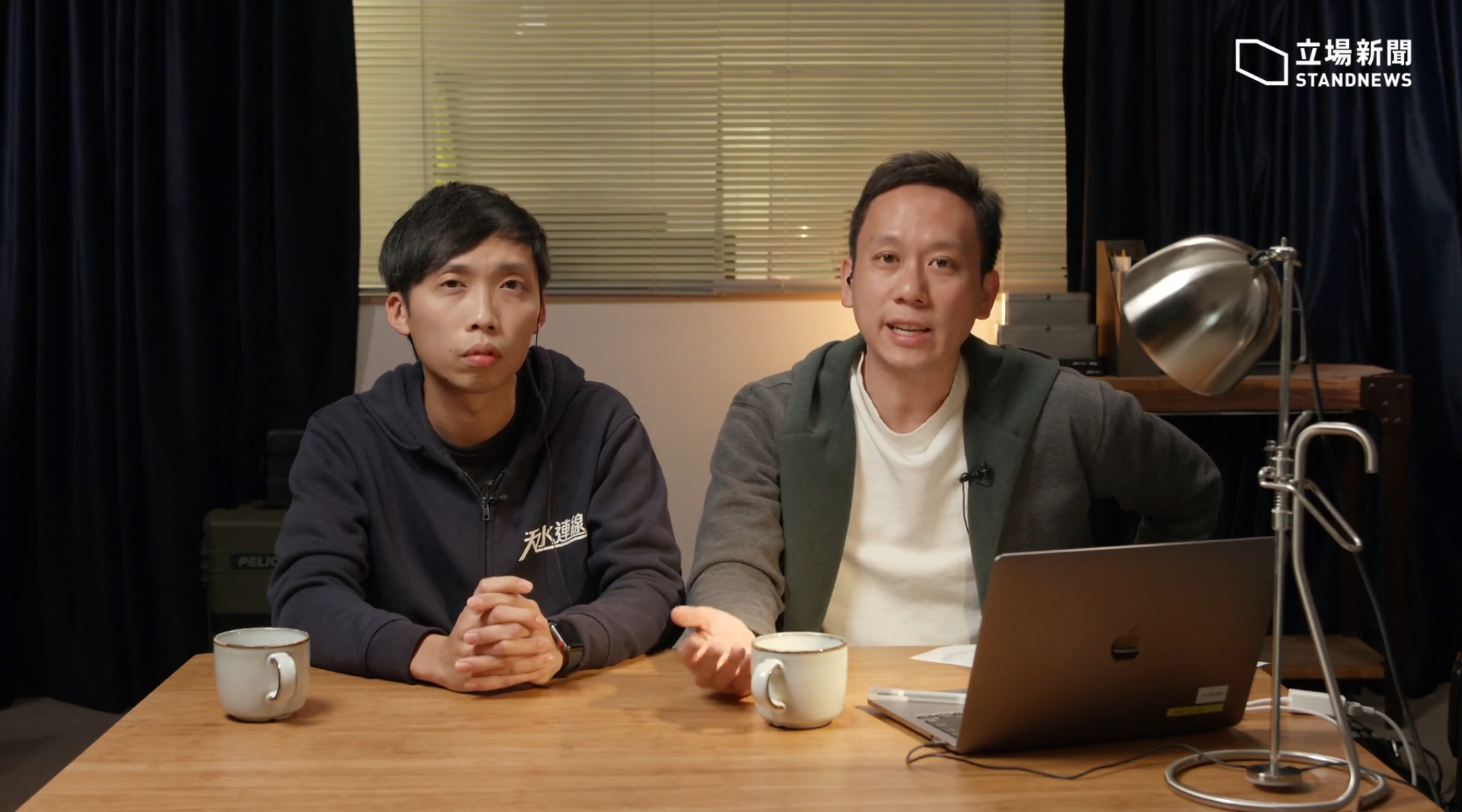
天水連線元朗區議員林進（左）接受《立場新聞》專訪。

- 天水連線指國安法是一部未有經任何香港人同意、經由擁有民意授權立法會，以及正當的立法程序所產生的法律，因此所有因國安法而作出的搜查、拘捕等必然是「濫權濫捕」；批評其拘捕理由自相矛盾；亦指行使投票權天經地義；並認為警方故意在平常人正在休息的清晨時份突擊拘捕是阻礙被捕者正常的休息時間，指在其精神模糊的狀況下拘捕會對被捕者造成嚴重的精神折磨及不公。[195]

#### 非政府組織
- 民權觀察批評政府運用國安法打壓異己，將公民和平參與公共事務扭曲為罪行，嚴重踐踏人權；又指議員運用基本法賦予權力，如彈劾行政長官、否決預算案等不應被視為危害國家安全的行為。[196]

### 澳門特別行政區
- 新澳門學社立法會議員蘇嘉豪表示，對事件表達關切，形容是「很大的憂慮」，世界各地想要保護民主和人權等普世價值的人都應該關注香港事態發展。[197]

### 中华人民共和国
- 中央駐港國安公署发言人表示，坚决支持香港警方對戴耀廷等人依法履職的拘捕行动，堅決依法打擊任何危害國家安全的行為。[198]
- 香港中聯辦發言人表示，對香港警方依據港版國安法採取的執法行動，以及特區政府堅決維護香港國家安全的嚴正表態，表示堅定支持。形容參加「初選」投票的民眾區是受誤導，「相信廣大市民能看清戴耀廷等人的險惡居心和對香港社會的危害，共同自覺維護國家安全，維護香港社會整體利益」。[199]

##### 外交部
- 外交部發言人華春瑩表示，支持香港警方依法履職，強調中國是法治國家、香港是法治社會，香港市民享有的權利和自由並無受到任何影響。指只有一些外部勢力和香港個別人士，相互勾結，企圖破壞中國穩定和安全的自由，才受到影響。[200]
- 外交部針對美國對香港及中國大陸官員的制裁作出報復性反制，2020年11月30日宣佈制裁國家民主基金會（NED）亞洲事務高級主任約翰·克瑙斯，國際事務民主協會（NDI）亞洲項目負責人曼普里特·辛格·阿南德，國際事務民主協會香港分部主任克里斯特爾·羅薩里奧及國際事務民主協會香港項目主任薛德敖。[201]
- 外交部發言人林劍19日回應判刑，指任何人不能打著「民主」旗號，從事違法活動並企圖逃脫法律制裁；重申中央政府堅定支持香港特區維護國家安全，依法懲治各類危害國家安全的活動，堅決反對個別西方國家藉有關司法個案，干涉中國內政，抹黑和破壞香港法治。[202][203]

### 中華民國

#### 總統府
- 總統蔡英文表示，超過50名香港民主派人士遭到警方拘捕。凜冬的肅殺氣氛，再一次摧折香港所剩無幾的民主自由。蔡英文指出，中國自改革開放以來，為了融入國際社會，對世界做過許多承諾，無論是所謂不稱霸、不擴張，或是遵守各種國際組織的主流價值和遊戲規則，都是中國曾經承諾的事情。但是，這一年多來，國際上越來越多人對中國是否有誠意遵守承諾，都抱持懷疑的態度。這次大規模的拘捕，顯示出北京當局徹底毀棄了當年「五十年不變」的承諾。如果言而無信，又怎麼能期待國際社會善意的理解。蔡英文稱要告訴全世界的人們，台灣身處民主陣營的第一線，清楚感受到中國政府對承諾的寡信以及對香港自由的打壓；但此時此刻，台灣人不僅不會退縮，更會為了普世價值挺身而出。最後，蔡英文表示，當獅子山下的人們同舟共濟，國際的民主陣營更該團結發聲。她要呼籲全世界民主陣營的夥伴，一起來撐香港、為香港發聲，不要讓香港僅存的自由空氣，眼睜睜消失在我們眼前。[204]

- 副總統賴清德表示，中國鎮壓民主的行為不會被世界忽視，批評香港民主派人士被捕是不可接受的，強調香港人的人權須受尊重。[204]

#### 行政院
- 行政院院長蘇貞昌表示，過去中國對香港承諾一國兩制50年不變，馬照跑、舞照跳，但現在變成這麼恐怖，追求最基本的民主自由都被逮捕下獄。他強調，台灣堅守國家主權非常重要，但也非常關心香港、關懷港人，呼籲中國對香港尊重，應該堅守當年承諾，對於徵求普世價值民主自由不應惡意打壓，不應用恐怖手段，只會讓人民更為反感，讓世界更抨擊中國。[204]

- 大陸委員會表示，港版國安法動輒以顛覆國家政權罪名打擊民主人士，不僅突顯香港基本法對港人權利的保障形同具文，其惡行惡狀更使香港由「東方明珠」，變成觸目驚心的「東方煉獄」。[205]

#### 立法院
- 臺北市第五選舉區立法委員林昶佐表示，自從頒佈港版國安法後，中國就持續用惡法清算香港的民主人士，剝奪香港人民的權利，用恐怖統治試圖摧毀香港人對自由民主的信念。他最近和許多香港朋友見面交流，深刻感受到港人不會因為打壓而潰散，反而會更團結。這種意志與力量，終將壓過獨裁政府，這是人類歷史的演進，也是我們從他們身上感受到的勇氣與自信。林昶佐說，目前國際社會援港抗中的行動持續擴大，美國宣佈禁止所有侵犯人權的中国官員入境，歐盟也通過「歐洲聯盟人權和民主行動計劃」，台灣做為亞太地區民主陣線的一份子，去年立法院組成「立法院人權促進會」將推動台灣版的《全球馬格尼茨基人權問責法》，與共享民主價值的國家合作，制裁危害人權的政府官員。同時援港措施也不斷改進提升中，台灣與國際盟友將持續支持香港，援助全世界受壓迫的人民。[204]

- 民主進步黨新北市第十二選舉區立法委員賴品妤表示，香港民眾計劃以民選議會的力量去制衡政府，完全合法合理，中共卻荒唐到將「參加初選」等同「違反國安法」，目的就是要引起參與初選的香港民眾恐慌，最後自己選擇放棄初選。事實上，在中共眼中，只要反抗極權，就是有罪。賴品妤說，中國曾承諾香港五十年不變、高度自治、港人治港，如今看來完全就是一場詐欺。在世界各國飽受疫情侵襲之時，中國不但沒有一點幫助世界的善意，還趁著疫情蔓延，對香港進一步的箝制、施壓，並將獨裁政權不斷向外擴張，可惡至極。同時賴品妤亦請大眾一起關注香港的情況，台灣人必須一起將中共的暴行傳遞出去，讓更多人知道中共的殘虐與獨裁。民主的台灣，一定會繼續相挺港人，願榮光歸香港。[206]

#### 監察院
- 監察院院長陳菊表示在黑暗中，台灣人堅持走向人權的光。當年美麗島大審中，自己始終相信自己無罪，因為台灣人追求的人權信念，是跨越國界的普世價值，也獲得世界民主陣營的聲援。陳菊表示要向香港人說，面對今日的大逮捕，要堅持追求人權的信念、相信自由的珍貴；而國際社會也會像當年支持台灣追求民主化，繼續撐香港。[204]

#### 高雄市
- 市長陳其邁表示，自由的空氣永不窒息，高雄與香港站在一起。陳其邁認為，大搜捕此舉無疑是北京授意，要將捆繞在香港人脖子上的威權鐵鍊更加緊縮。他指出，中國自改革開放以來，一度在胡錦濤時期，讓世界各國認為有可能因參與國際組織而逐漸走向自由民主體制，然而香港此時際遇，證明這是一場虛妄的誤會。陳其邁說，北京對香港的種種作為，從拒絕落實基本法雙普選、片面修改國民教科書，到如今以顛覆國家政權為名拘捕異議人士，顯示北京一直以一國一制的再中國化角度看待香港。然而，香港開埠以來，早已在歷代及各國移民的努力下，打造出名為香港人的獨特存在，2019年兩百萬人為政治權利走上街頭的呼喊，更使得香港人的身份昇華為更具體的香港民族。陳其邁表示，在台灣、高雄各處，香港朋友們所開設的店家裡，香港民族的意象隨處可見，台灣聲援香港，不只是基於追求自由民主的歷史經驗，更是共同抵抗外來政權壓迫的同情共感，希望香港加油。[207]

- 市議會第九選舉區鳳山區議員黃捷表示，港府這種大規模逮捕泛民主抗議者的作為，不僅為香港人民所不容，更是對全世界人權的一大踐踏。以「法治」之名，行「濫捕」之實，中共這種做法已經是公然對全世界民主國家的一大宣戰。黃捷說，對倡議普世權利的這群人要給予最大的敬意，中共政府若繼續用「你是民，我是主」的中共式民主來對付異議者，只會遭受全世界的唾棄。習政權這種喪心病狂、罔顧人權的行為已經天怒人怨，全世界泛民主的國家必定聯合起來抵制。同時黃捷亦請大眾持續關注香港動態，給予香港人民最大的鼓勵與幫助。[208]

#### 政黨
- 中國國民黨表示，對此事高度關切，並呼籲北京包容香港民主自由。[209][210]

- 民主進步黨表示，香港已被中共“紅色恐怖”全面籠罩，批評中共完全無視民主人權，須受最嚴厲譴責，又指中共以法治為遮羞布，施行惡法，摧毀香港民主自由，為完全掌控香港無所不用其極，呼籲中共停止極權行為，並會支持支援香港的措施。[211]

- 時代力量表示，港版國安法強行通過後，中共以及香港政府更是變本加厲，聯手恣意壓迫爭取自由、民主的人民。[204]

- 台灣基進表示，針對中國共產黨以及香港政府聯手剝奪港人參政權的行為，表達嚴厲譴責。香港政府過去曾對當選的議員思想審查，接著DQ掉跟中共唱反調的議員，現在則是連參加初選而已，都還沒當議員就先違反國安法，等同更進一步的剝奪港人的參政權，宣判港人體制內改革的路遭到堵死。港府對於民主派的濫捕，是對每一位港人生存權的挑戰，絕非只有民主派的事情，因為人們永遠無法知道自己何時、何地、何日，會成為下一個違反國安法的人，呼籲港人應該聲援這些遭逮捕的民主派人士，不能讓香港只剩下中共的聲音。同時，台灣基進也表示要提醒台灣人民，港版國安法再次證明所謂的一國兩制完全是騙局，中共唯一不跳票的承諾，就是他們的承諾永遠會跳票。[212]

### 美国

#### 美國總統行政辦公室
- 總統國家安全事務助理羅伯特·奧布萊恩發聲明表示，美國正考慮進一步行動回應。奧布萊恩在聲明中稱，川普政府早於2020年5月預見，香港社會的自由和開放，將會在中國共產黨的手上終結，對民主派大搜捕是中共接二連三在香港民主棺材釘上釘子的最新舉動，被捕人只不過是行使基本法賦予的政治權力[213]。

#### 美國國務院
- 國務卿邁克·蓬佩奧對拘捕行動表示憤慨，批評拘捕行動令人再次意識到中國共產黨蔑視人民及法治，促請當局即時無條件釋放被捕人士。他又指美國正考慮對拘捕行動的人員實施制裁或其他限制措施，亦會探討對香港駐美經貿辦事處實施限制和對損害香港民主的官員採取額外的即時行動[214][215]。

- 駐聯合國大使凱莉·克拉夫特表示，她對數十名民主運動領袖和人士的可恥大搜捕感到憤怒，並指出在中國共產黨試圖壓制異議並破壞香港自治權的同時，美國站在香港人和長期對自由承諾的一方[216]。
- 在2024年11月19日香港方面以“串谋颠覆国家政权罪”宣布判決45名香港民主派人士后，美国国务院发言人马修·米勒发表书面声明，强烈谴责此次不公正判刑，并宣布美国正在对多名香港官员实施新的签证限制。[217]

#### 美國財政部
- 財政部根據總統唐納·川普簽署的第13936號行政命令，宣佈制裁6名與大搜捕行動有關的人士，包括警務處國安處處長蔡展鵬；警務處助理處長（國家安全）江學禮；警務處助理處長（國家安全）簡啟恩；駐港國安公署副署長孫青野；全國人大常委譚耀宗和中共中央統戰部部長尤權[218]。

#### 美國國會
- 眾議院議長蘭茜·佩洛西表示，作為議長，她譴責香港的和平民主運動人士被拒絕保釋，他們是受針對及被控行使他們的權利，這次大搜捕是中共加速打壓香港，美國國會將繼續對此發聲。[219]

- 民主党紐約州聯邦眾議員、眾議院外交事務委員會主席格里高利·米克斯批評，中共利用港版國安法肆意攻擊香港人，繼上周把民主派人士定罪後，現在更拘捕數十名參加立法會選舉初選的民主派人物[220]。

- 共和黨科羅拉多州聯邦眾議員肯·巴克表示支持在香港爭取自由的人士，批評中共持續攻擊民主[221][222]。

- 共和黨田納西州聯邦眾議員提姆·布歇特亦批評，中共拘捕民主派政治人物[220]。

- 民主党新澤西州聯邦眾議員安迪·金形容民主正受攻擊，他會與為自由奮鬥的香港人同在[220]。

- 共和黨田納西州聯邦參議員瑪莎·布萊克本形容，林鄭月娥的政府被中共操控，並以「涉嫌顛覆國家」罪名拘捕50多名民主派人士，前香港眾志秘書長黃之鋒即使目前已被捕，其住所亦再被搜查，強調他們只因舉辦民主選舉便面臨終身監禁，警告中共的苛政只是開端[220][223]。

- 共和黨德薩斯州聯邦參議員約翰·康寧亦提及大搜捕事件，批評香港警方在清晨時分，拘捕數十名民主派政治人物，是「掃除」反對派的行為[220][224]。

- 共和黨內布拉斯加州聯邦參議員本·薩斯則指，中國領導人習近平利用美國處於分裂的時刻進行卑鄙搜捕，但只會暴露中國共產黨領導人的懦弱[220][225]。

- 民主党馬里蘭州聯邦參議員克里斯·范荷倫表示，美國政府必須迅速採取行動，以引用兩黨於2020年7月通過的《香港自治法》所授予的最大權力，去懲處持續參與中共鎮壓自由民主的相關官員[226]。

- 共和黨賓夕法尼亞州聯邦參議員帕特·圖米表示，大搜捕是中共扼殺香港人自由的又一個例子。美國政府應援引《香港自治法》所確立的制裁權力，追究為這一侵略行為負責的相關人士[227]。

#### 拜登團隊
- 候任總統喬·拜登提名的國務卿人選安東尼·布林肯在Twitter表示，香港民主派遭大規模拘捕，是對侵犯勇敢提倡普世價值的人士，強調拜登和副手賀錦麗會站在香港人的一方，反對北京打壓民主[221][228]。

### 英国

#### 女王陛下政府
- 外交大臣藍韜文發表聲明，形容搜捕香港政界及社運人士，是痛擊受到《中英聯合聲明》保障的香港人權及自由。藍韜文說，搜捕行動反映香港、中國政府蓄意誤導世界各國《港版國安法》的真正目的，其實是要用作打壓異見及反對政見，他強調英國不會背棄香港人，會繼續透過BNO向港人提供在英工作、讀書權利[229][230]。

#### 英國國會
- 保守黨下議院議員、外交事務委員會主席董勤達表示，這就是中共統治下的香港民主[231]。

- 保守黨下議院議員施志安爵士表示，英國政府必須採取緊急行動，引用《全球馬格尼茨基人權問責法》制裁包括香港行政長官林鄭月娥在內的相關官員和人士[232]。

- 自由民主黨下議院議員萊拉·莫蘭（英语：Layla Moran）表示，對大搜捕感到震驚，表明自由民主黨站在香港人一邊，呼籲藍韜文引用《全球馬格尼茨基人權問責法》對為濫權行為負責的人士實施制裁[233]。

- 工黨下議院議員斯蒂芬·金諾克表示，英國正在目睹中共以「顛覆國家政權」這一令人毛骨悚然的罪名對香港民選代表和民主運動人士進行全面清洗，呼籲英國政府立即引用《全球馬格尼茨基人權問責法》對中共及相關官員實施制裁[234][235]。

- 蘇格蘭民族黨下議院議員斯圖爾德·麥克唐納表示，大搜捕非常可怕，有必要引用《全球馬格尼茨基人權問責法》對中共及相關官員實施制裁，以聲援香港所有爭取權利和自由的鬥爭[236]。

- 保守黨下議院議員羅信岱表示，安靜的外交對中共完全無效，在香港和政治犯問題上中共無視國際法，世界各國政府必須準備好更強硬地對付中共，尤其是英國政府必須引用《全球馬格尼茨基人權問責法》對中共關鍵官員實施制裁。羅信岱指出，美國政府早前對林鄭月娥實施的制裁行之有效，因為林鄭月娥現在必須把薪水以現金形式留在家中。羅信岱同時指出，如果允許中共習近平政權繼續不受懲罰地行事，那麽包括香港人、維吾爾人和其他政治犯在内的數百萬人將遭受苦難，英國不能袖手旁觀並允許這種事情發生[237]。

- 工黨下議院議員巴里·希爾曼表示，一國兩制的所有要素都被無情地摧毀，全球是時候考慮抵制中國及其產品和服務的行動[238]。

- 保守黨下議院議員羅比·穆爾表示，很高興看到英國、美國、加拿大、澳洲的外交部長一同發表聯合聲明譴責大搜捕，港版國安法違反《中英聯合聲明》和破壞一國兩制，中共當局必須尊重香港人的權利和自由[239]。

- 工黨下議院議員瑪麗·福伊（英语：Mary Foy (politician)）表示，香港數十名民主派人士遭到大搜捕非常令人擔憂，無論在何地只要暴政企圖顛覆民主，工黨和英國都必須堅決反對[240]。

- 工黨下議院議員瑪麗·里默（英语：Marie Rimmer）表示，大搜捕的消息令人擔憂，民主正在我們眼前被侵蝕，中共政權無視《中英聯合聲明》[241]。

- 工黨下議院議員阿夫扎爾·汗（英语：Afzal Khan (British politician)）表示，大搜捕是中共當局持續對香港自由和權利的猛烈攻擊，香港人、西藏人和維吾爾人的苦難不能再繼續下去，英國政府必須超越言語並採取行動[242]。

- 香港前總督彭定康譴責香港警方以「顛覆國家政權罪」的罪名，拘捕50多名參與及組織民主派初選的人士[243][244]。他認為中國共產黨藉著全球專注政治及疫情之際，進一步箝制香港，形容支持民主現在已經變成了非法活動。就此呼籲全球的自由民主國家必須繼續發聲，反對粗暴破壞自由社會，同時呼籲歐洲議會拒絕重大戰略錯誤的中歐投資協定[245][246]。

#### 非政府組織
- 香港監察創辦人羅傑斯形容事件令人震驚，質疑大搜捕事件意味「勝出選舉便等於顛覆國家」，批評港府搜捕規模前所未見，「這是終極的鎮壓」[220]。

### 加拿大

#### 女王陛下政府
- 全球事务部部長商鵬飛譴責港府以港版國安法拘捕50多名參與過民間初選的民主派人士及前議員[247]。他指此舉是對政治多元的嚴重鎮壓，顯然漠視《香港基本法》及侵蝕「一國兩制」。最後更要求立即釋放被捕人士[248][249]。

- 小型企業、出口推廣及國際貿易部長伍鳳儀表示，加拿大和香港人站在一起，維護香港基本法所保障的人權和民主自由[250]。

#### 加拿大國會
- 保守黨參議員利奧·豪薩科斯指出，香港的民主和自由正持續被瓦解，西方社會卻無動於衷[220][251]。

- 保守黨眾議員拉克爾·丹喬表示，從來沒有發生過在同一時間有如此多的民主運動人士遭到大搜捕，加拿大需要一個願意對抗中共以及支持自由、民主和法治價值觀的政府[252]。

- 自由黨眾議員蕾切爾·本達揚（英语：Rachel Bendayan）表示，加拿大一直以來和盟友一起努力，反對中共當局剝奪香港的自由，加拿大將繼續捍衛民主和人權[253]。

- 自由黨眾議員加里·阿南達桑加里（英语：Gary Anandasangaree）指出，港版國安法再次踐踏香港人的人權，大搜捕是對全球民主日益威脅的一部分，加拿大必須和香港站在一起[254]。

- 自由黨眾議員安東尼·豪斯法瑟（英语：Anthony Housefather）表示，很高興看到加拿大和盟友一起反對侵犯香港人權和違反一國兩制的港版國安法[255]。

- 新民主黨眾議員傑克·哈里斯（英语：Jack Harris (Newfoundland and Labrador politician)）指出，香港人受到持續恐嚇，加拿大政府必須譴責大搜捕[256]。

- 保守黨眾議員馬特·傑納魯（英语：Matt Jeneroux）表示，大搜捕是港版國安法實施以來最大規模的逮捕，他將毫不動搖地支持香港人的人權[257]。

- 保守黨眾議員凱茜·瓦根托爾（英语：Cathay Wagantall）表示，對香港民主派被大搜捕深感不安[258]。

### 

#### 聯邦政府
- 外交贸易部部長馬里斯·佩恩說，澳洲已經持續表達關注，港版國安法侵蝕香港的自治、民主原則和法治[259][260]。
- 外交部長黃英賢於判刑後表示，澳洲強烈反對中華人民共和國和香港官方繼續廣泛實施國家安全法，並呼籲中國停止壓制言論、集會、媒體和公民社會自由，並應廢除港區國安法。[261]

#### 聯邦議會
- 南澳州聯邦參議員雷克斯·帕特里克（英语：Rex Patrick）表示，中共對香港民主派人士發動大搜捕表明，一國兩制已經徹底終結，澳洲應該放寬移民標準，讓更多香港人移民到澳洲[262]。

- 工黨新南威爾斯州聯邦參議員克里斯蒂娜·克納利表示，大搜捕進一步破壞香港的權利和自由，這是對一國兩制以及中共對香港自由所作承諾的持續侵蝕[263]。

- 自由黨塔斯曼尼亞州聯邦參議員埃瑞克·阿貝茨表示，在2021年不要把自由視作理所當然，香港人因為支持香港的民主而遭到大搜捕，澳洲需要和他們站在一起[264]。

### 新西兰
- 外交部長娜奈婭·馬胡塔（英语：Nanaia Mahuta）表示，紐西蘭對最近在香港逮捕的多名民主人士深表關切，這是侵蝕香港人權利和自由，進一步破壞一國兩制框架的惡劣行為[265]。

### 欧盟

#### 歐盟委員會
- 歐盟委員會對外事務發言人彼得·斯塔諾（Peter Stano）1月6日表示，要求港府釋放被捕人士，更坦言不排除向中國實施制裁[220][266]。翌日正式發表聲明，提到大搜捕象徵著香港特區政府及中共當局藉著港版國安法扼殺香港的政治多元、行使受香港及國際法律保障的人權及政治自由。最後再次呼籲立即釋放被捕人士之外，亦促請政府尊重香港的法治、人權、民主原則及高度自治[267]。
- 歐盟外交事務及安全政策首席發言人彼得·斯塔諾於判刑後再次發表聲明，指19日的判決再次對香港的基本自由、民主參與及多元性做出空前打擊[261]。

#### 歐洲議會
- 歐洲議會以597票贊成，17票反對的壓倒性票數大比數通過人權相關的決議案，呼籲立即無條件釋放最近在香港被捕的民主反對派代表人士，以及先前根據港版國安法以顛覆罪名被拘留的人士[268]。

- 議員安娜·福蒂加譴責中共對50多名香港民主運動人士發動大搜捕，並呼籲歐洲理事會主席夏爾·米歇爾、歐盟委員會主席烏爾蘇拉·馮德萊恩和歐盟外交和安全政策高級代表何塞·博雷利·豐特列斯採取緊急行動[269]。

- 議員居伊·伏思達指出，大搜捕表明中國並沒有因為國際協議的出現而變得更加開放和民主，只要沒有承諾和證據證明香港人、維吾爾人、西藏人的人權得到改善，歐洲議會將永遠不會批准中歐全面投資協定[270]。

### 德国

#### 聯邦政府
- 外交部長海科·馬斯表示，港府搜捕民選區議員在內逾50名人士，印證了港版國安法用作打壓異見人士及削弱香港人的自由權利。他指出中國再次違背對港人與國際社會的承諾，並敦促中國政府履行有關香港的義務，維持基本法保障的法治原則[271]。

#### 聯邦議院
- 基督教民主聯盟聯邦議院議員、外交事務委員會主席諾伯特·洛特根在Twitter表示，中共利用港版國安法作為反民主的武器，拘捕了逾50名香港異見人士[272]。

- 自由民主黨聯邦議院議員、人權委員會主席蓋·延森在Twitter上表示，大搜捕一事代表中國共產黨在香港再一次面對現實，初選之間的民主競爭對中共而言是顛覆政權的舉動[273]。

- 綠黨聯邦議院議員、人權委員會成員瑪格麗特·鮑斯指出，拘捕行動是不能接受的挑釁。顯示中共在歐中投資協定中，對法治含糊的承諾是毫無意義。她呼籲總理默克爾支持立即釋放被捕人士[274]。

### 法國
- 外交部回應50多名異見人士被捕一事，表示香港自港版國安法生效以來的局勢持續惡化。新聞界及民主派過去多月因局勢發展飽受壓力，質疑能否行使基本法保證下民主表達的權利[275][276]。

### 丹麦
- 外交大臣耶珀·科弗德（丹麦语：Jeppe Kofod）批評，港府大舉拘捕民選議員和民主人士，使「一國兩制」形同虛設，顯然違反國際規範。科弗德強調行使民主權利並非罪行，要求港府馬上釋放被捕人士，並承諾在歐盟討論事件[220][277]。1月7日再次在Twitter發文，指出大搜捕不利合法的政治活動。對此他會密切關注事件發展，並重申要求立即釋放被捕人士[278]。

### 日本

#### 日本國政府
- 政府表示，無法容許香港大搜捕，會向中國傳達此立場，並與外國聯手應對香港問題。政府指香港是日本緊密經濟關係和人才交流極重要的夥伴，政府一貫立場是香港應在「一國兩制」下維持自由開放的體制，民主而安定地發展。政府續指，港版國安法實施後對香港是否尊重言論自由和新聞自由等基本價值抱有深刻疑慮，又稱對日本來說無法容許大搜捕一類事件，並重申會與七國集團及其他國家繼續合作，以合適方法應對香港問題[279]。

#### 國會
- 自由民主黨參議員佐藤正久形容，拘捕事件反映港府進一步明確地取締民主派，自民黨外交部將會討論事件[280]。

- 自由民主黨眾議員鈴木馨祐表示，香港目前局勢嚴重，且處於關鍵時刻，強調國際社會必須把港府行為視作違反國際協定，形容中國共產黨的本質就是否定自由、民主、人權等普世價值[281][282]。